# Biserica de lemn din Poiana Sibiului

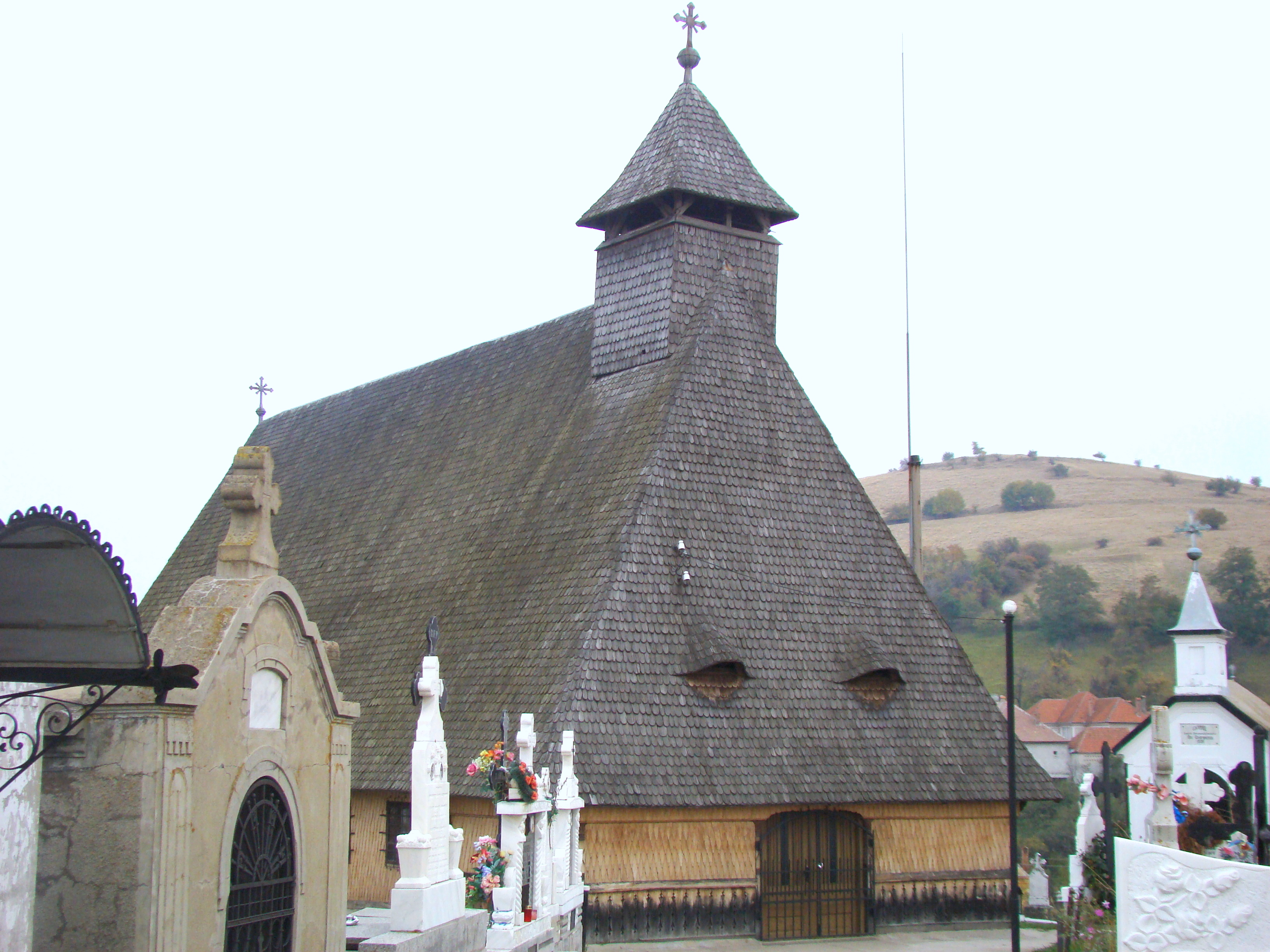
Biserica de lemn „Adormirea Maicii Domnului” din Poiana Sibiului, județul Sibiu, foto: octombrie, 2008.

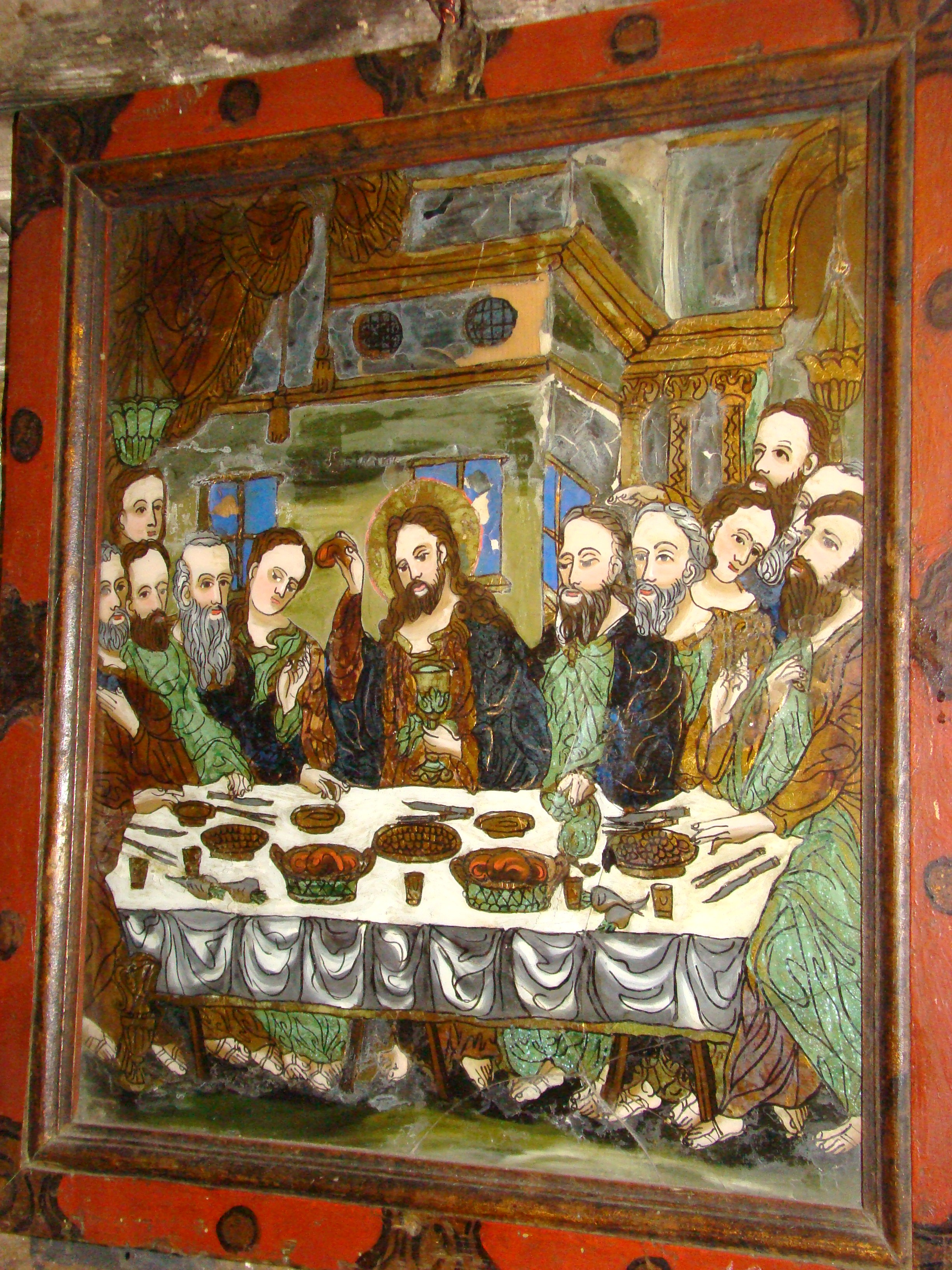

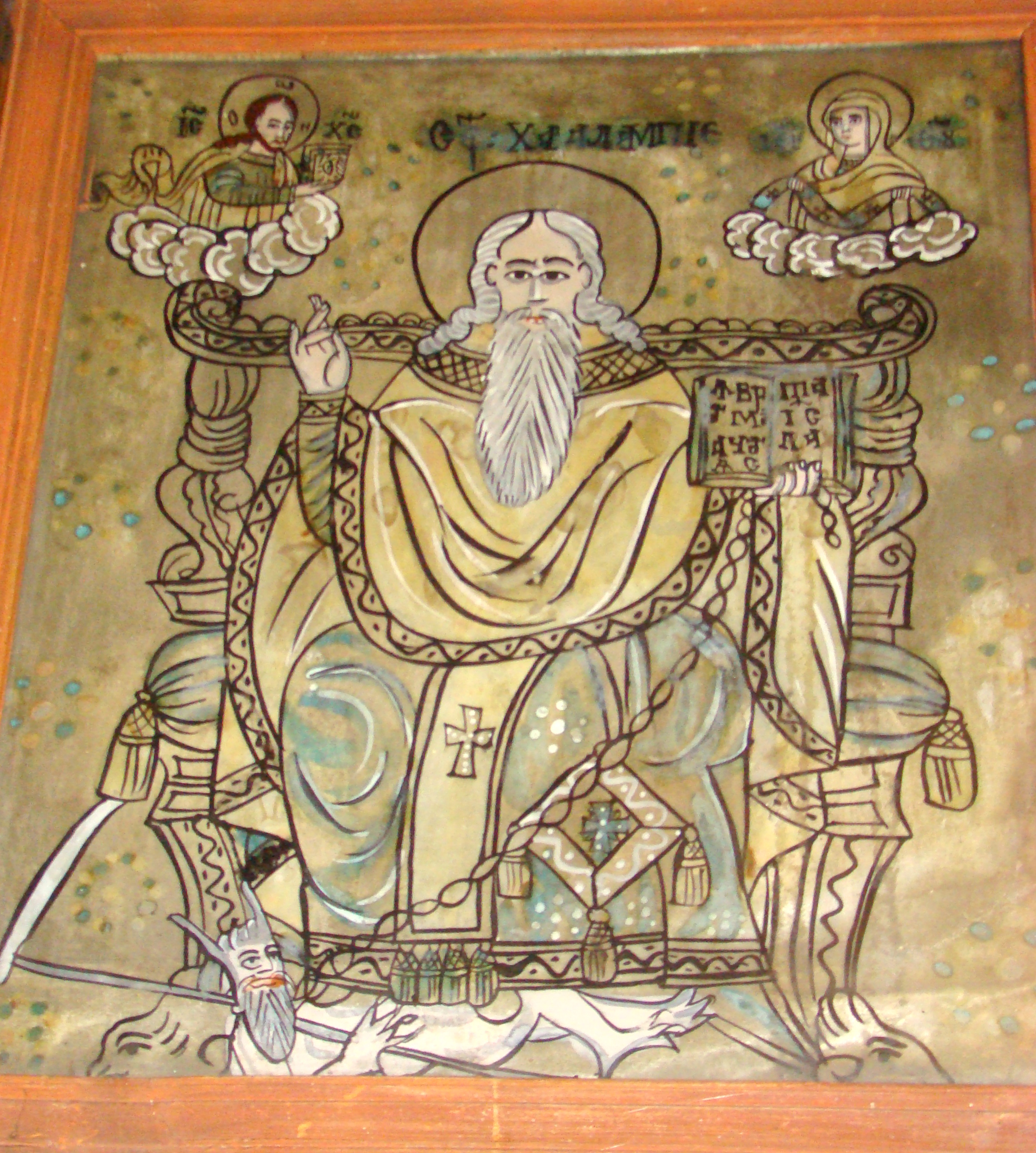

Biserica de lemn din Poiana Sibiului, comuna Poiana Sibiului, județul Sibiu, datează din anul 1766. Are hramul „Adormirea Maicii Domnului”. Biserica se află pe noua listă a monumentelor istorice sub codul LMI:  SB-II-m-B-12502.

## Istoric
Biserica din deal, cu hramul „Adormirea Maicii Domnului”, a fost construită în anul 1766. Din tradiție, aflăm că în apropierea acestei biserici a existat o altă biserică, tot din lemn. Este construită în întregime din lemn de brad, grinzi lungi ce formează pereții naosului și pronaosului. Temelia bisericii este din piatră, iar acoperișul din șindrilă. Înaintea pronaosului biserica are o tindă așezată sub clopotniță, iar clopotnița (turnul) este puțin ridicată peste acoperișul bisericii. Forma bisericii este de corabie, cu altarul rotunjit și de proporții mai mici. Stilul este cel bizantin, caracterizat prin bolta arcuită ca un leagăn. Pictura de pe pereții interiori ai bisericii este aproape în întregime ștearsă sau deteriorată. Pe pereții interiori a fost aplicată o tencuială din gips, în naos și pronaos, fiind lipite mai întâi fâșii de pânză la împreunarea grinzilor, peste care apoi a fost executată pictura. Pictura a fost făcută de mai mulți zugravi între care amintim pe Simion Zugravul din Craiova, care a pictat naosul (1771), Vasile Muntean din Săliște care a pictat iconostasul (1801), și Constantin Zugravul care a pictat altarul (1791). Meșterul construcției nu se cunoaște. Pe peretele dintre naos și pronaos se află pisania (cu chirilice): „Făcutu-s-au această sfântă și dumnezeiască biserică în zilele prea luminatei crăiese Maria Terezia și Iosif al II-lea, prin blagoslovenia răposatului Dionisie Novacovici, episcopul Budei și al Ardealului, și s-au săvârșit la venirea Preasfințitului Domn Sofronie Kirilovici, Episcopul uniților din Ardeal, cu cheltuiala satului, prin facerea de bine care s-au îndurate, prin osteneala și purtarea de grije a cinstitului protopop din Poiana, Oprea Picariu, Iacob Simion, Bucur Ban, Stan Mănițiu. Maiu în 12 leatu 1770 și s-au zugrăvit de Simion Zugravu din Craiova-1771.” Biserica dispune de un patrimoniu mobil de o valoare inestimabilă: obiecte de cult și cărți vechi, icoane pe lemn și sticlă.

## Imagini din interior

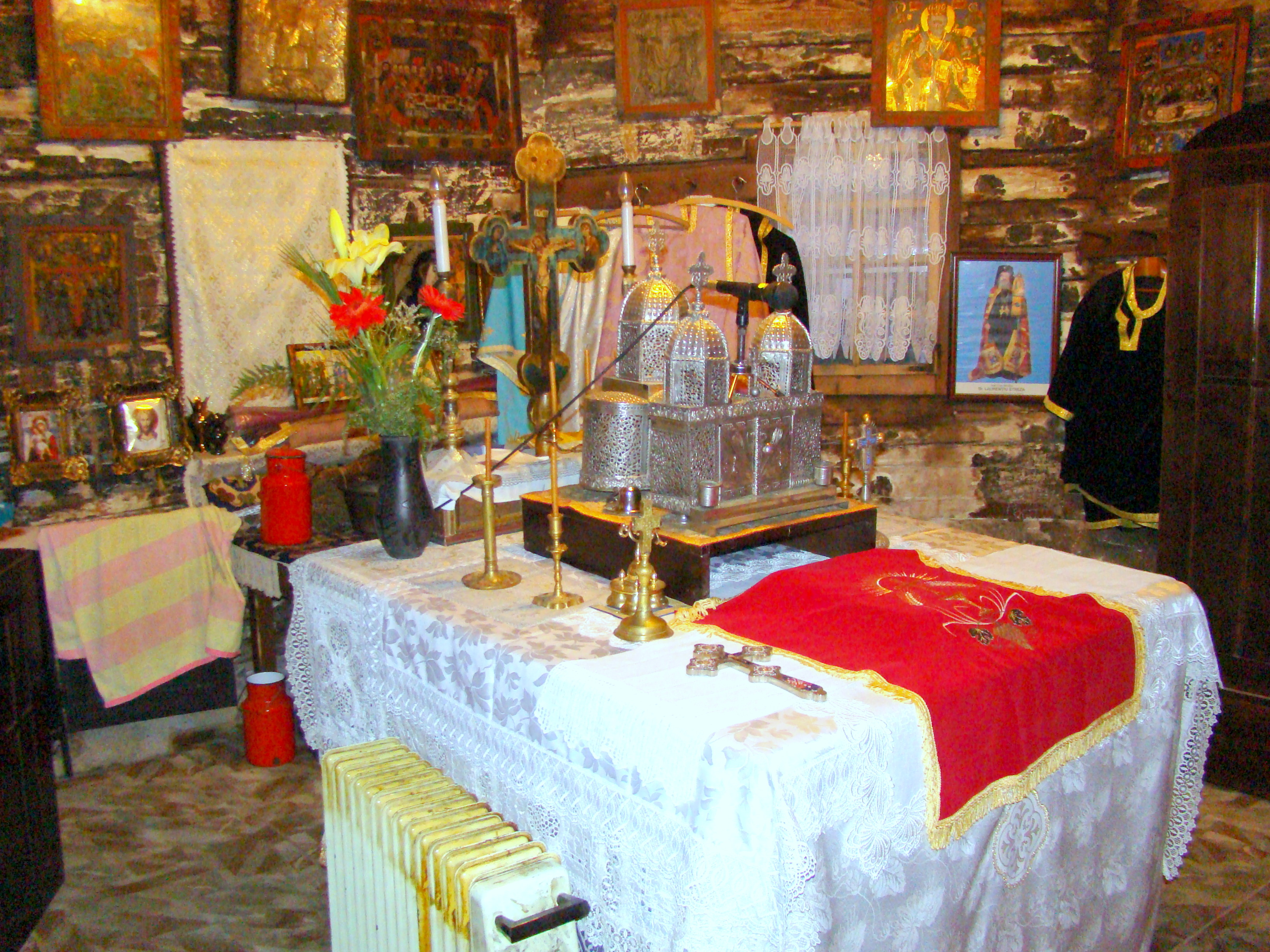
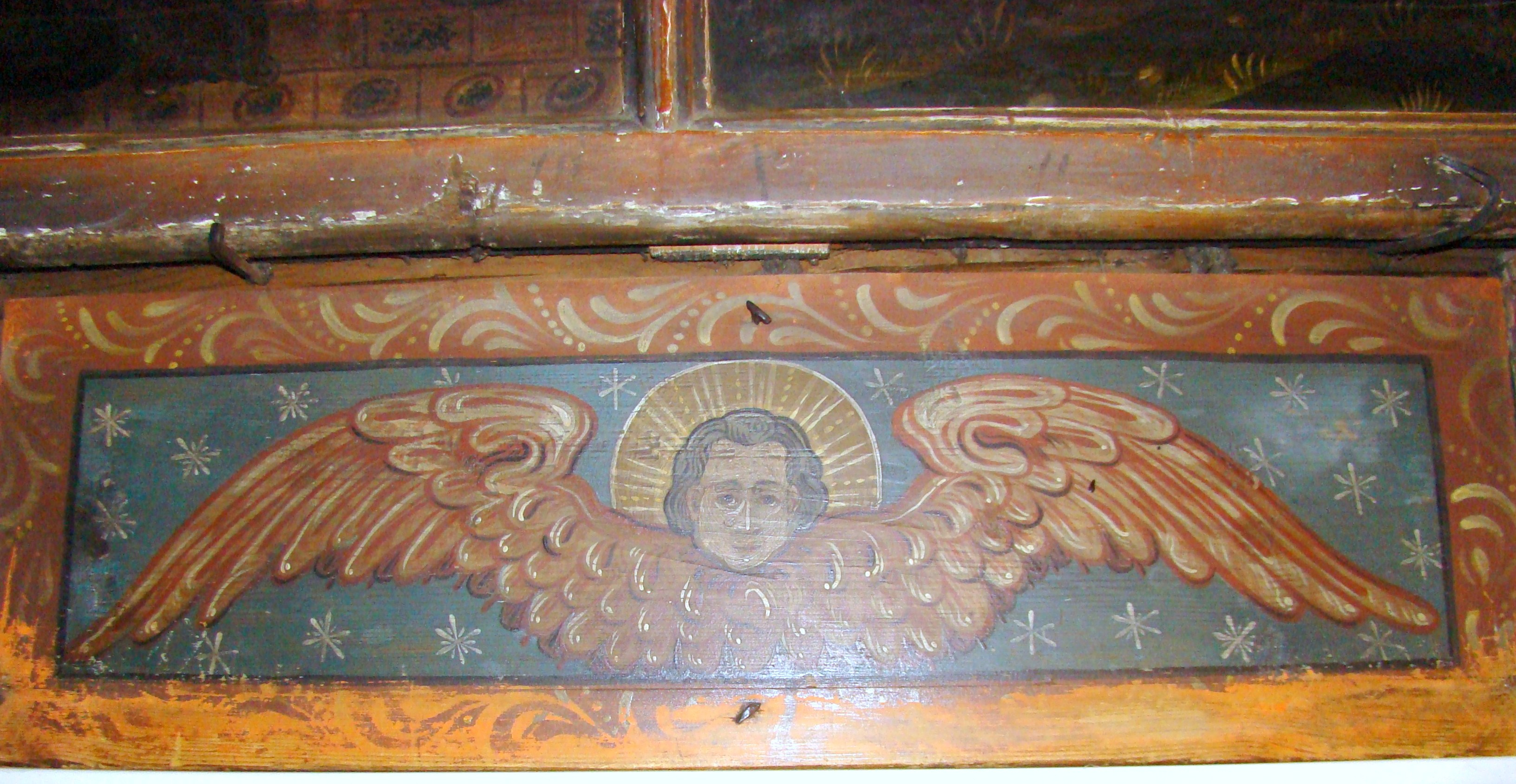
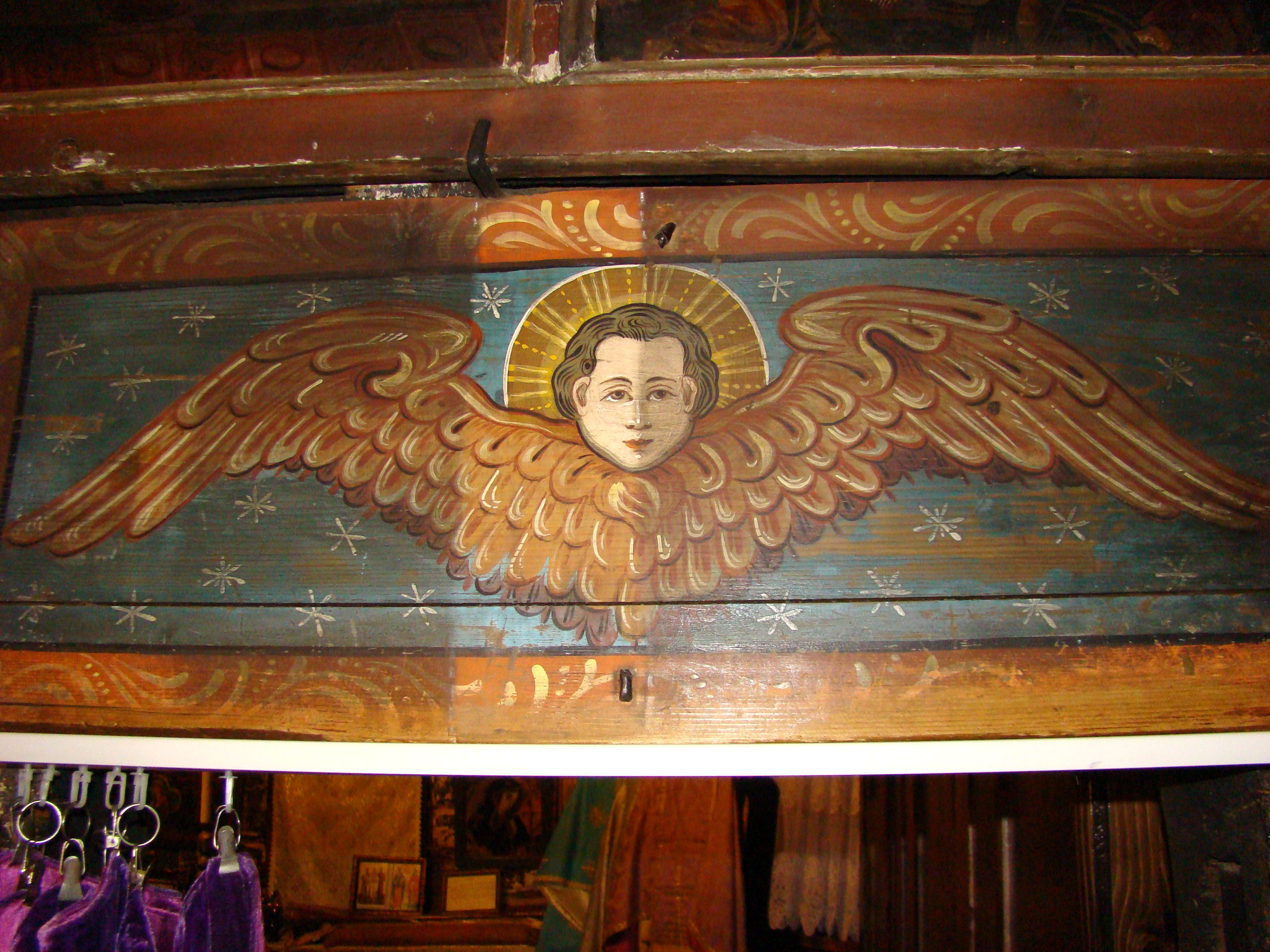
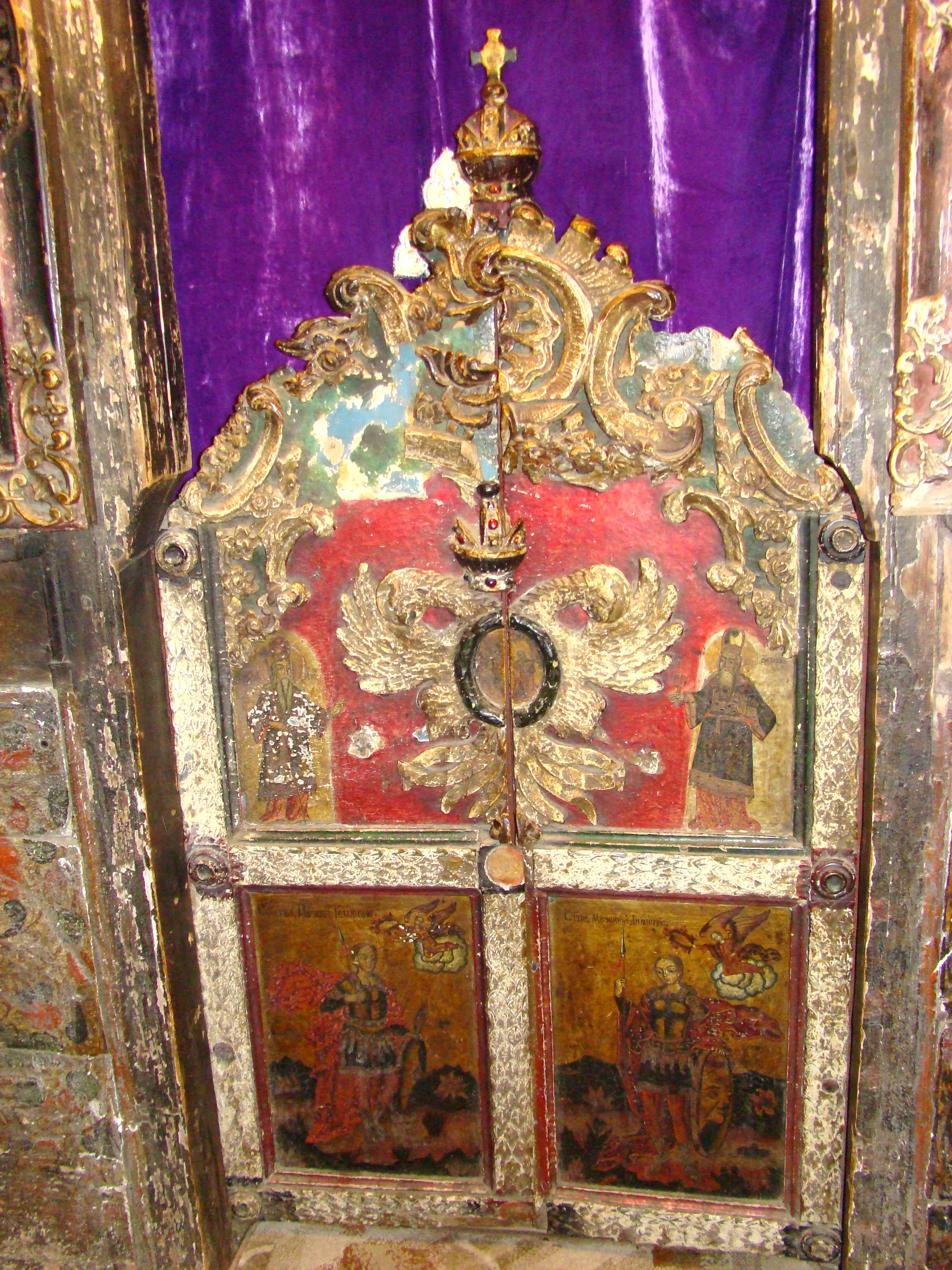
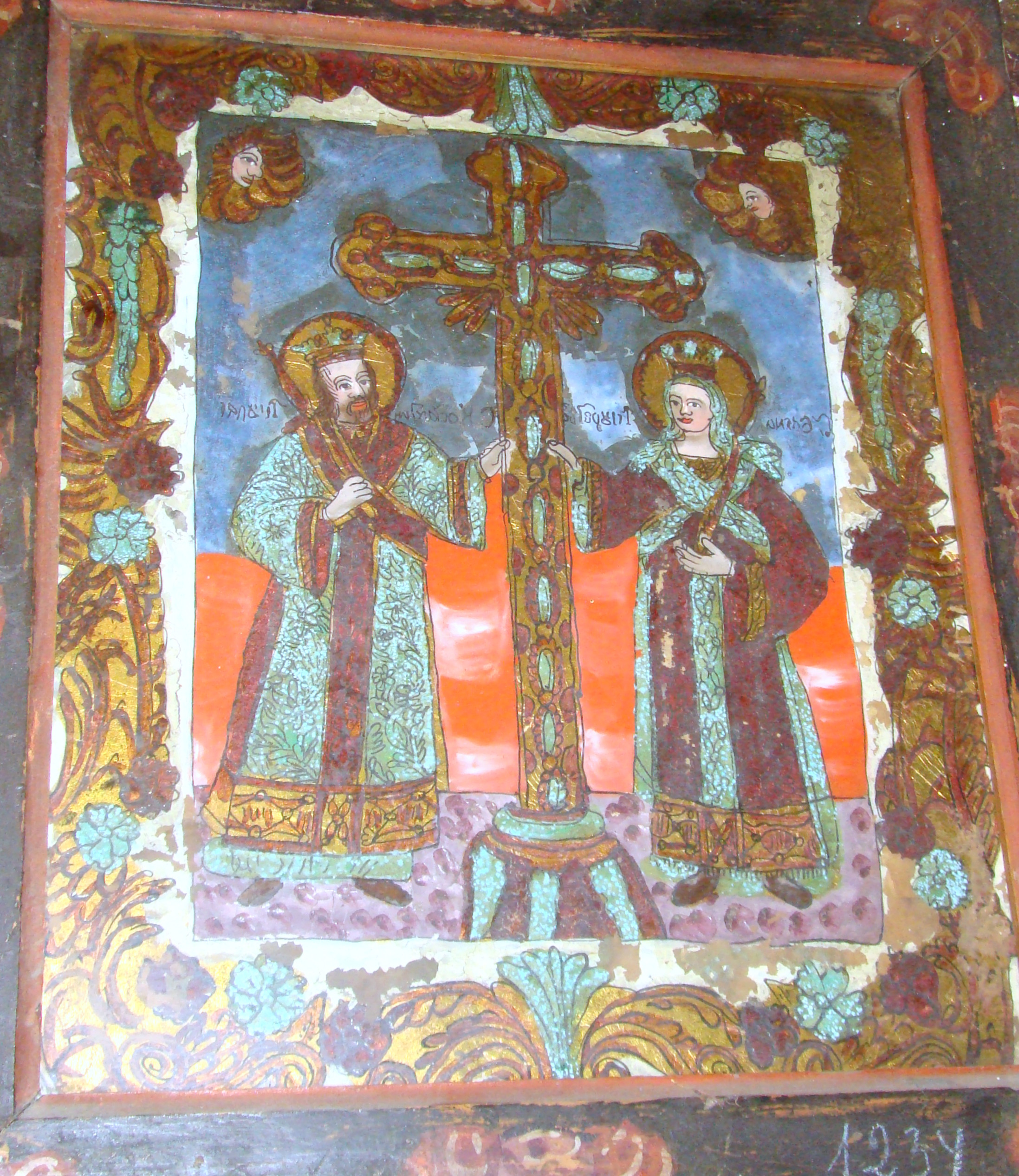
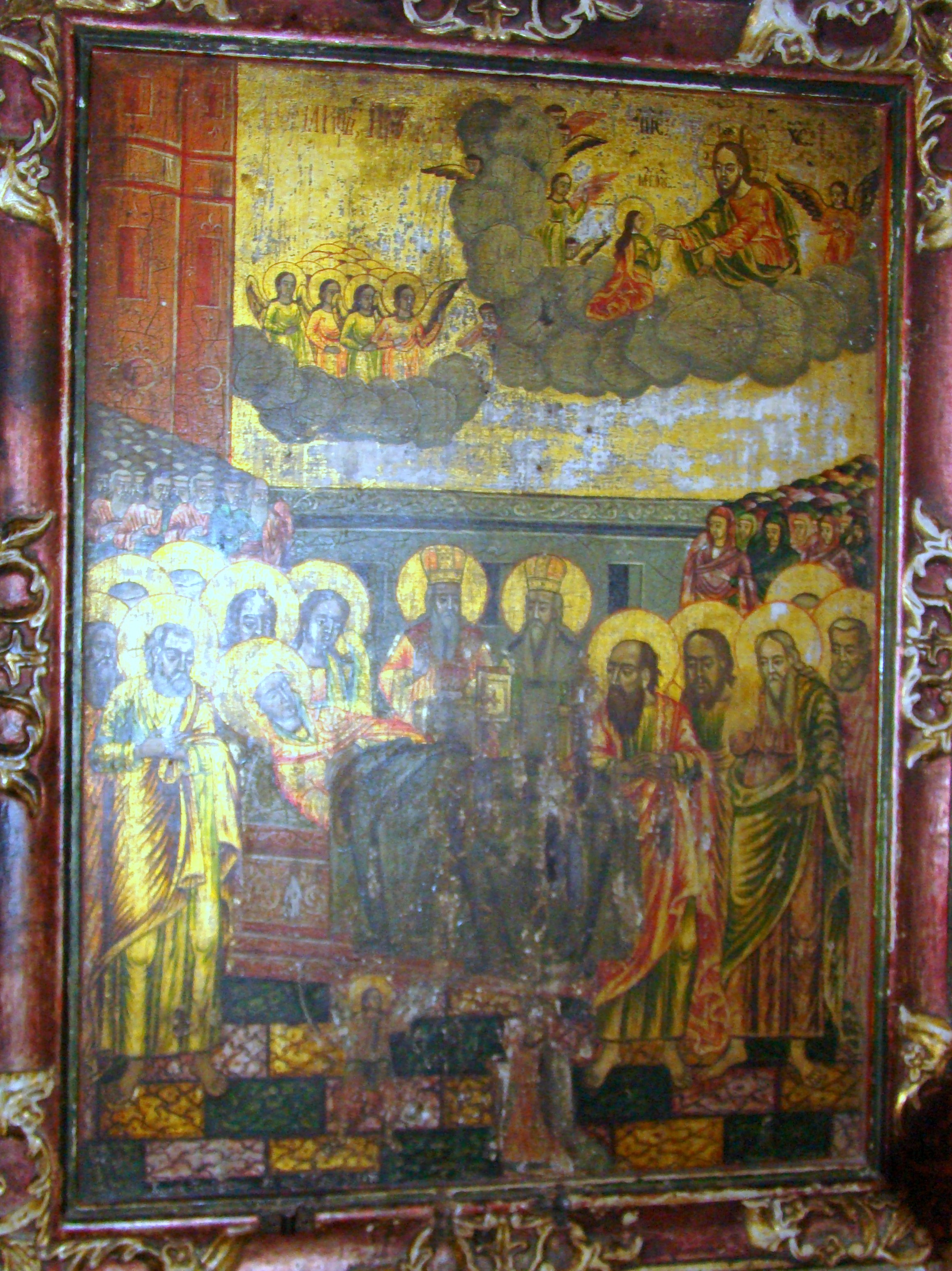
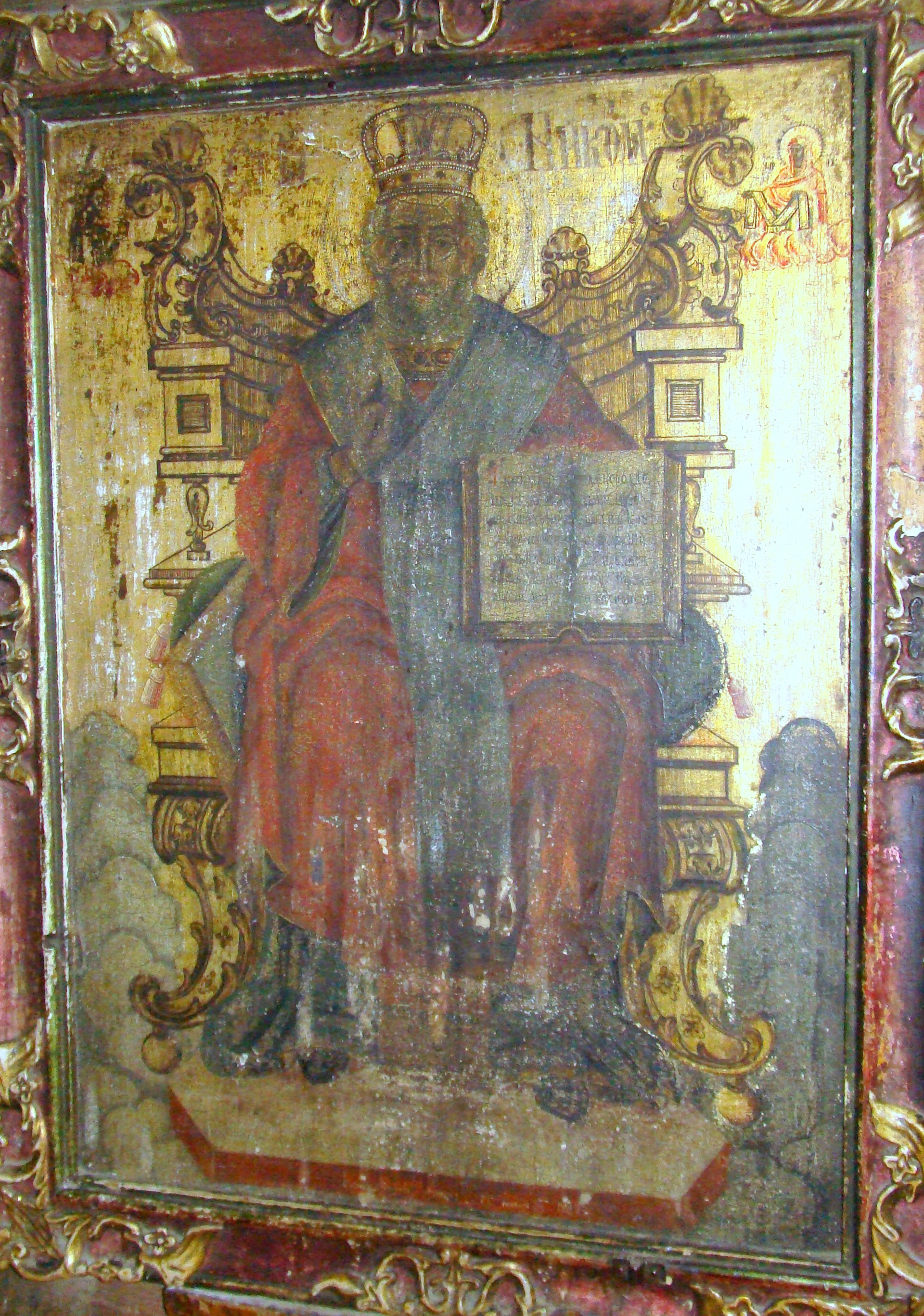
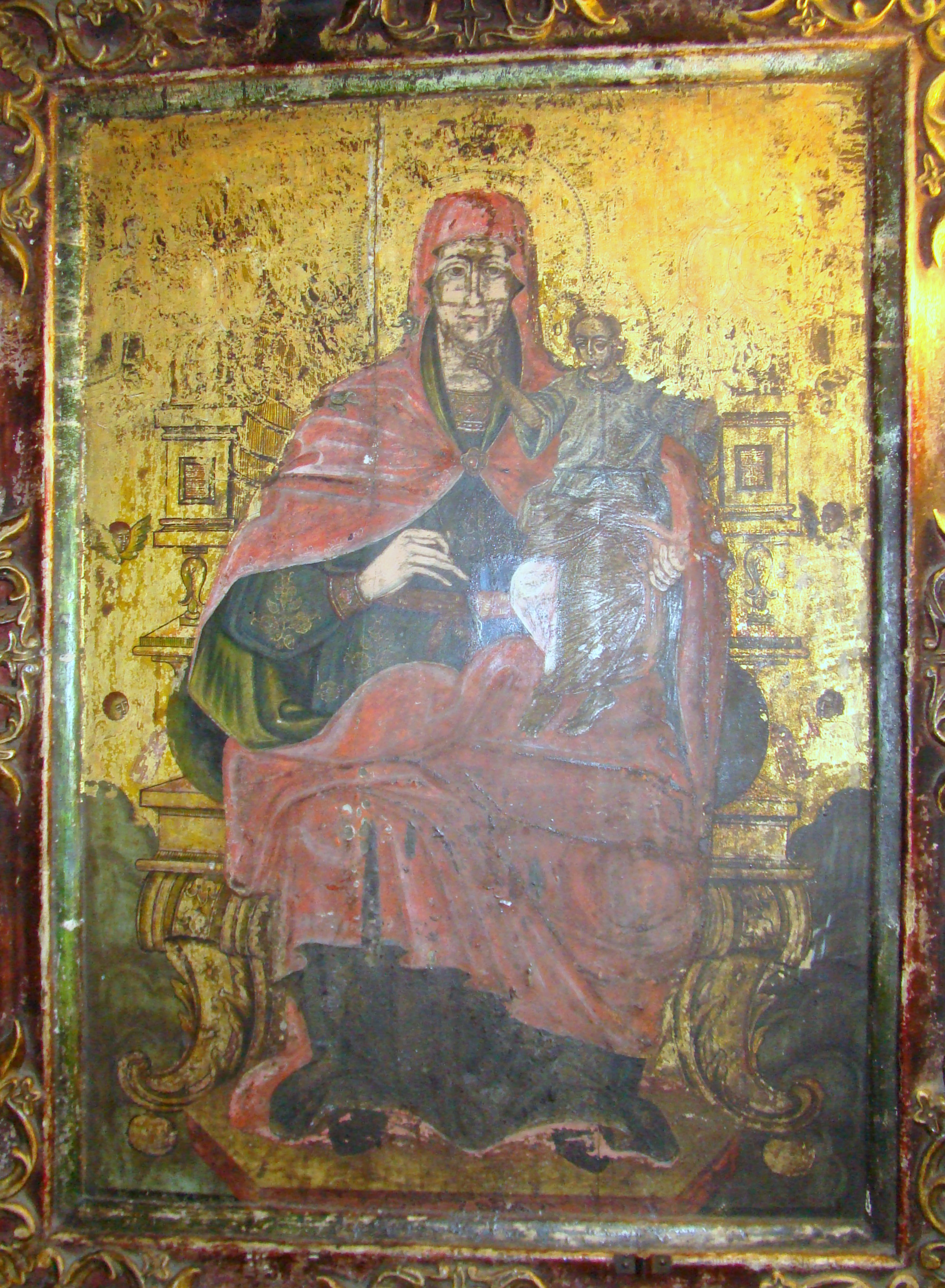
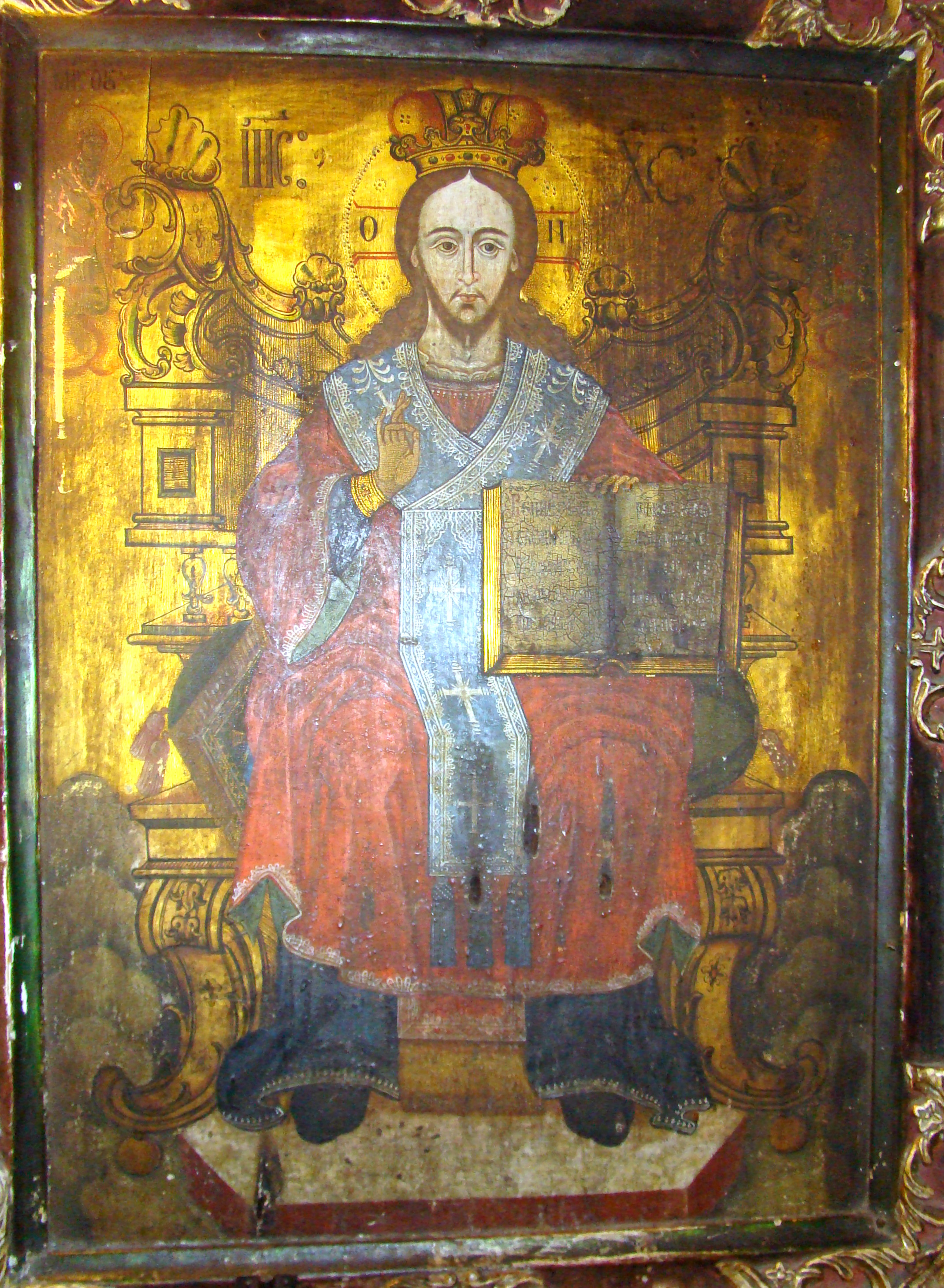
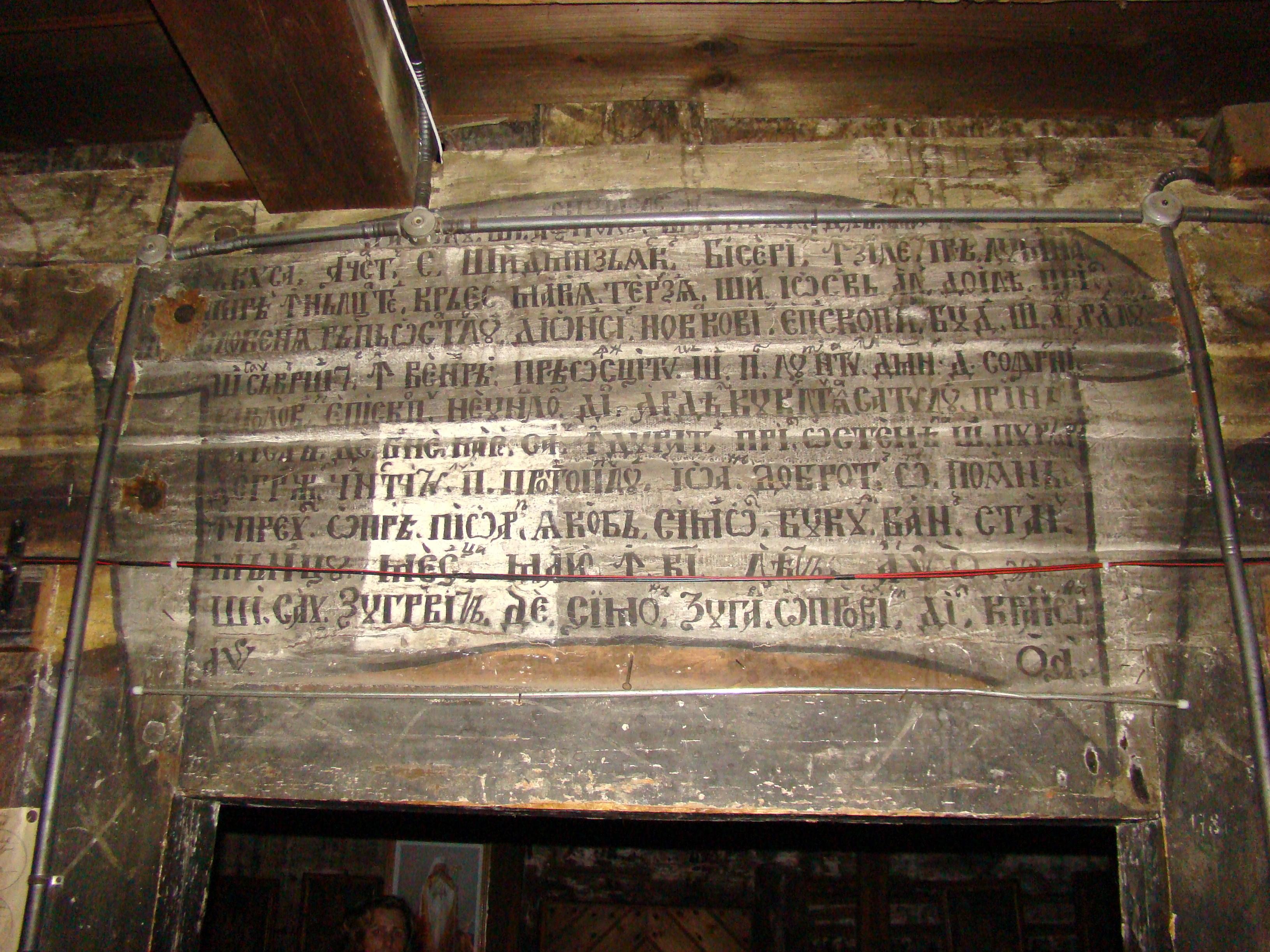
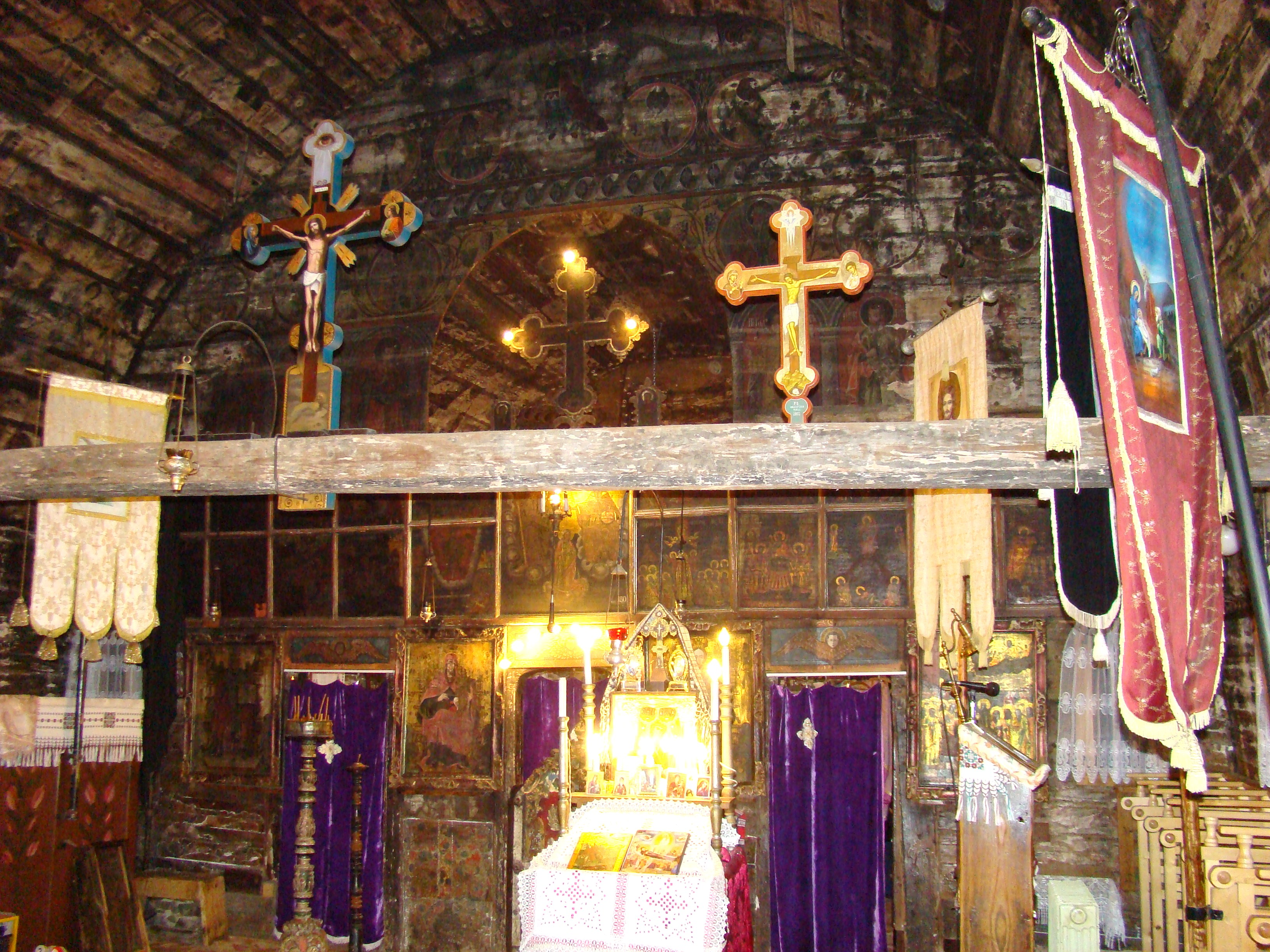
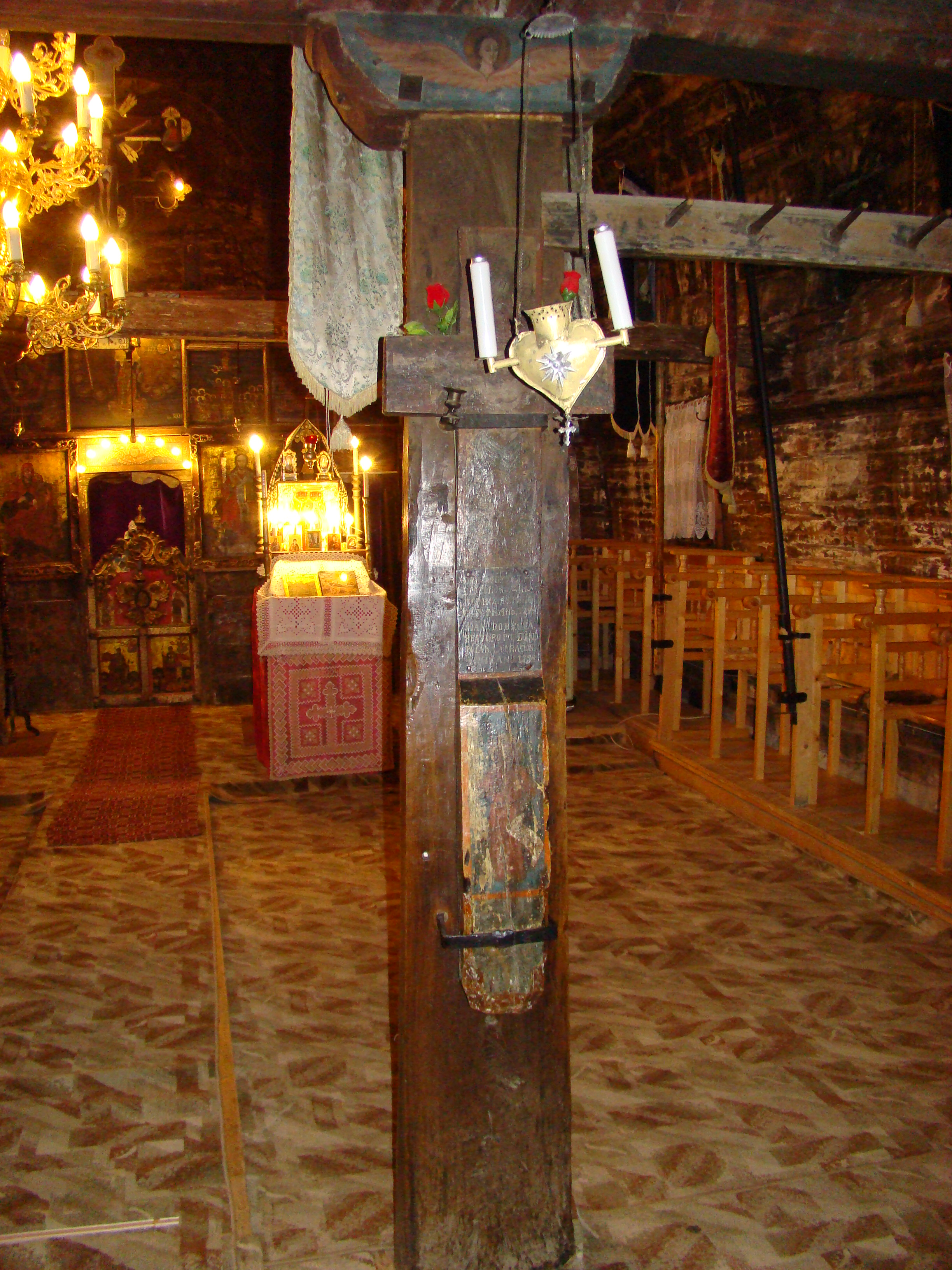
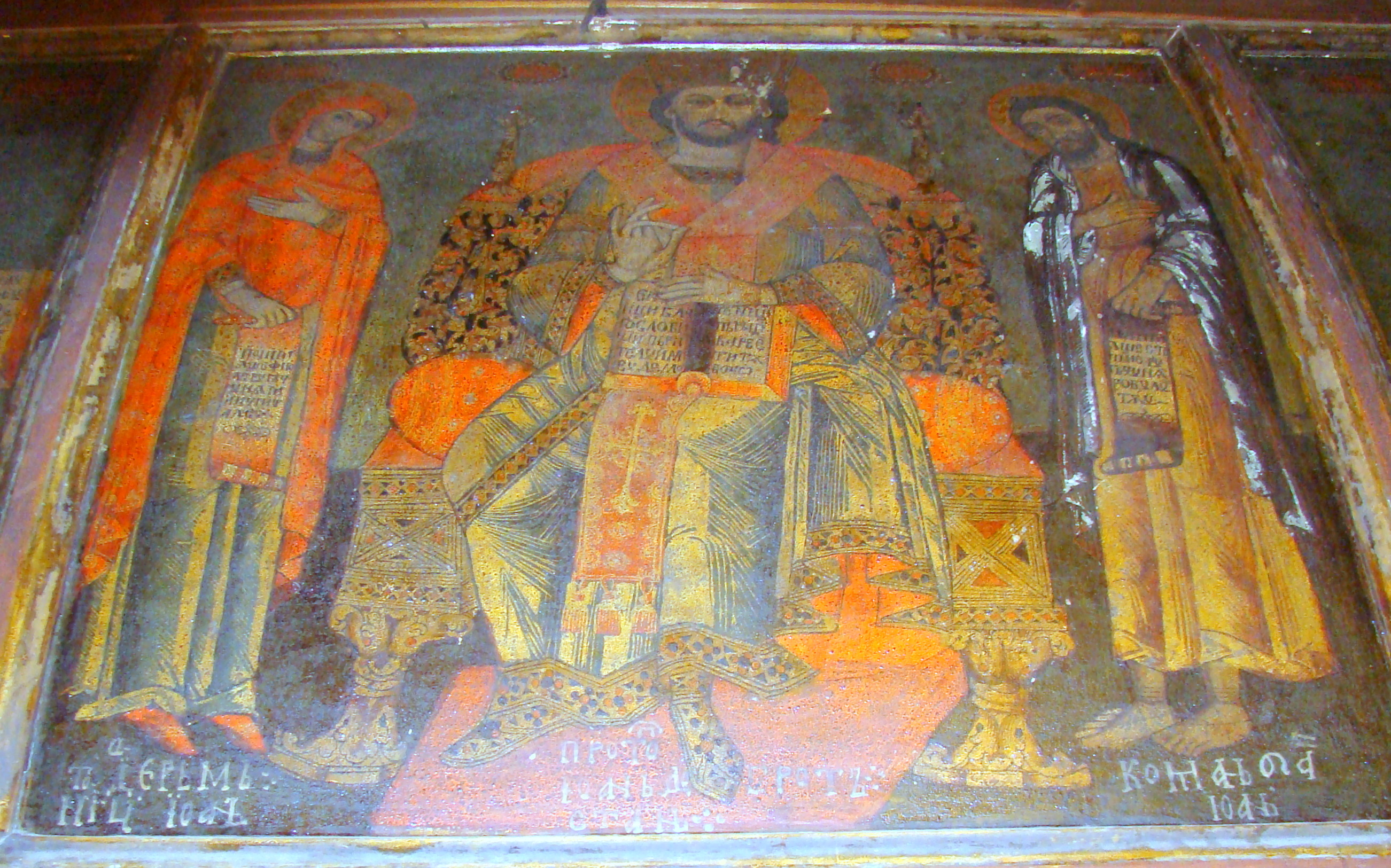
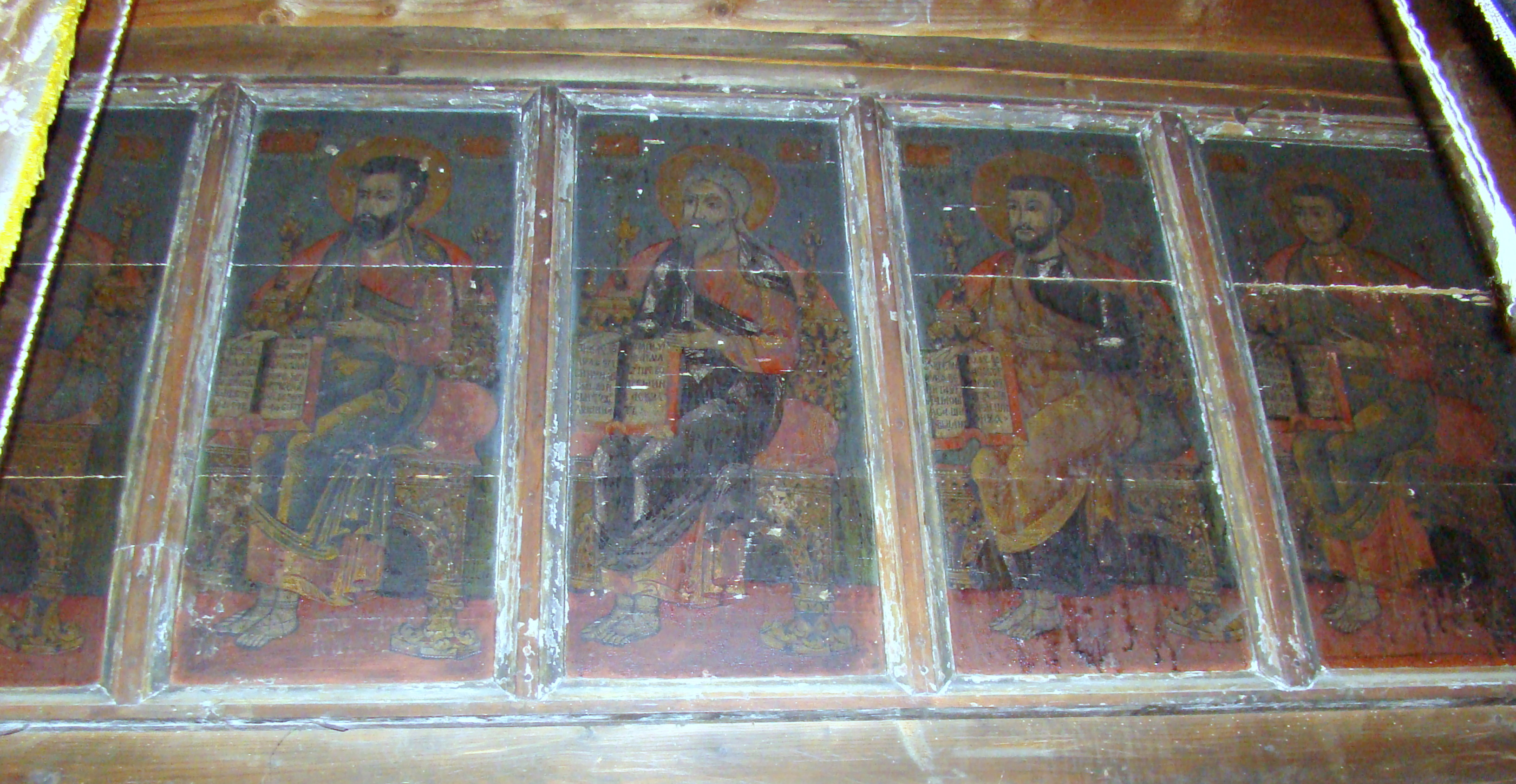
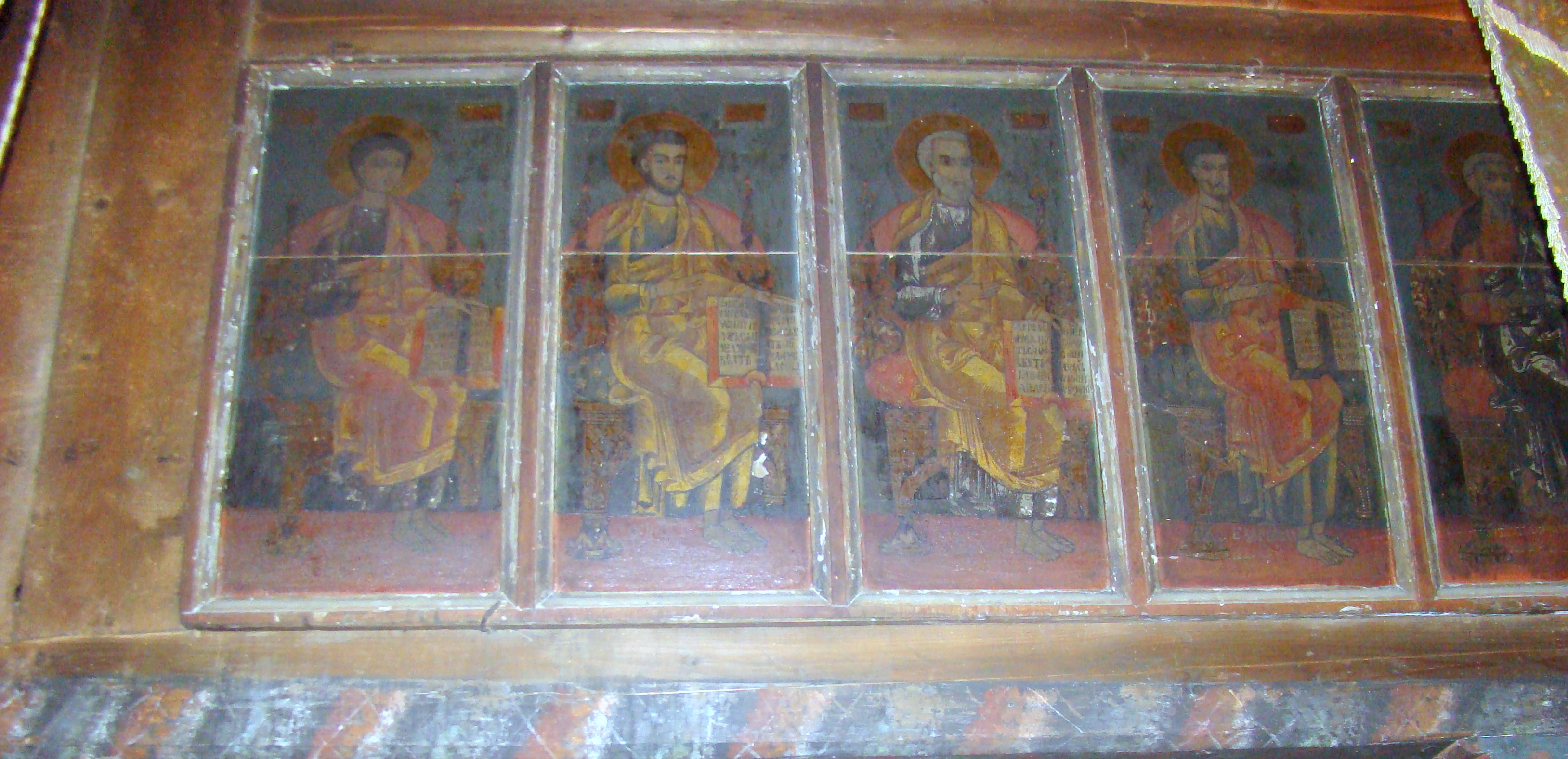
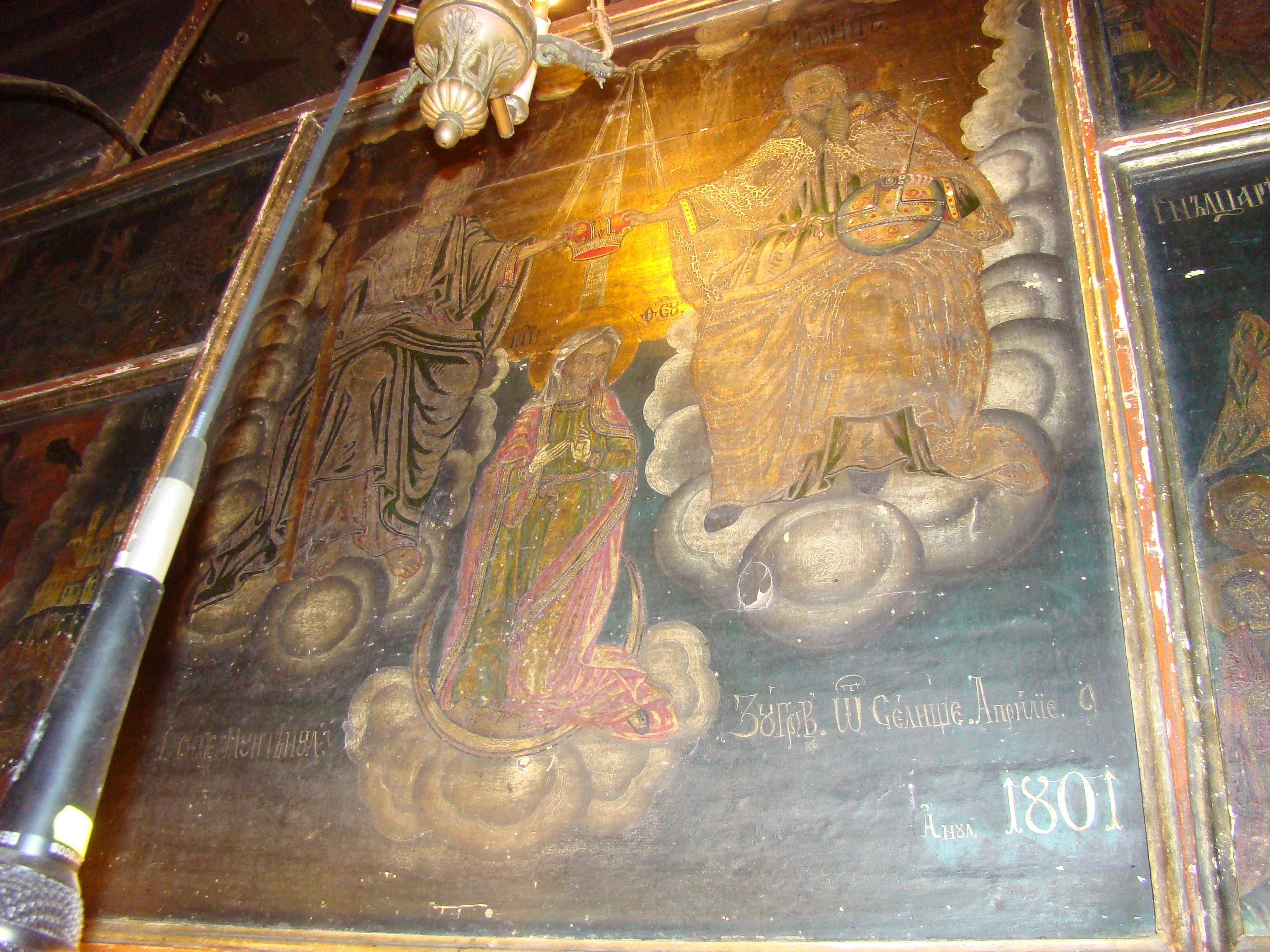
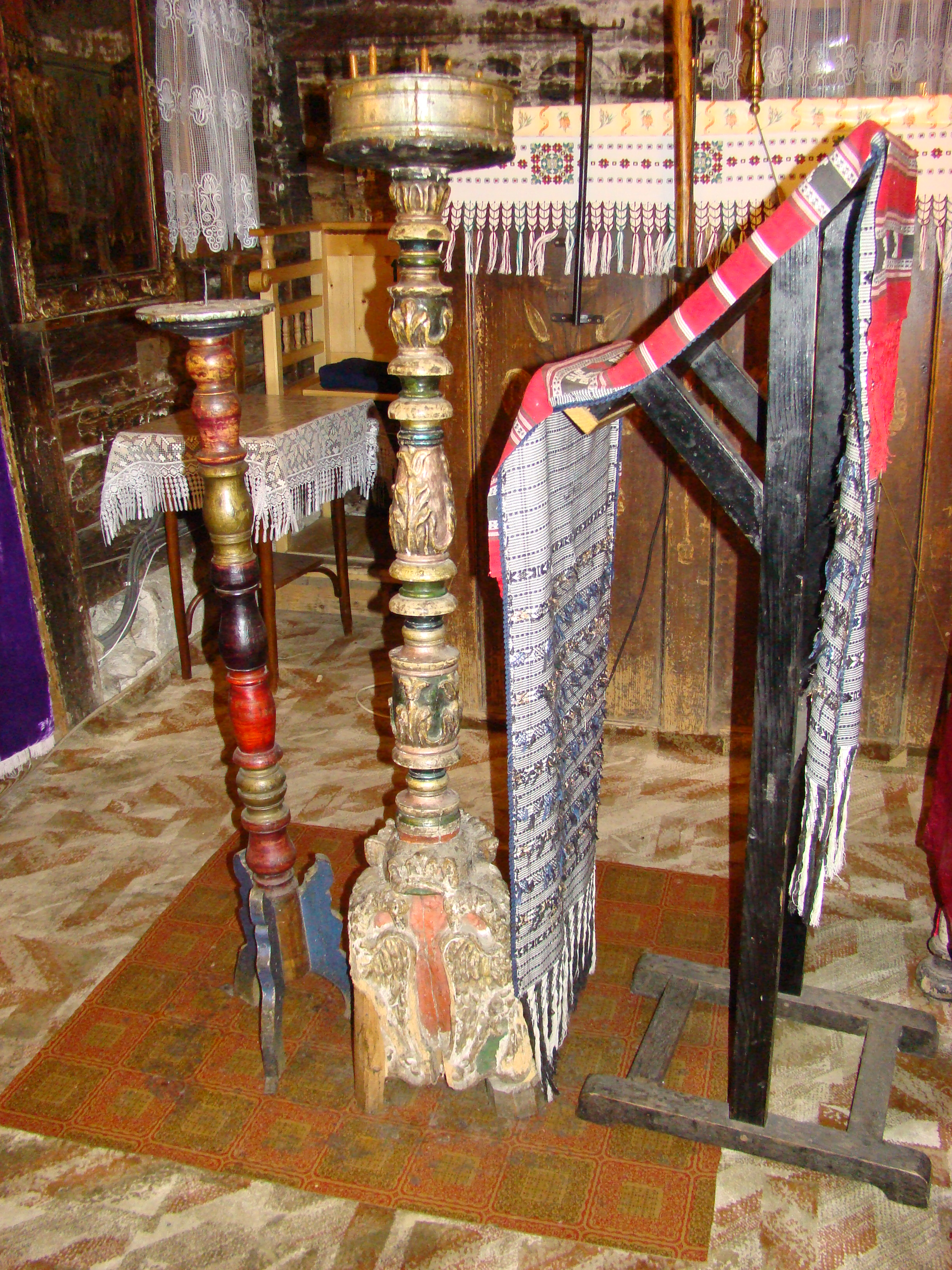
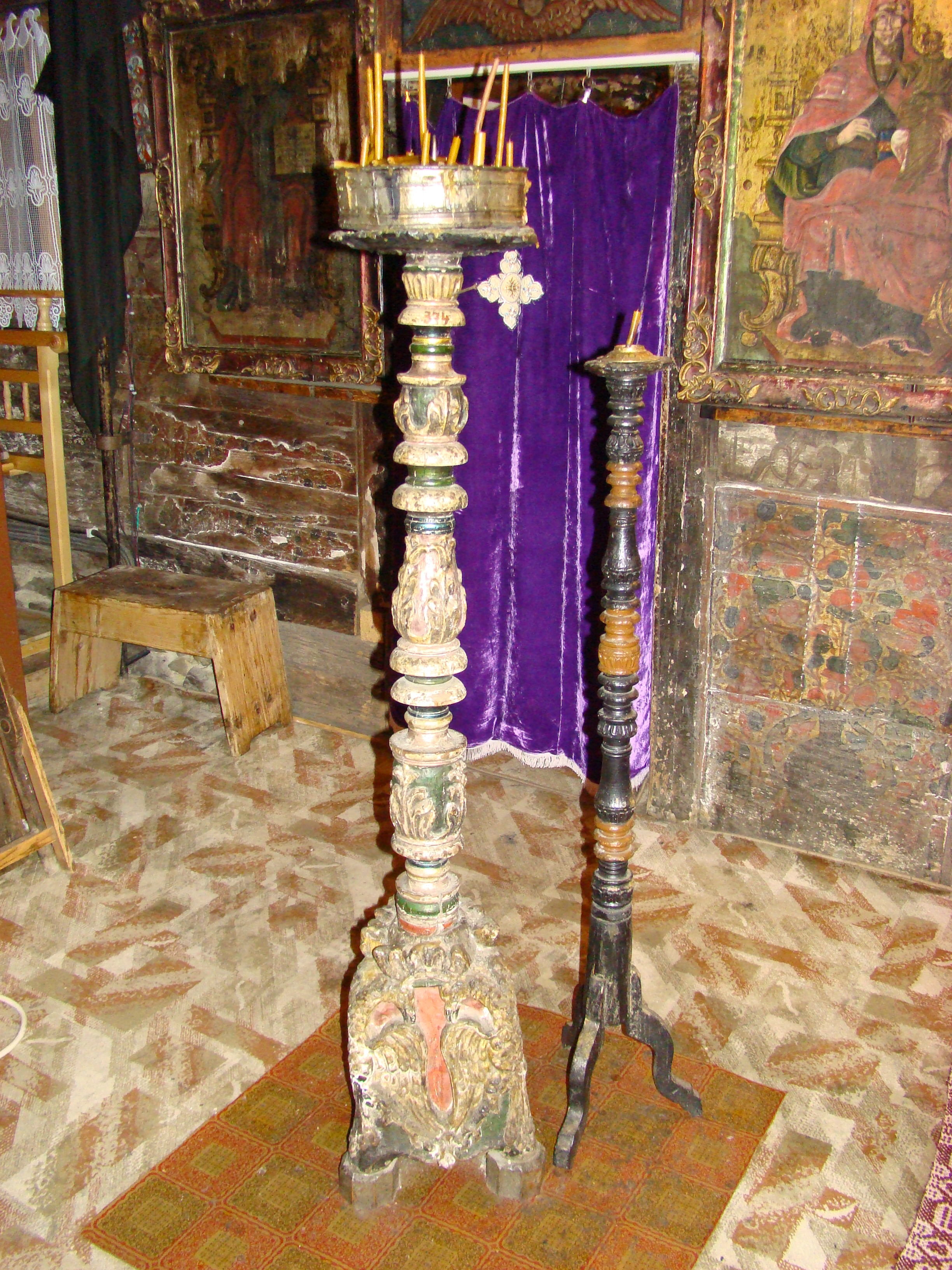
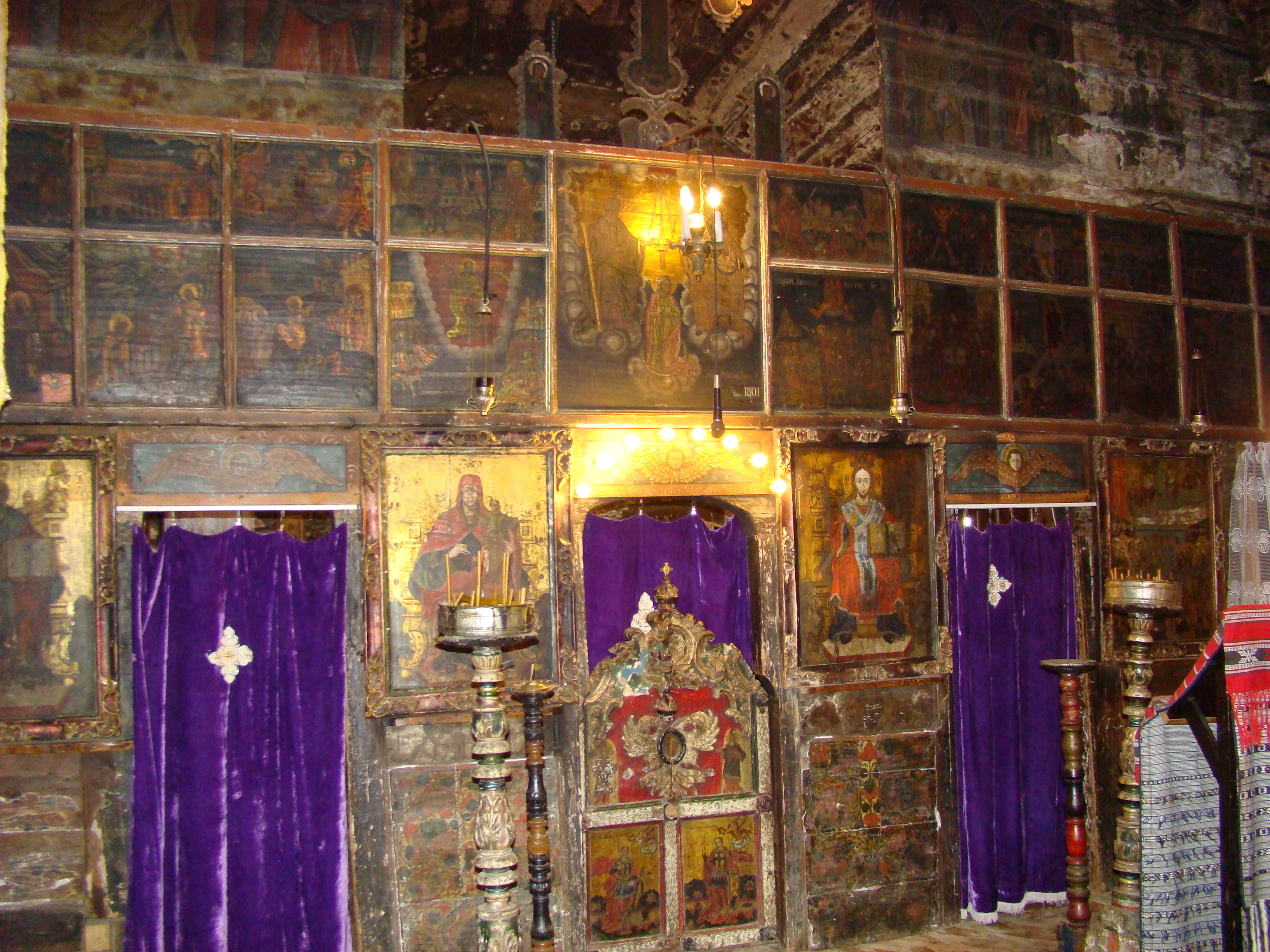
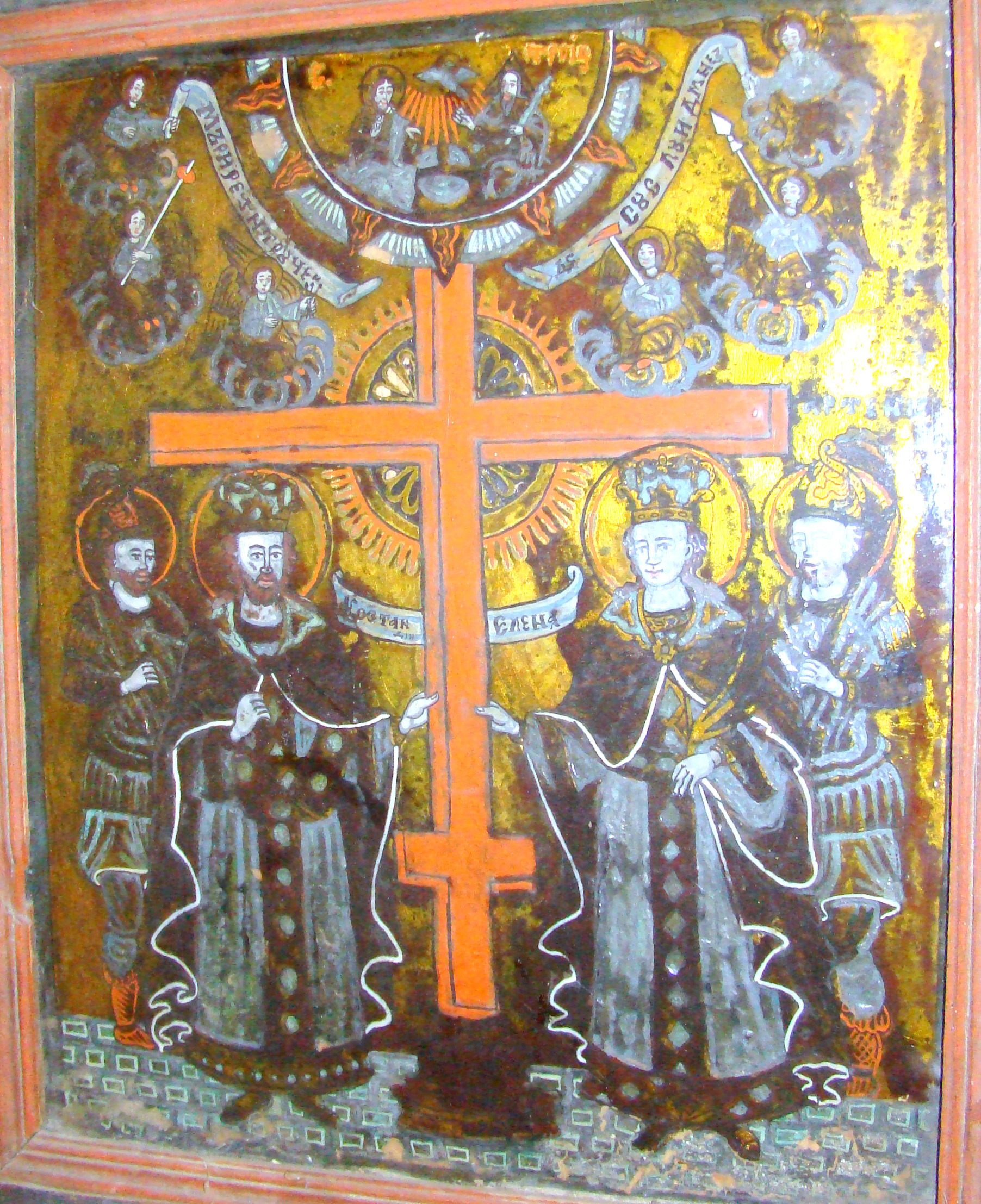
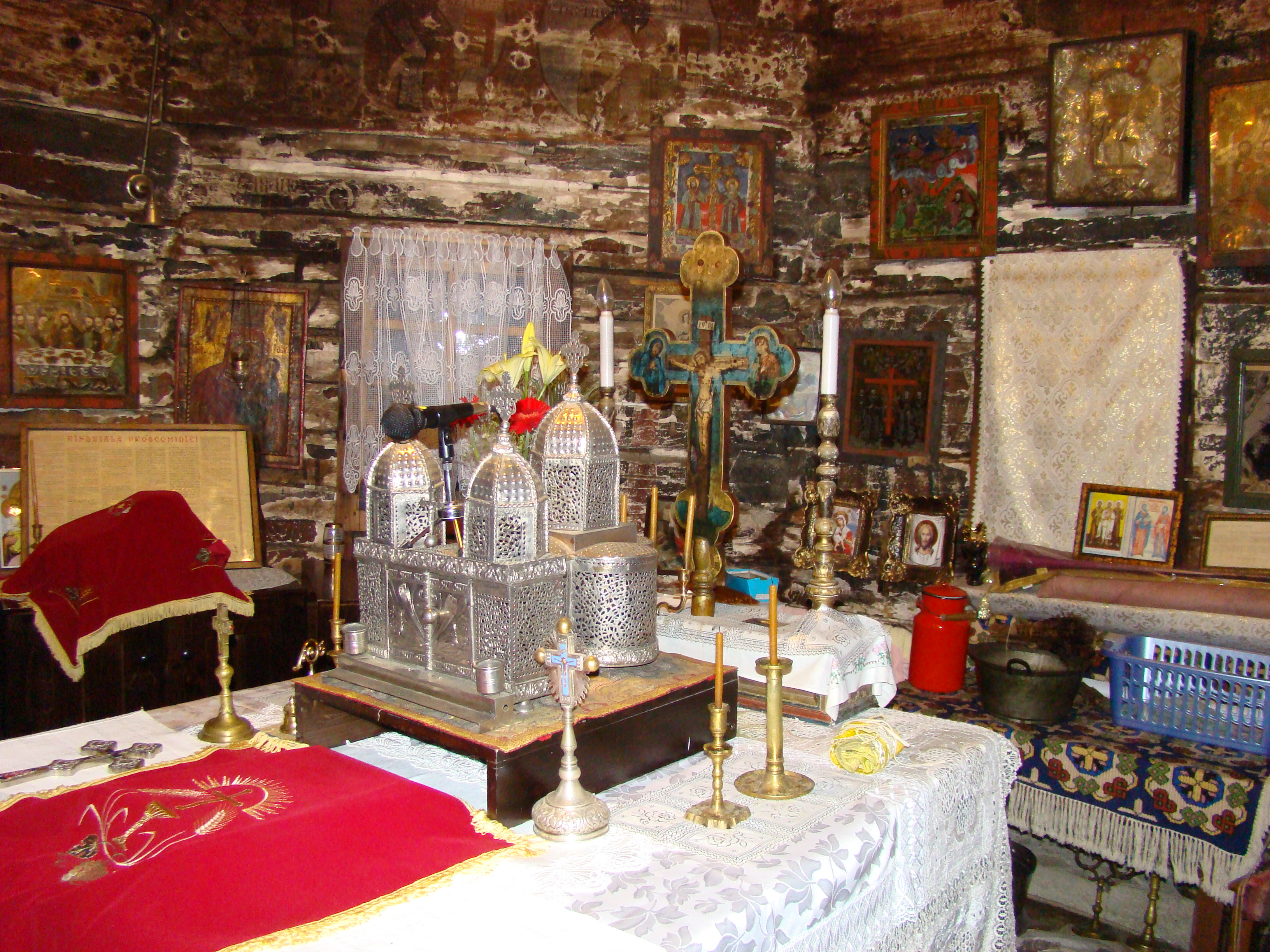
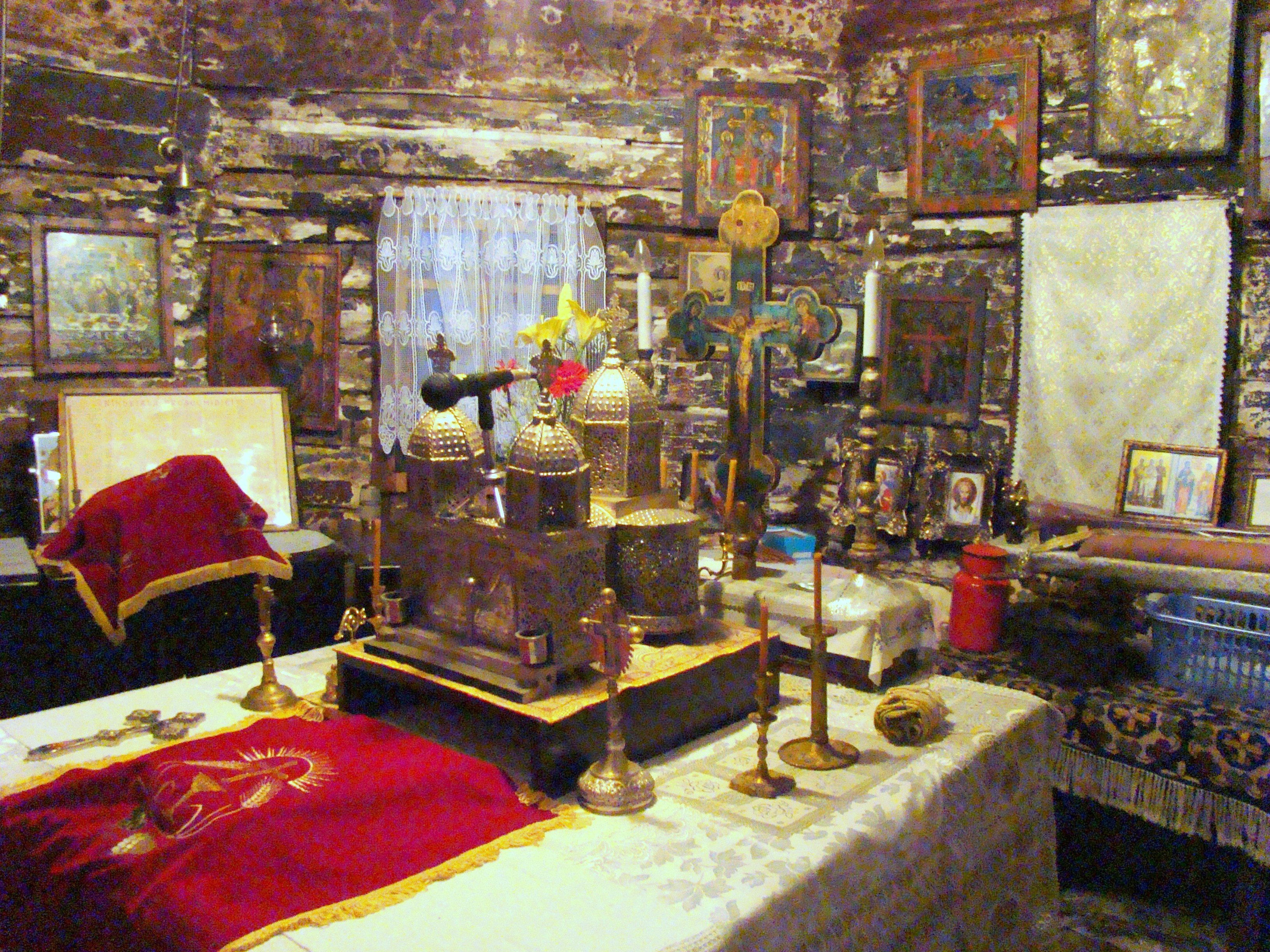
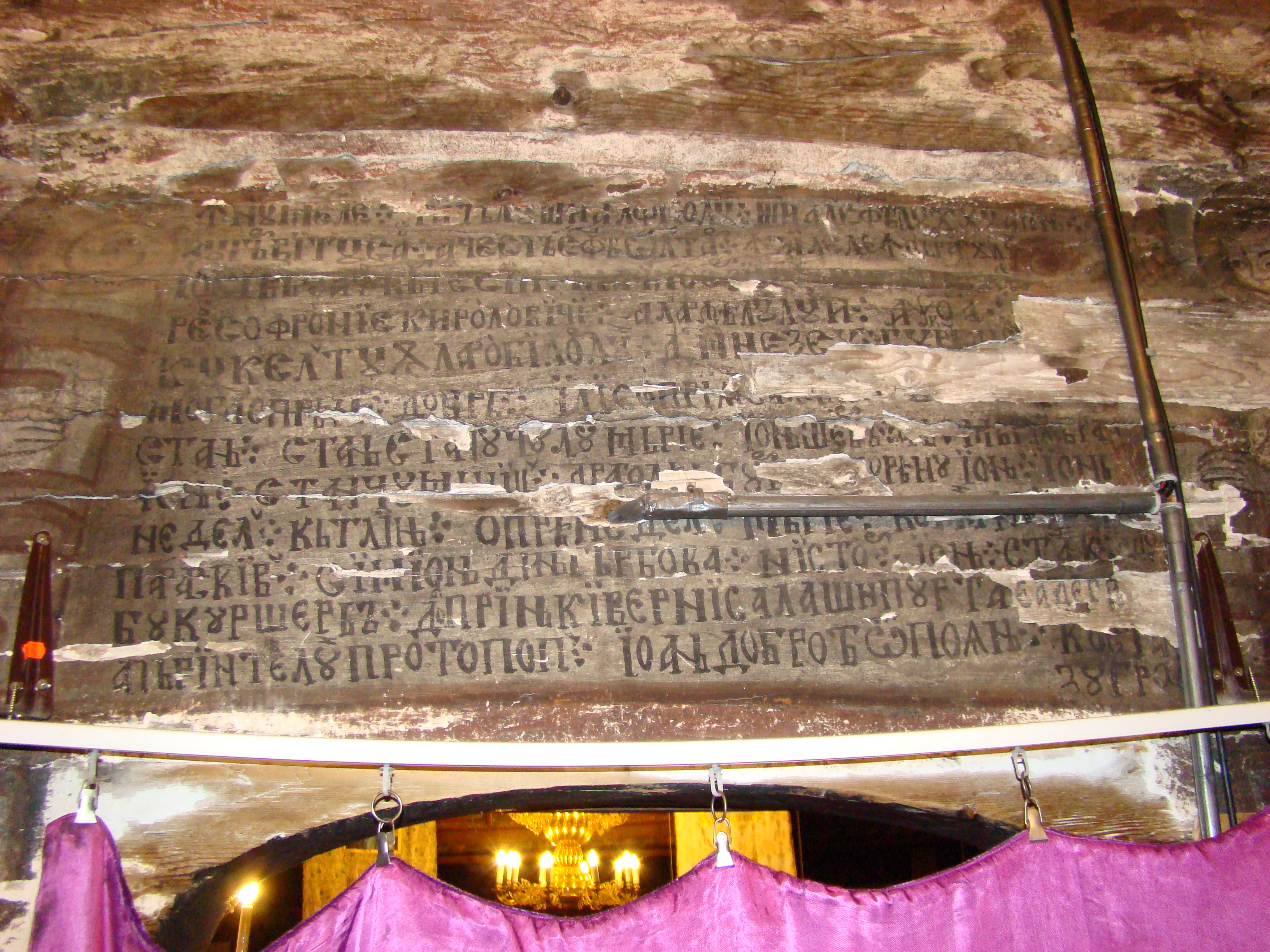
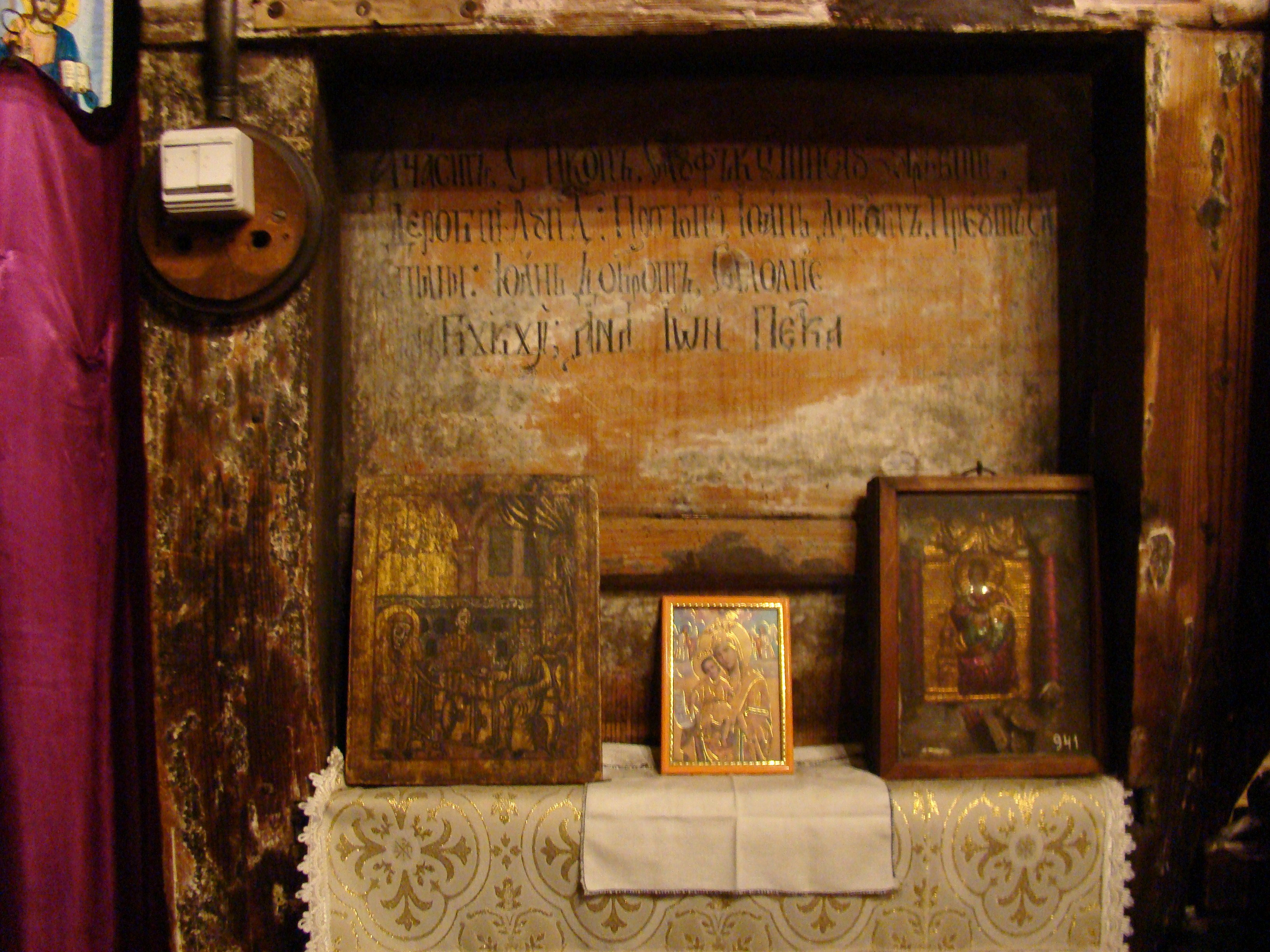
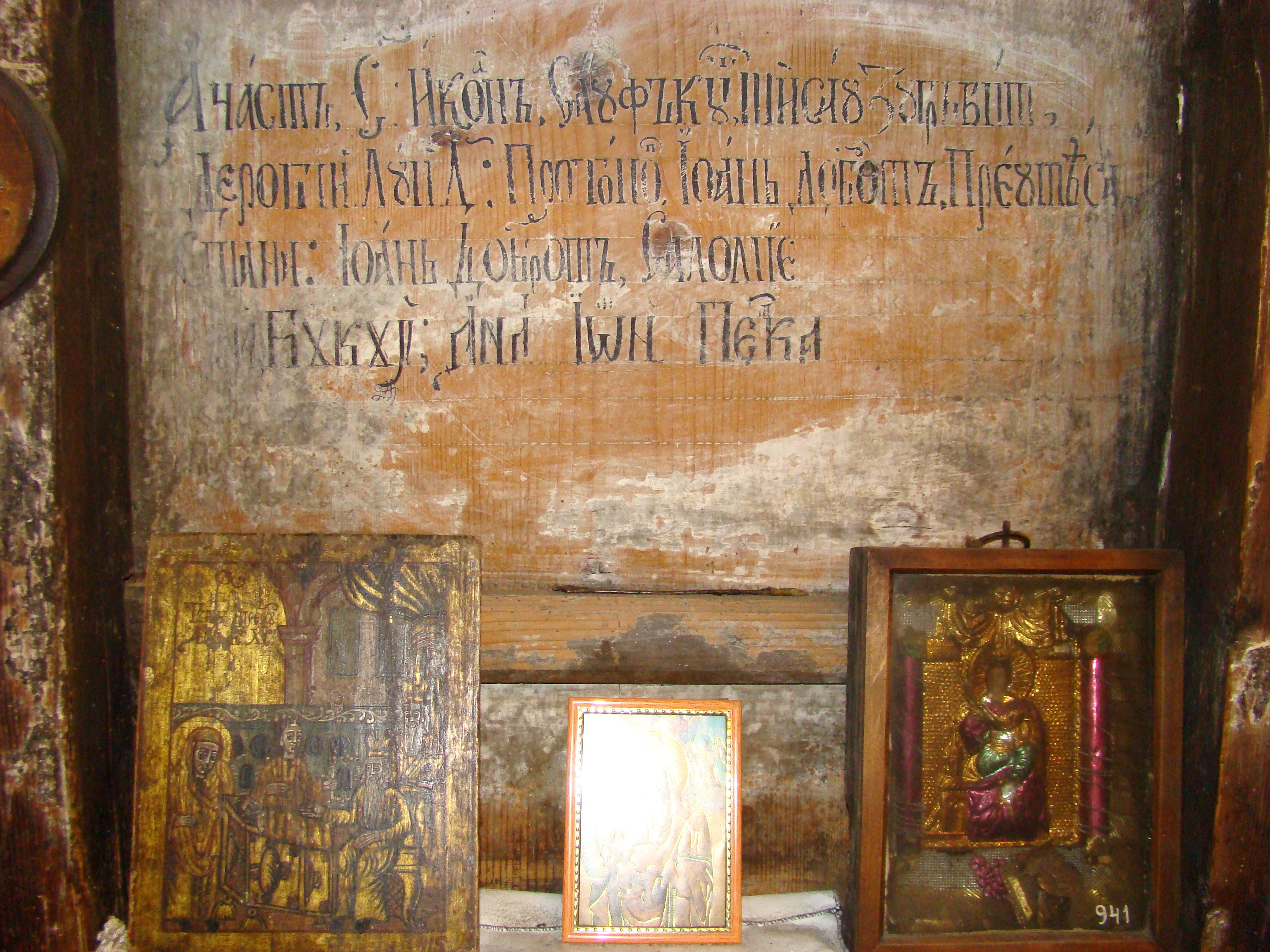
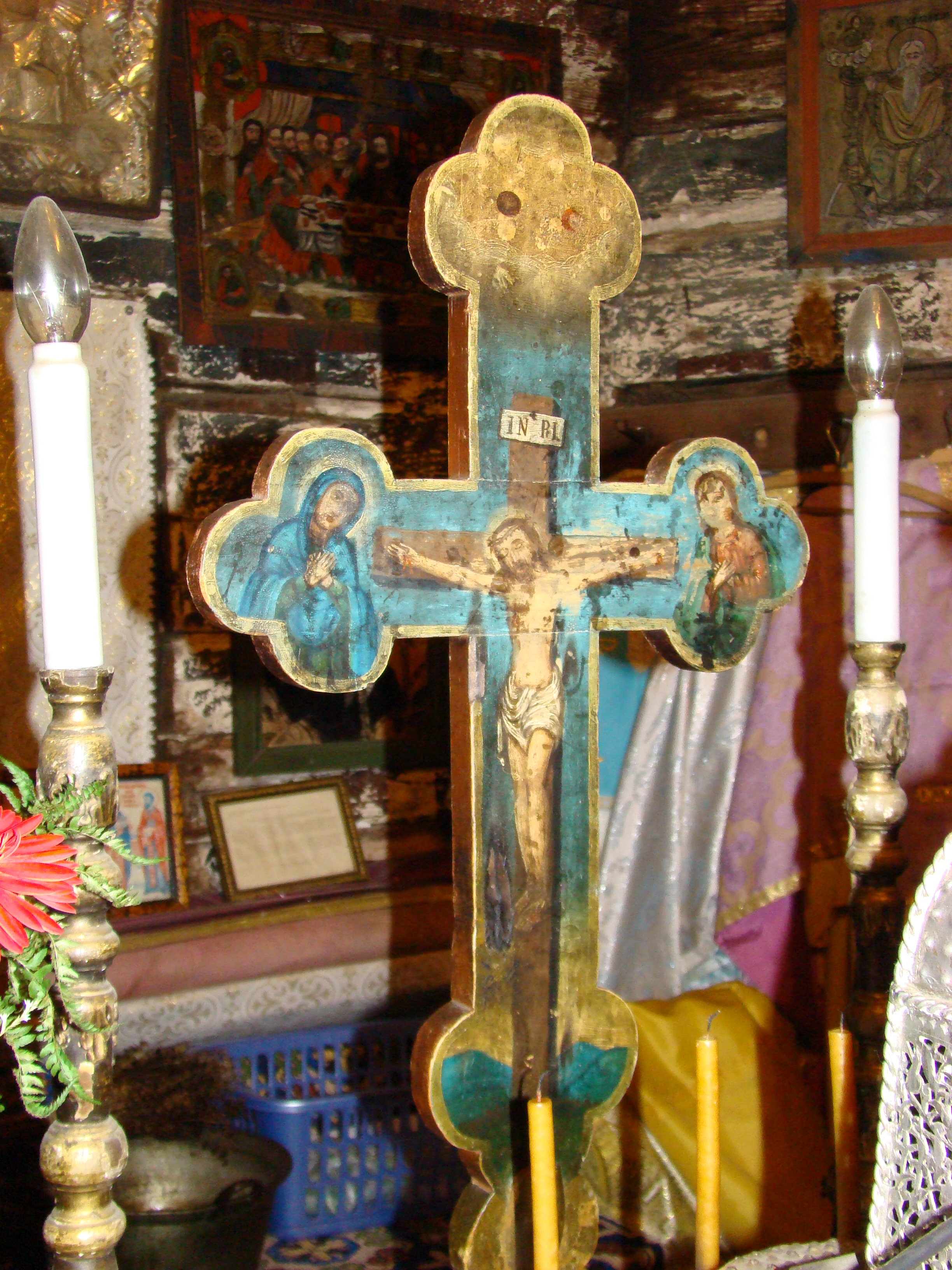
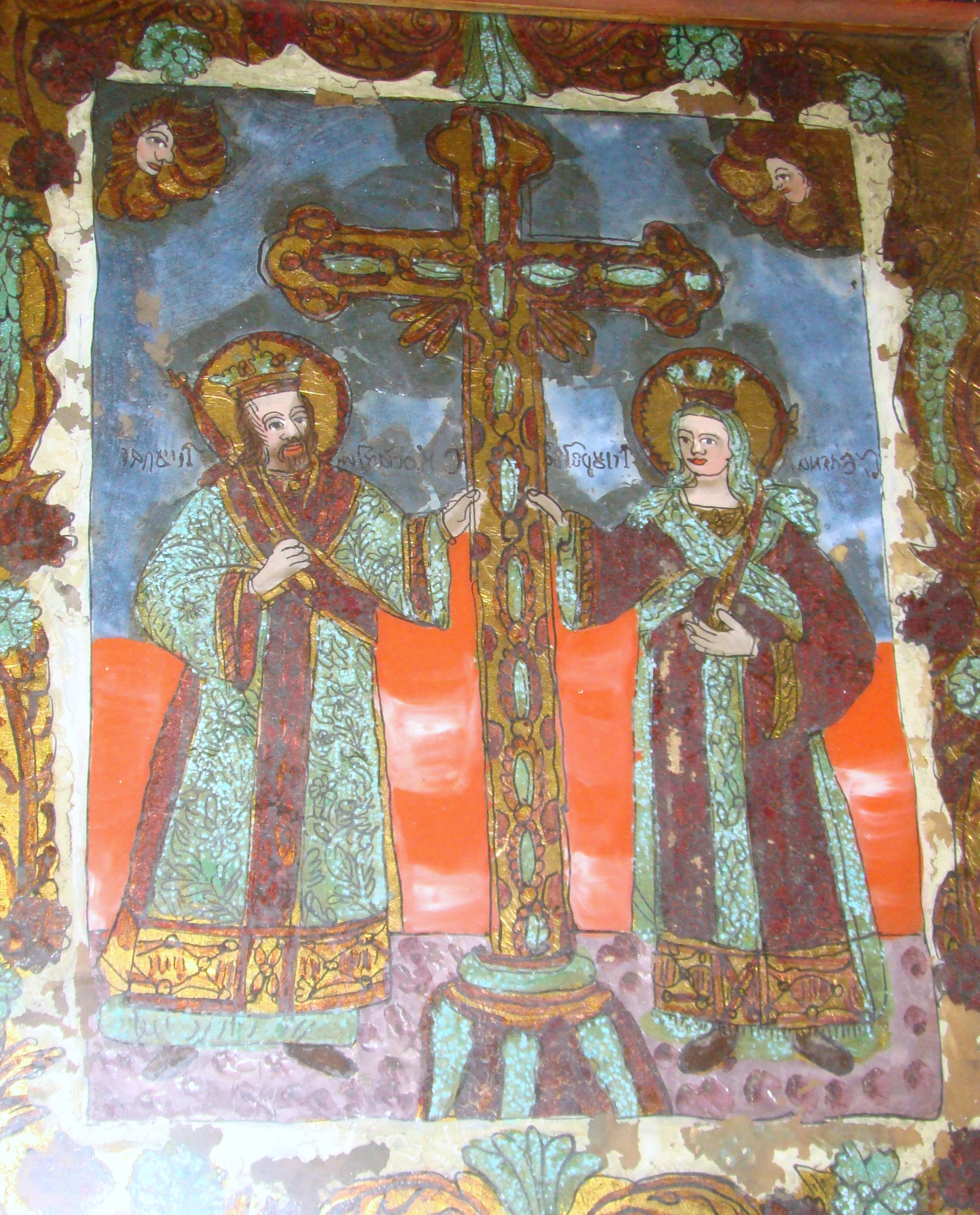
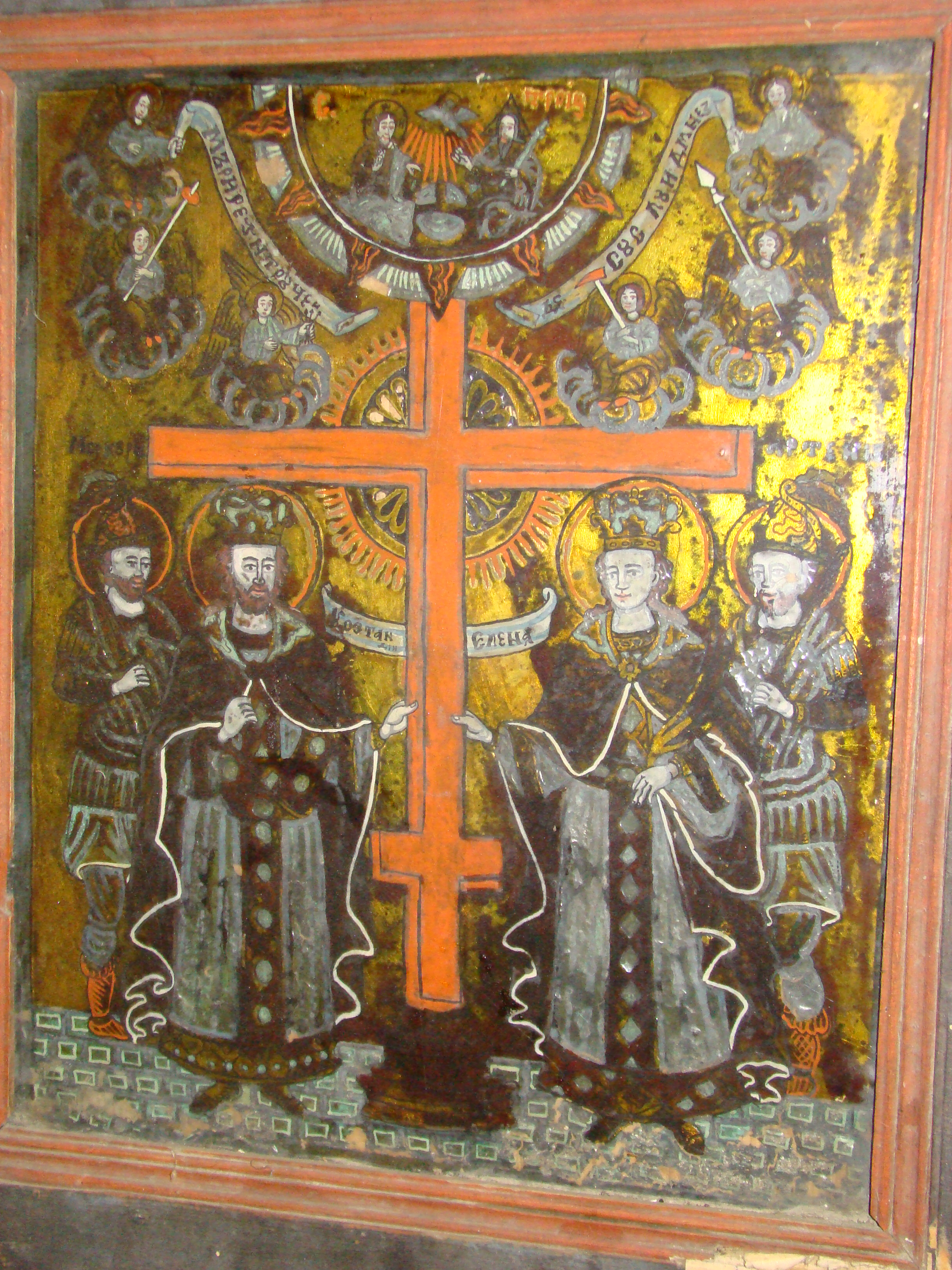
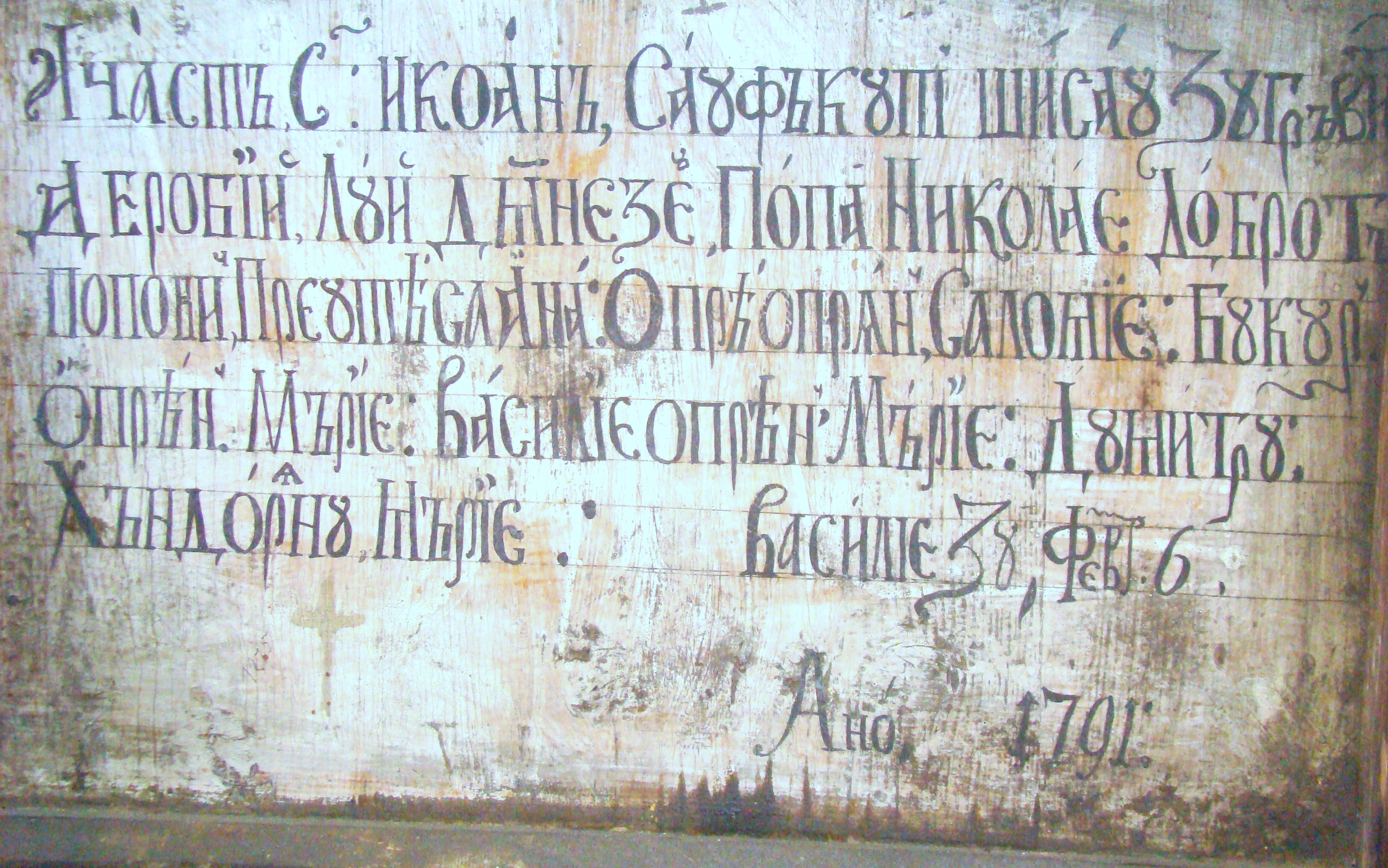
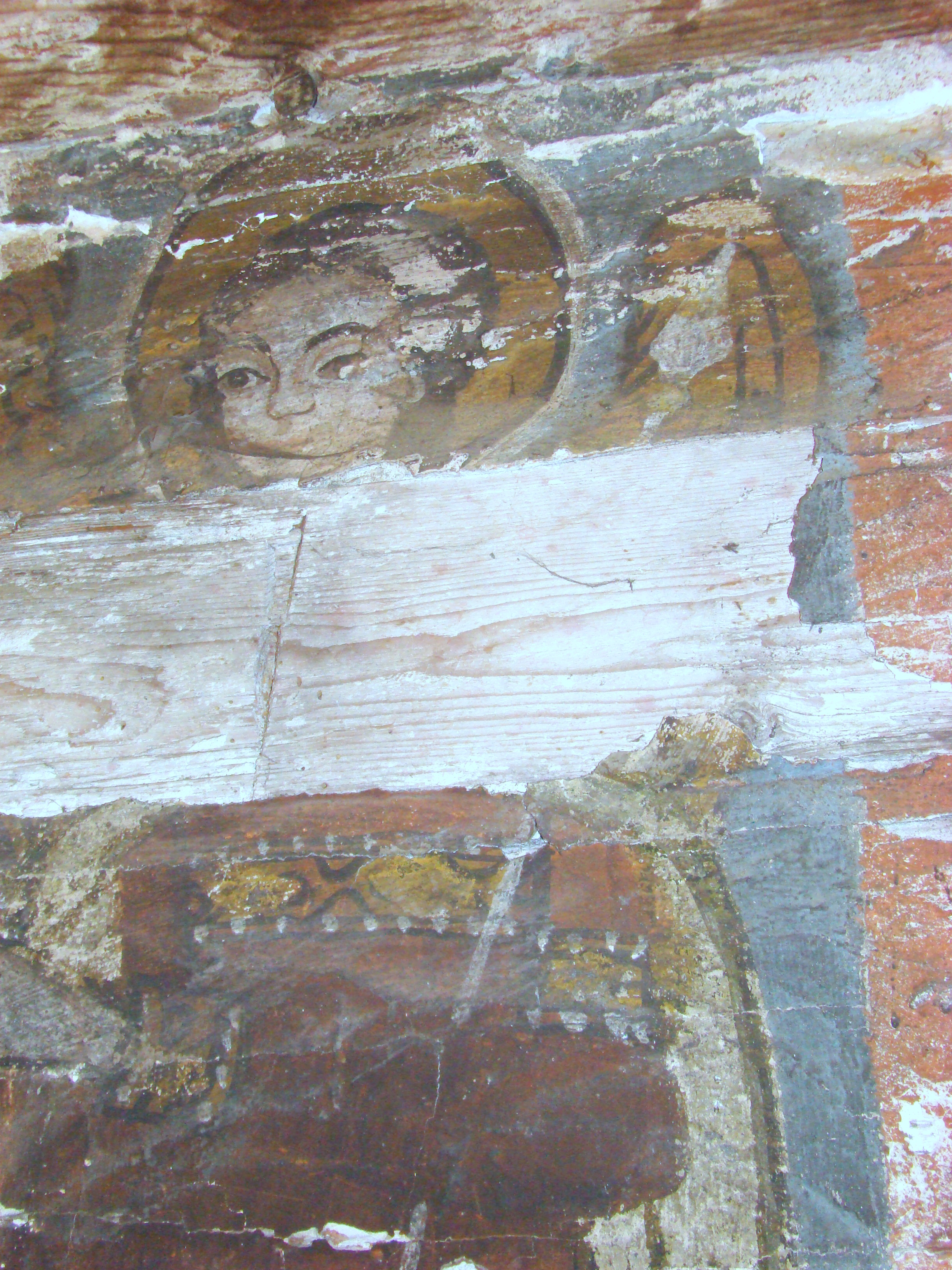
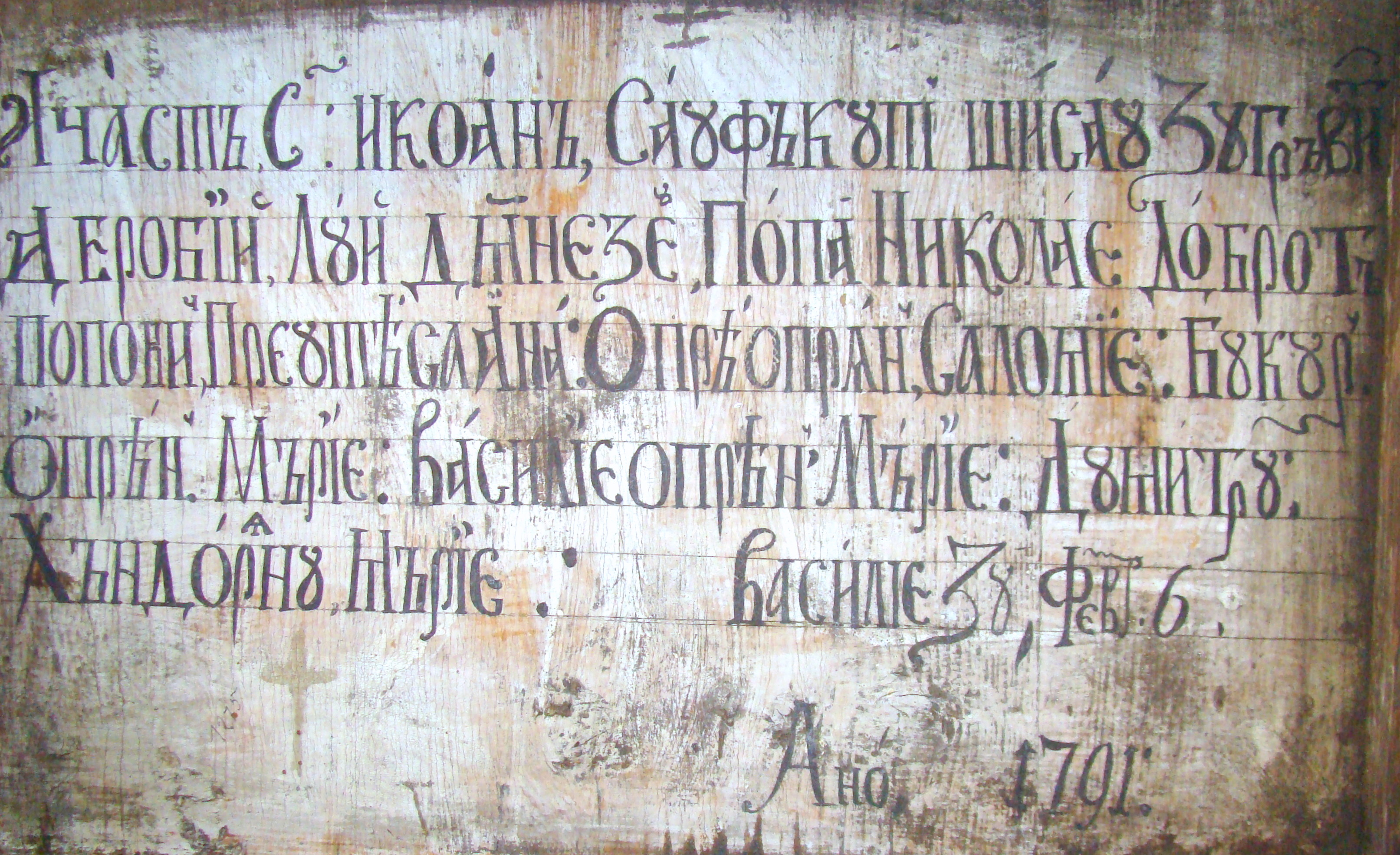
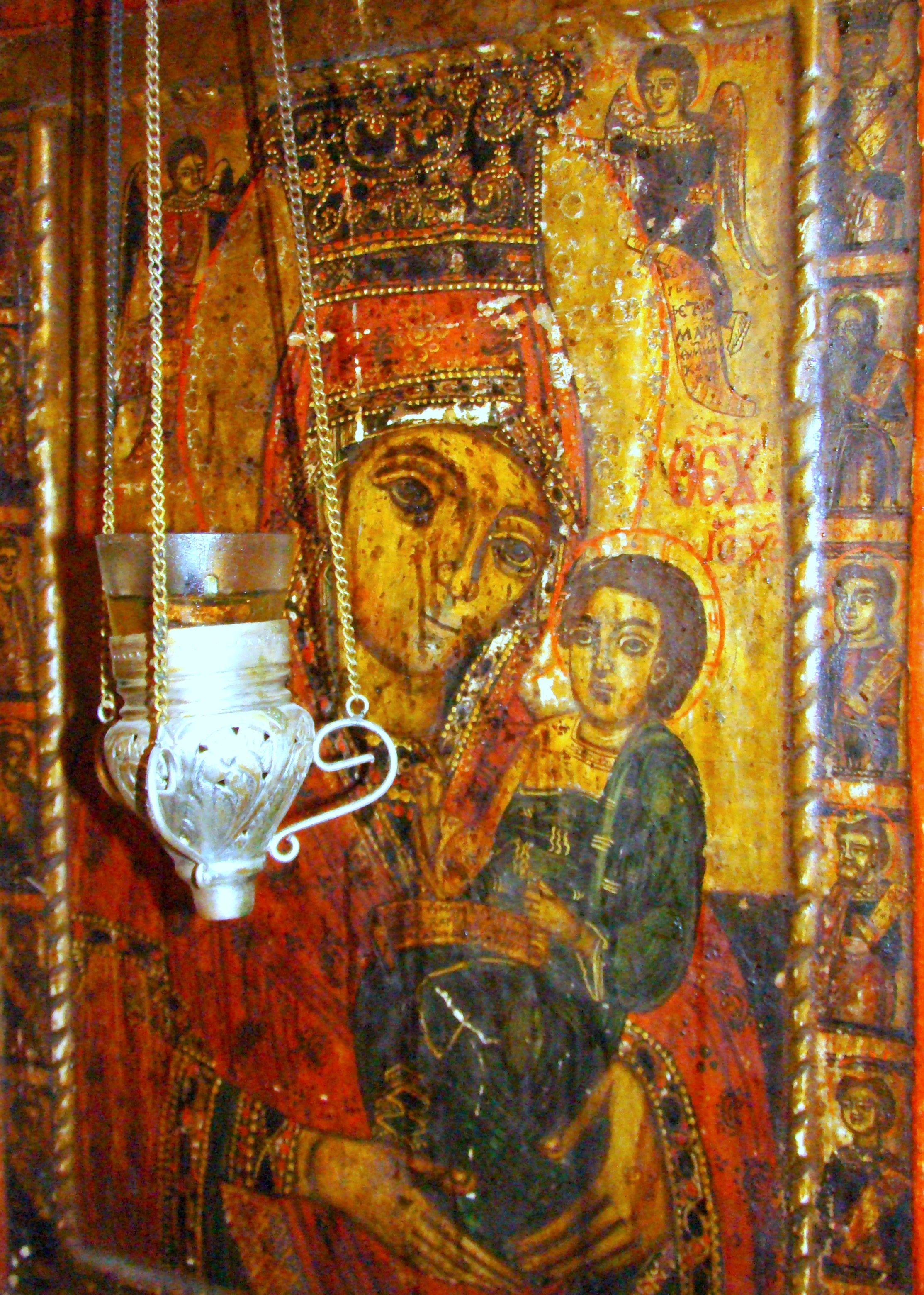
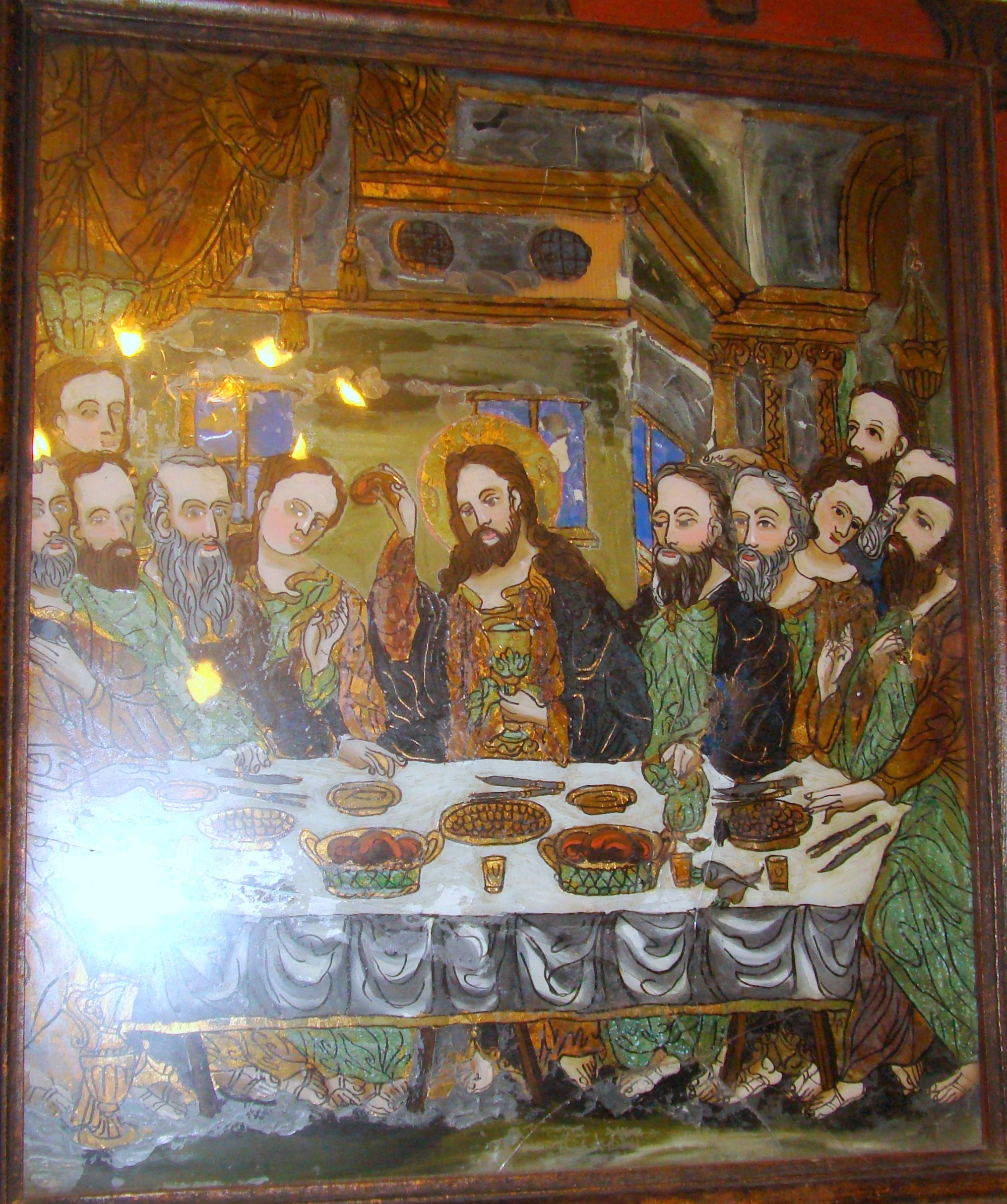
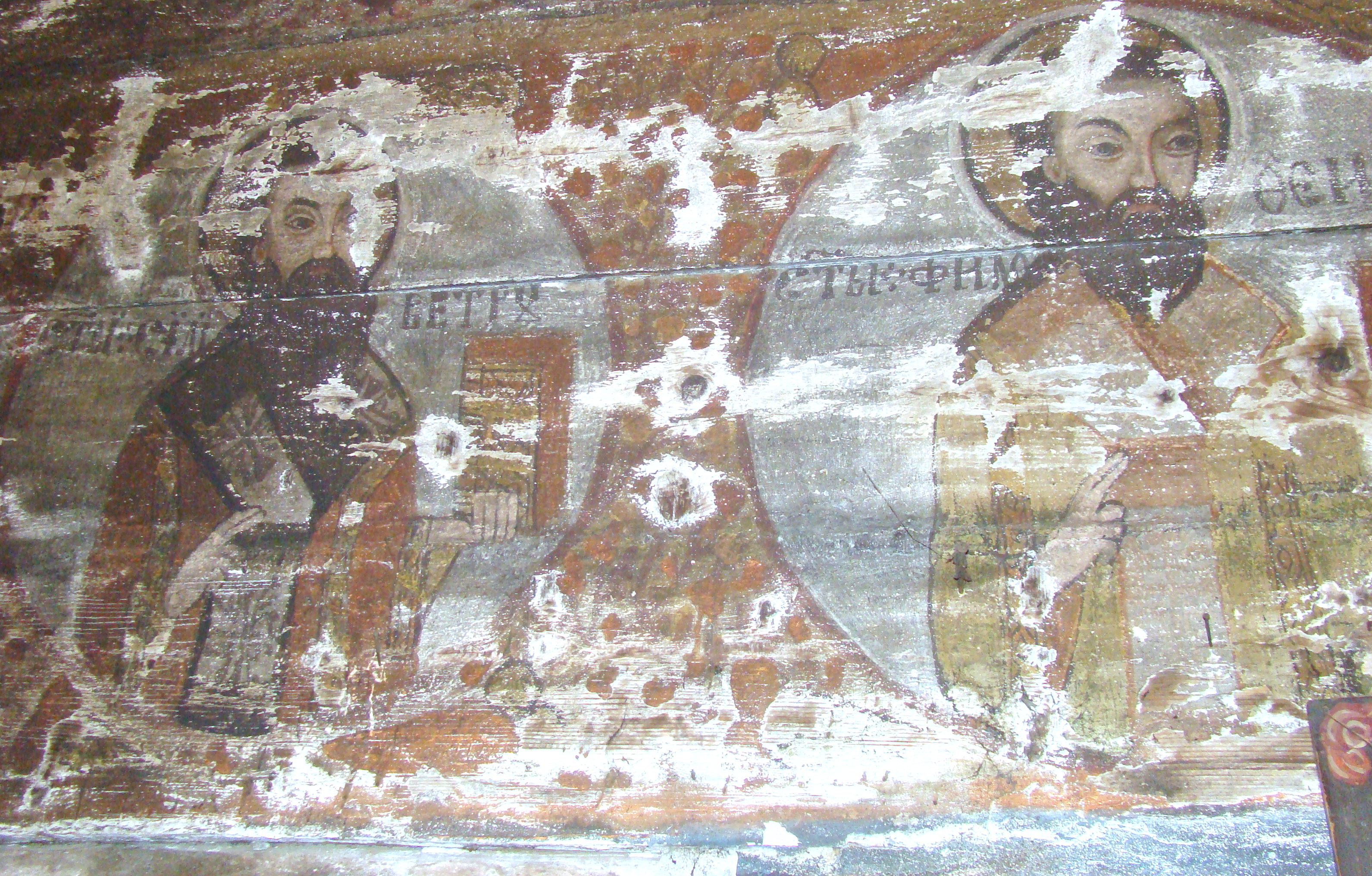
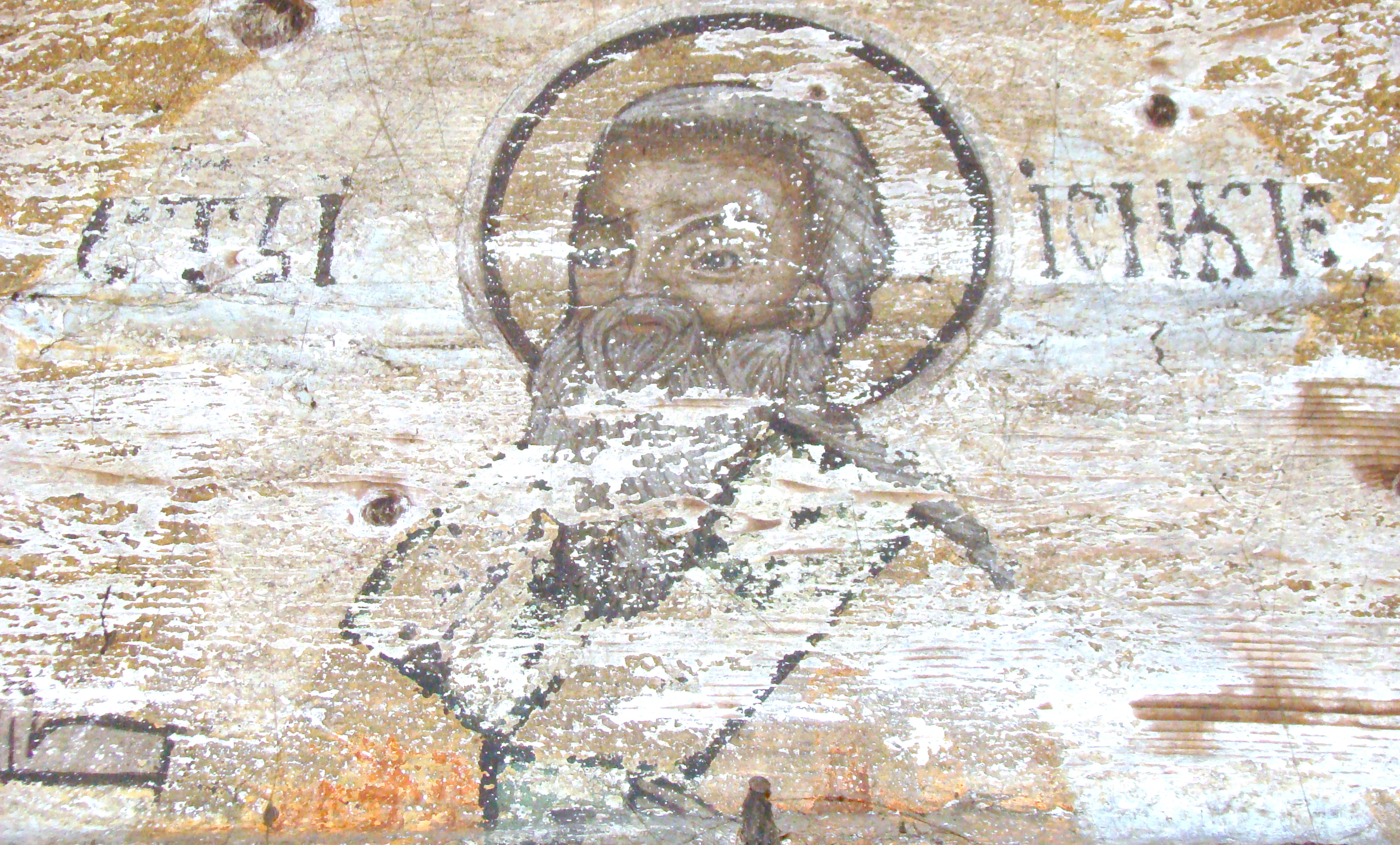
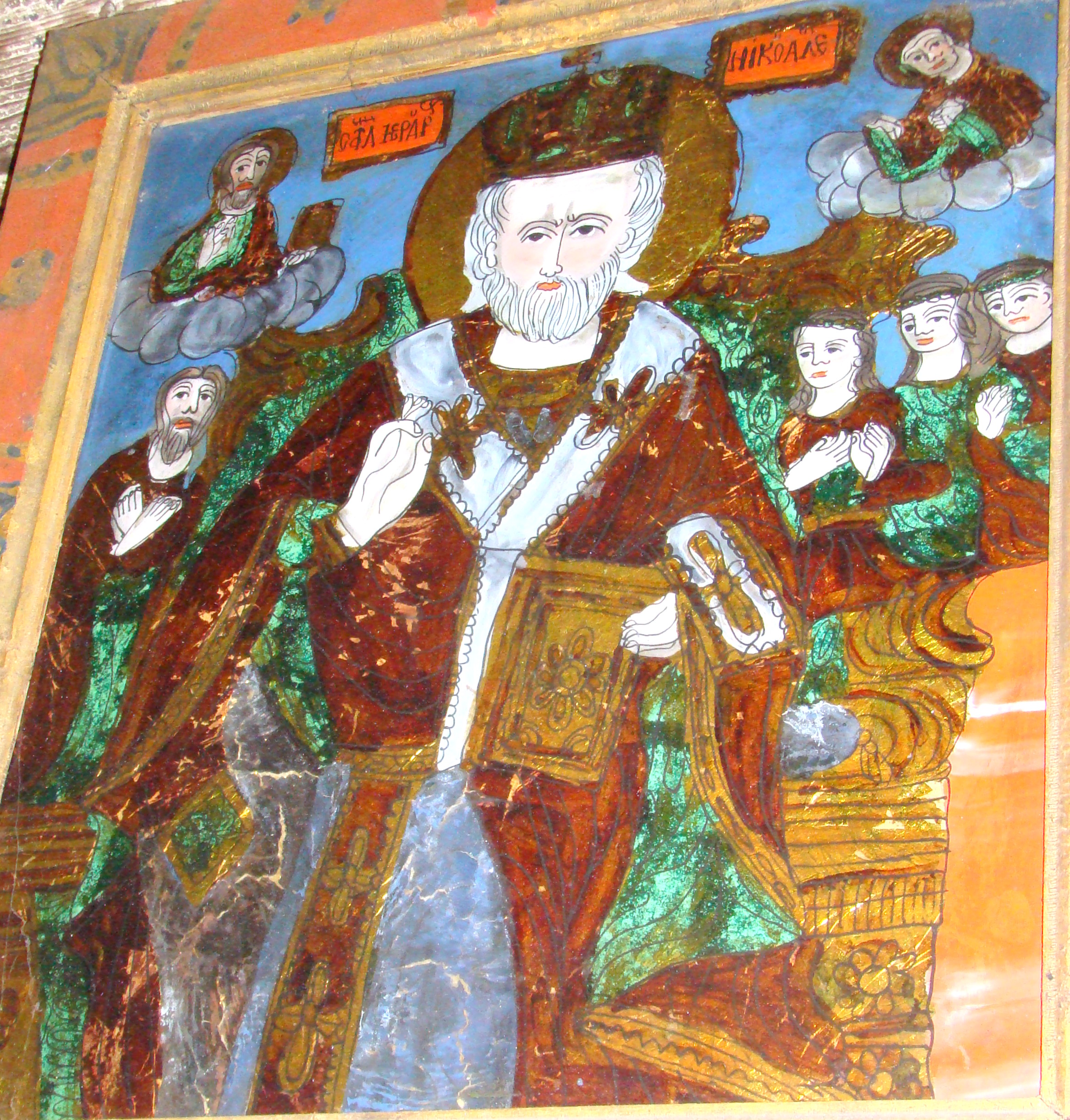
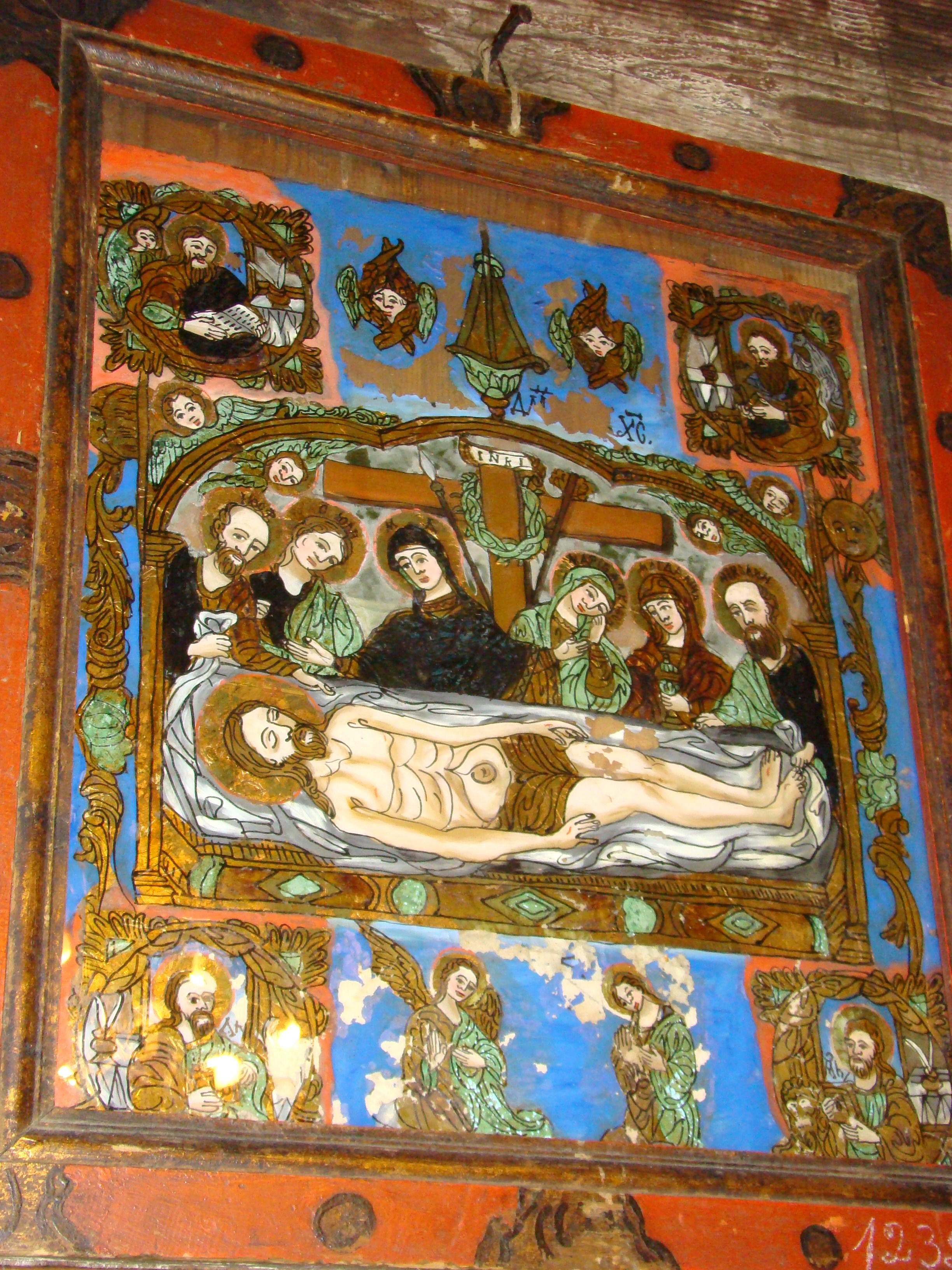
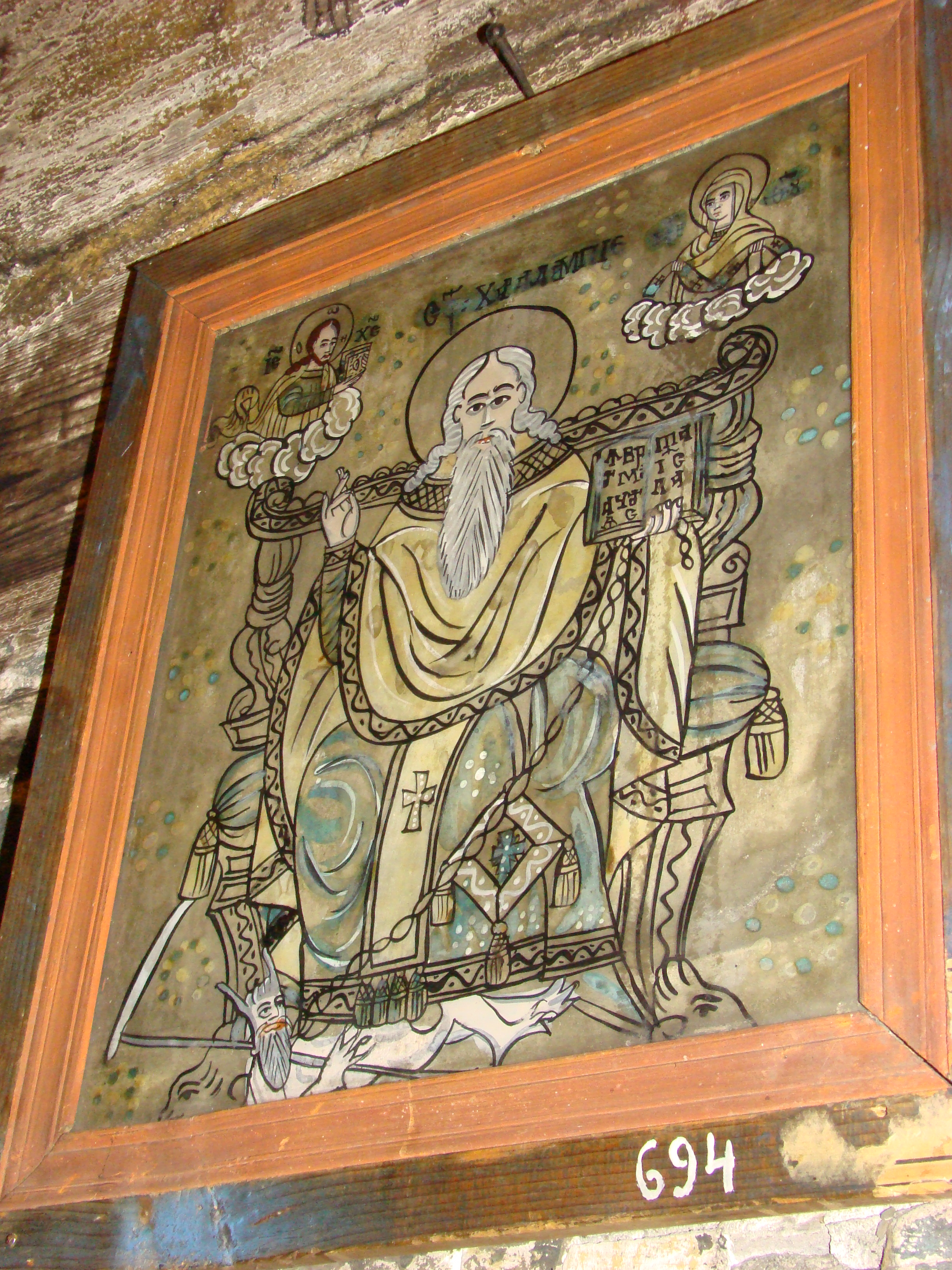
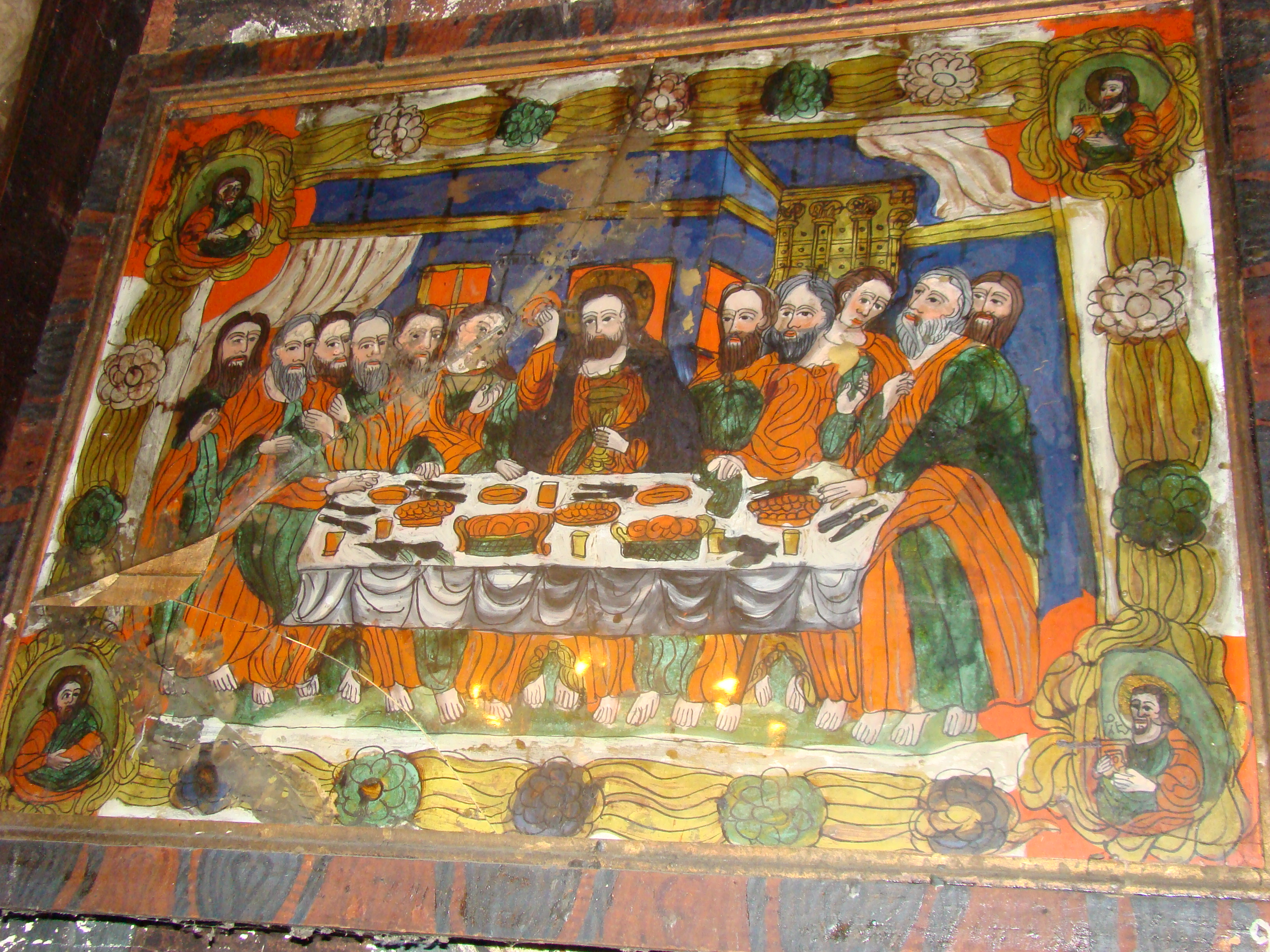
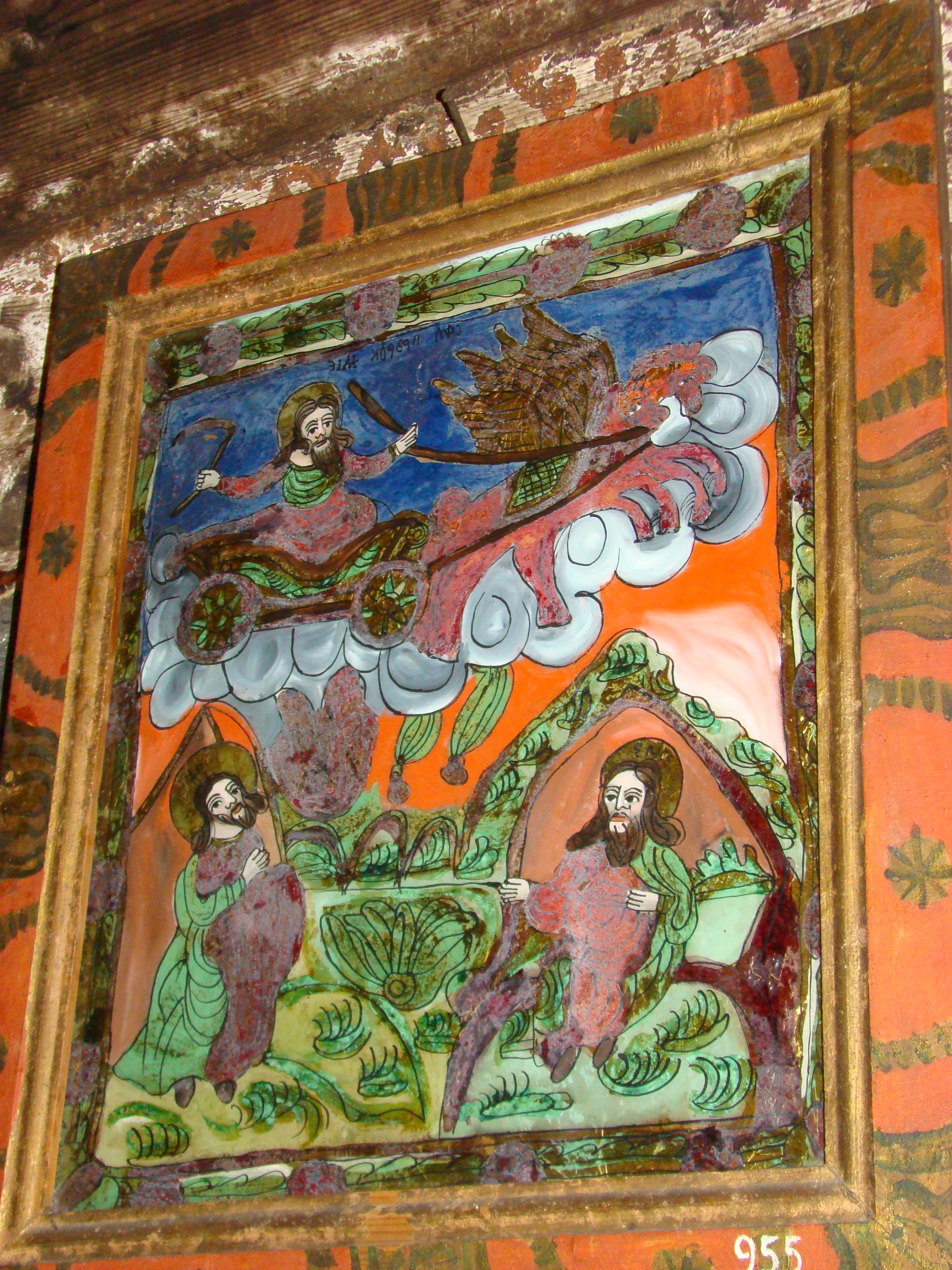
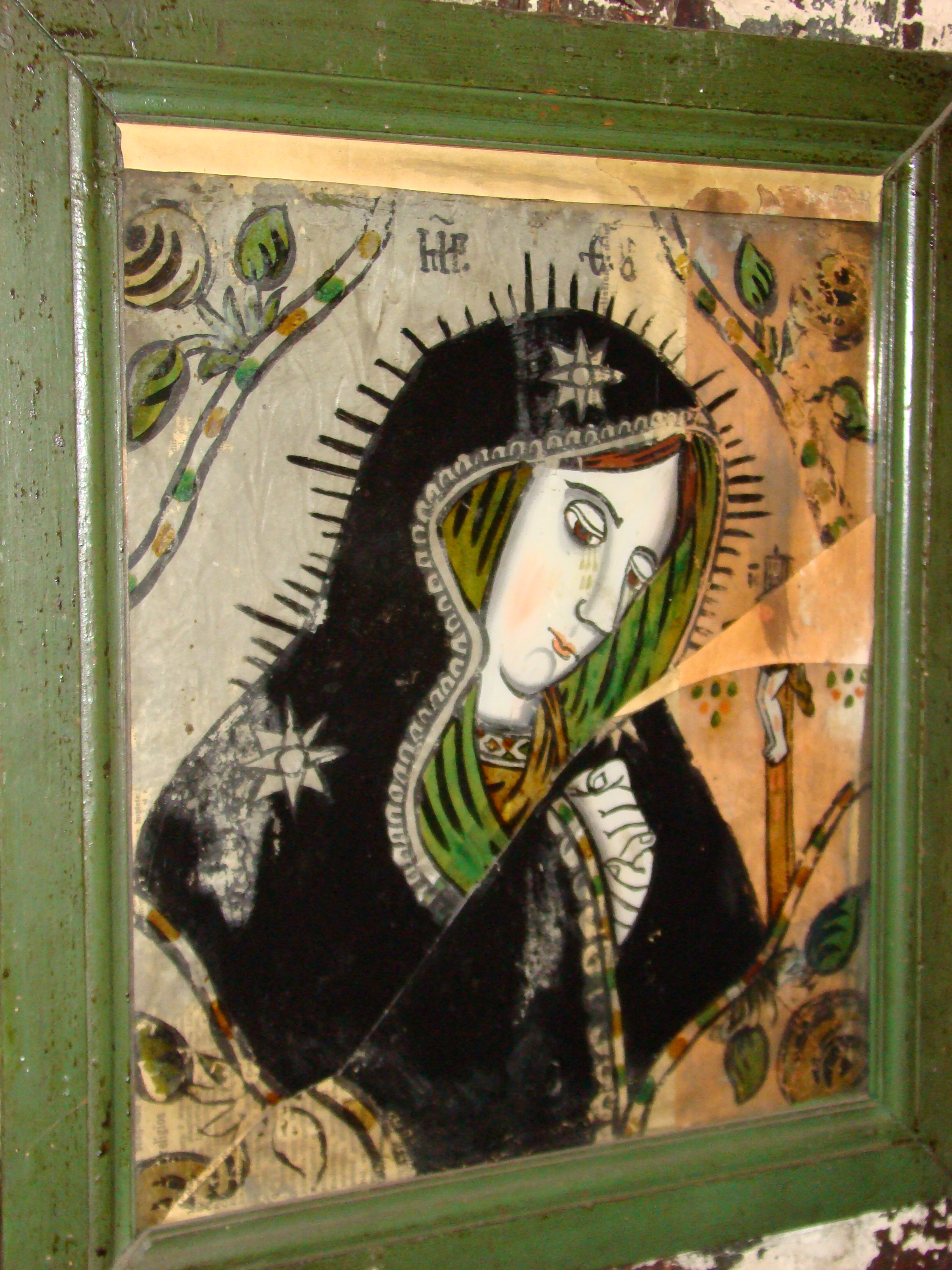
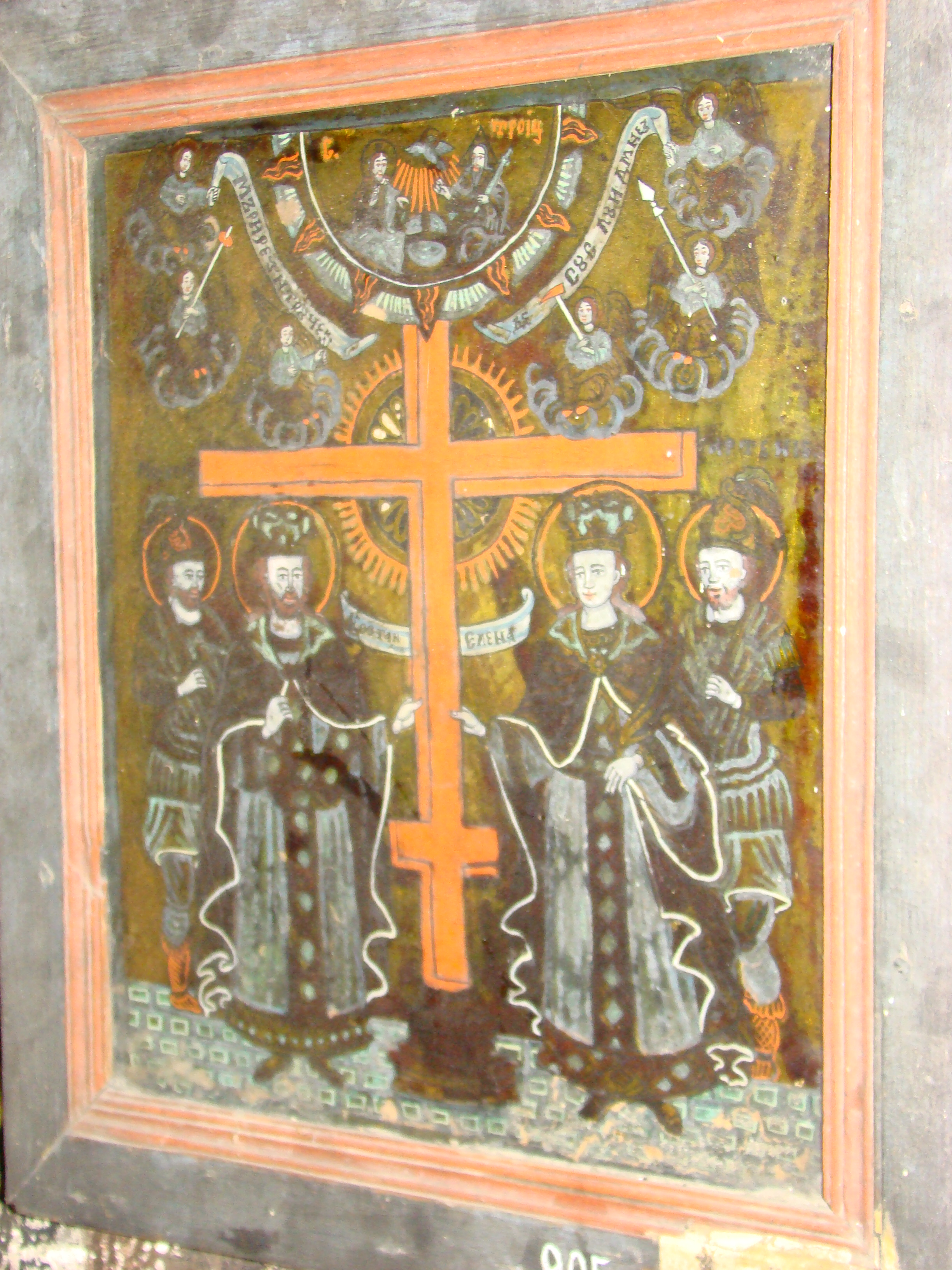
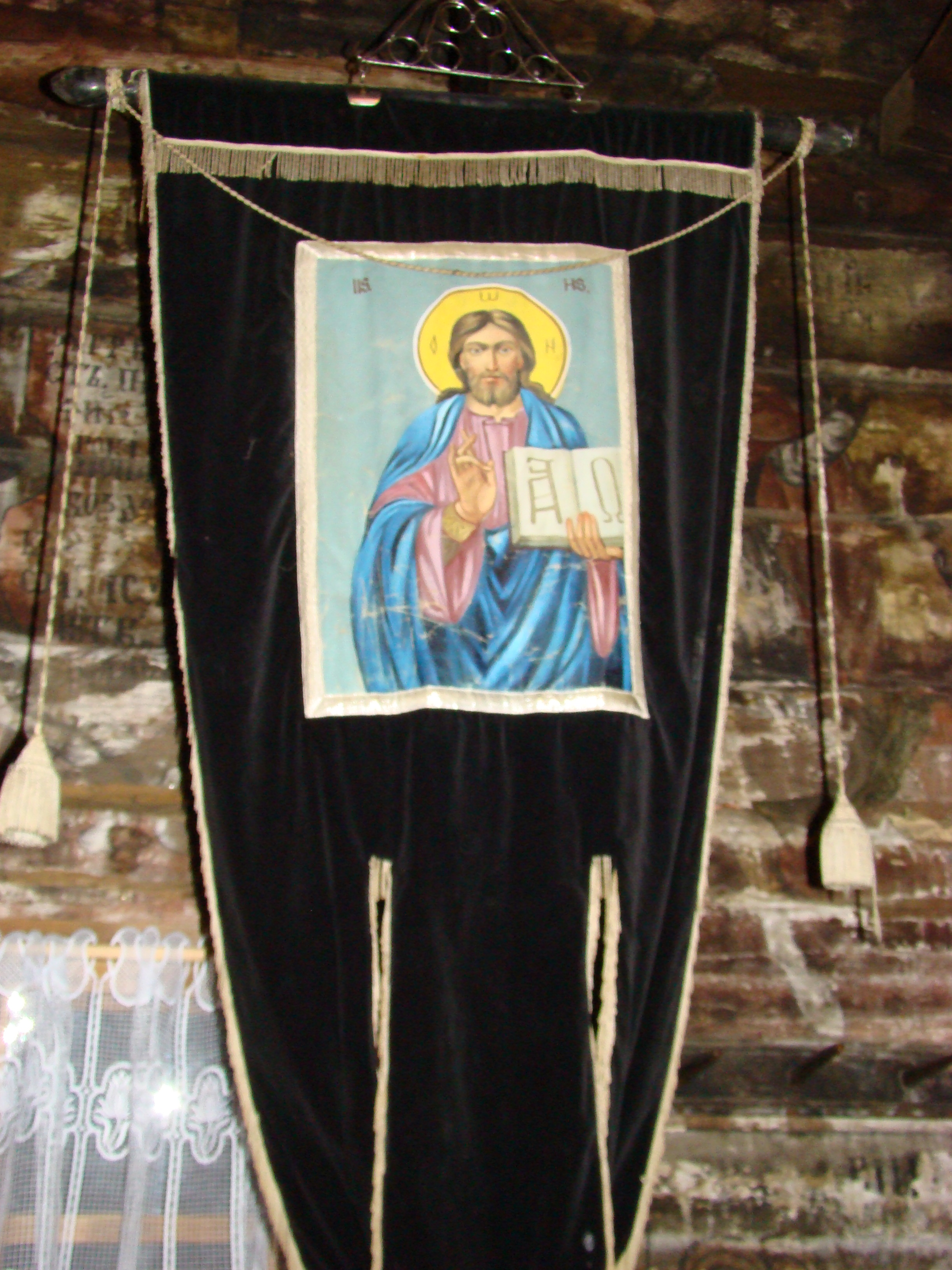
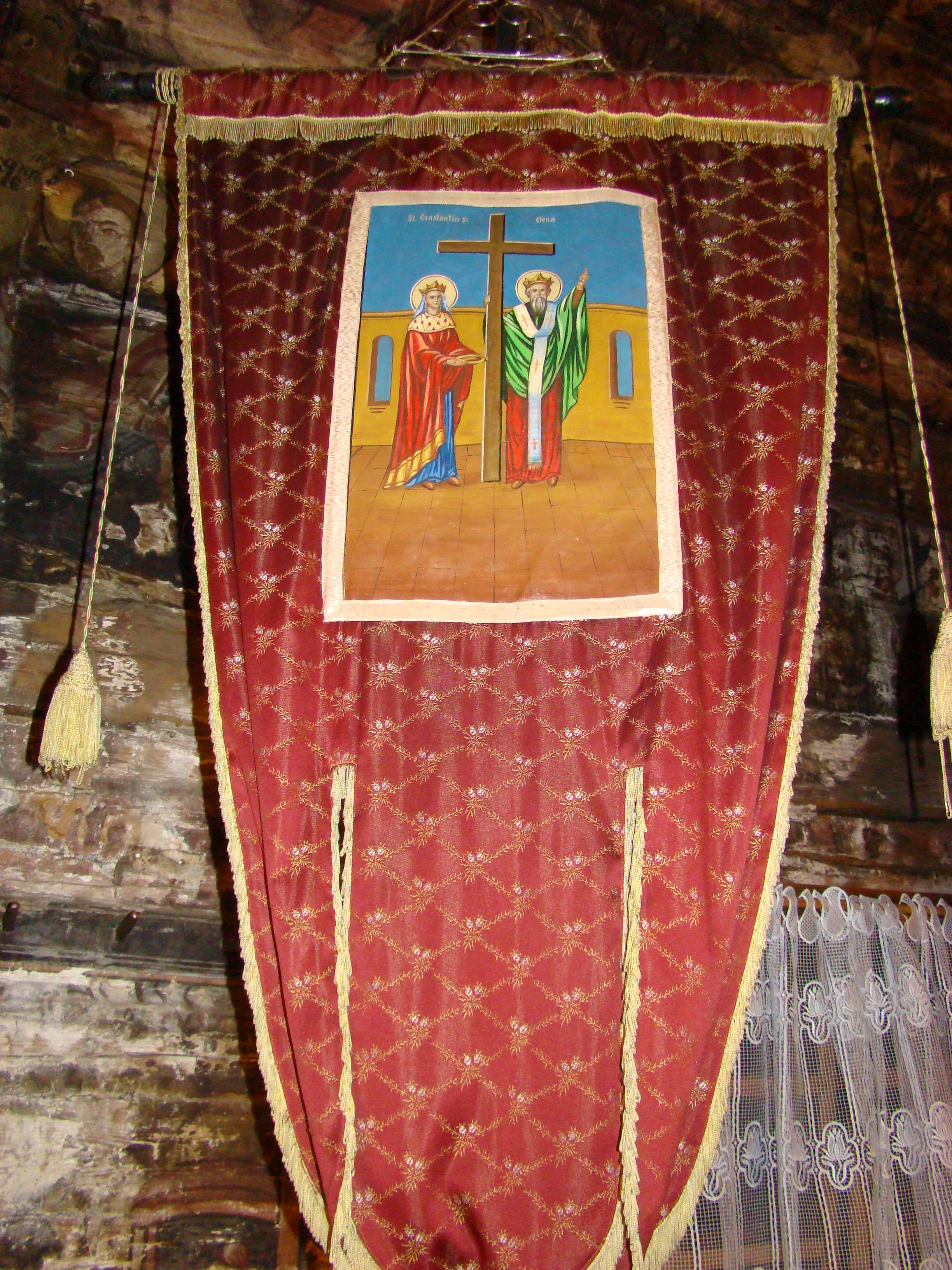
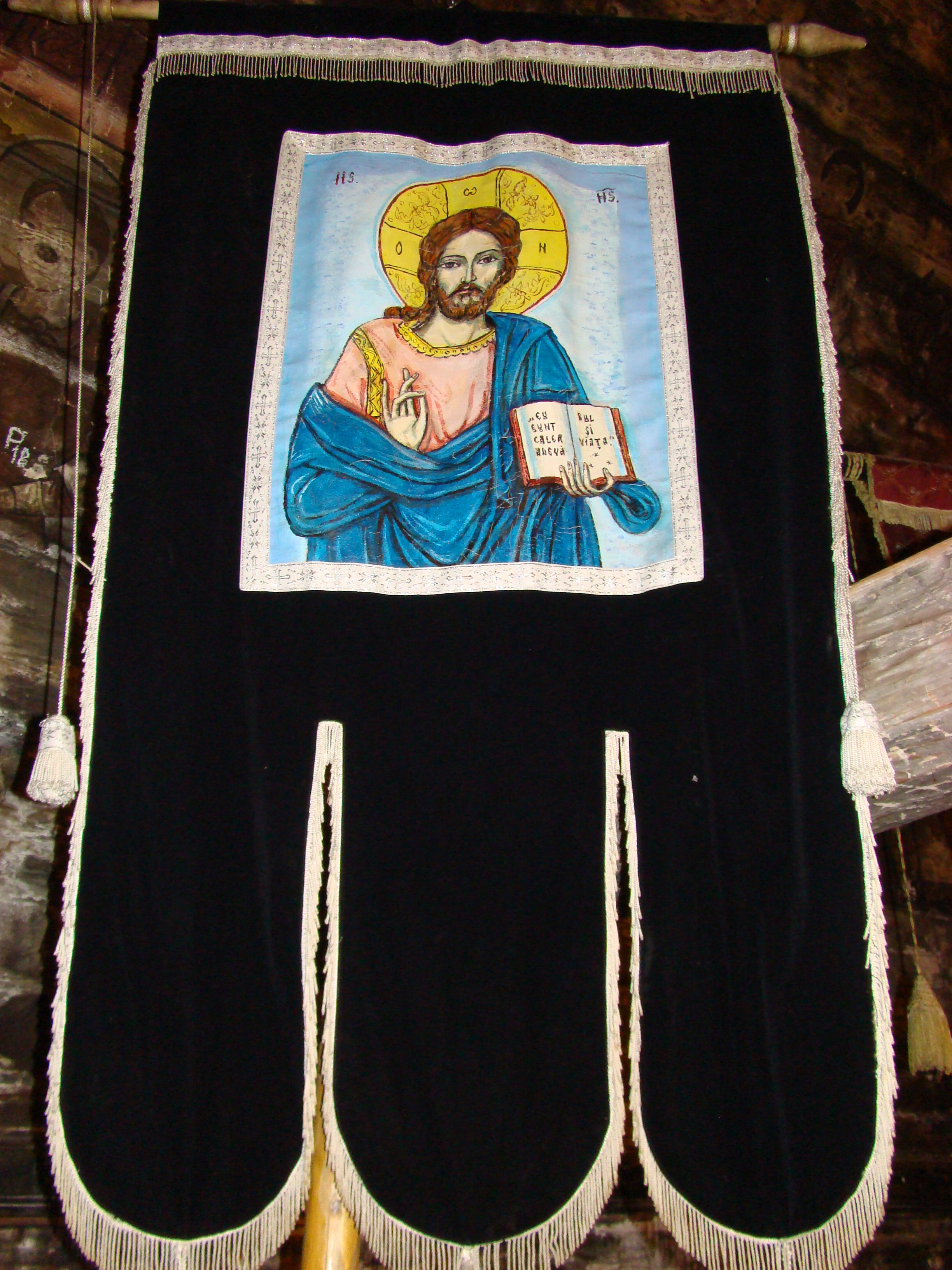
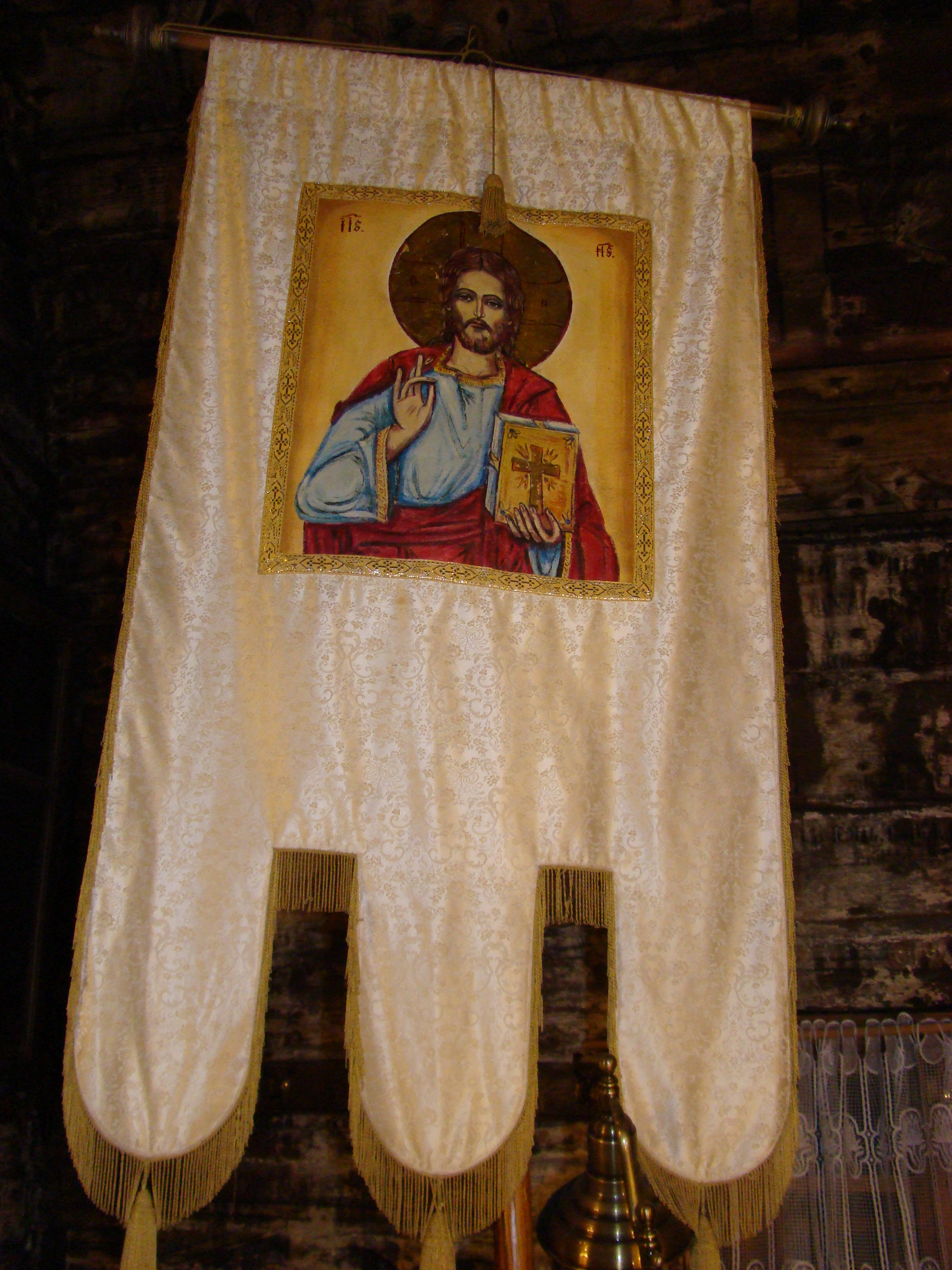
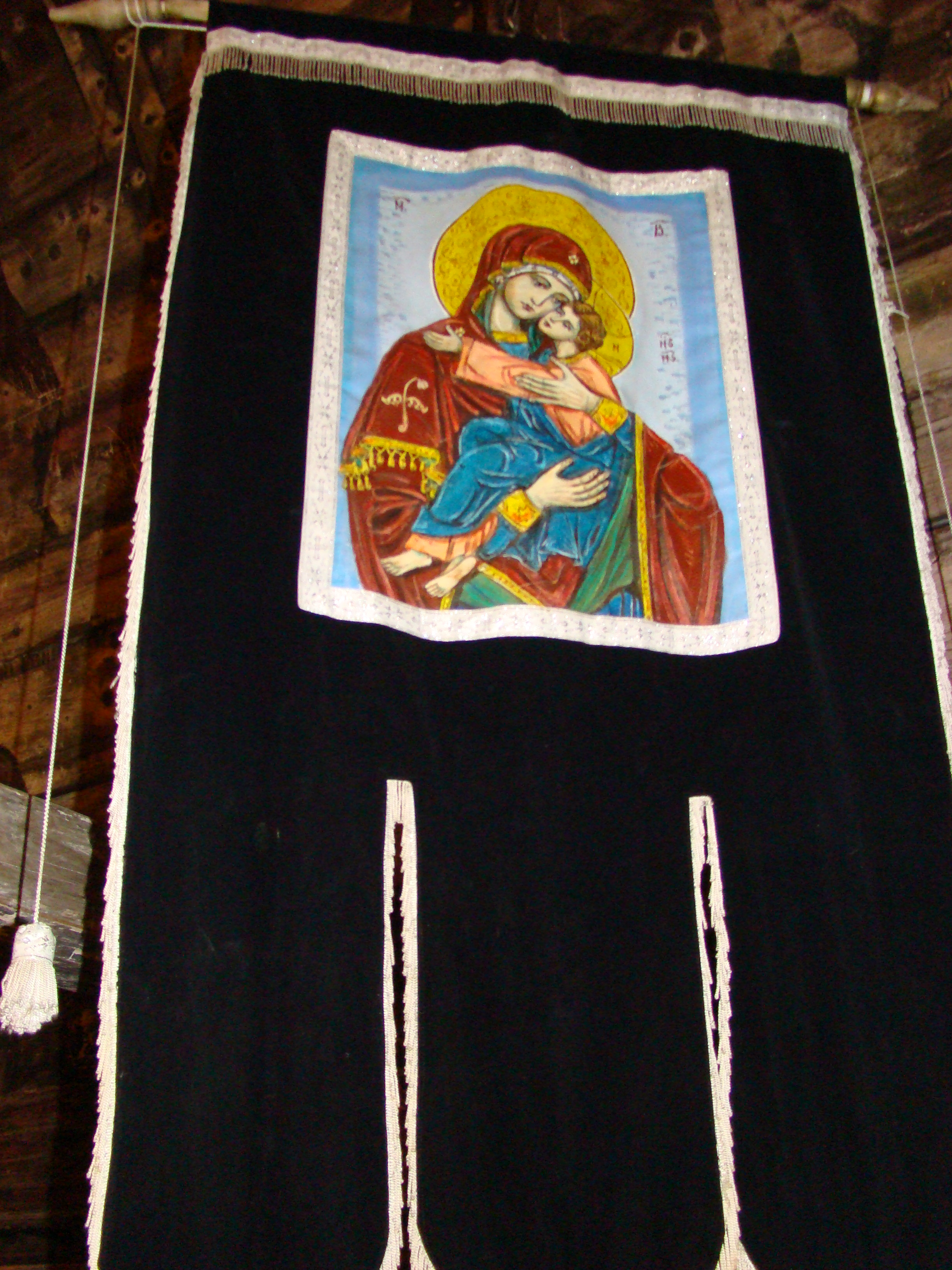
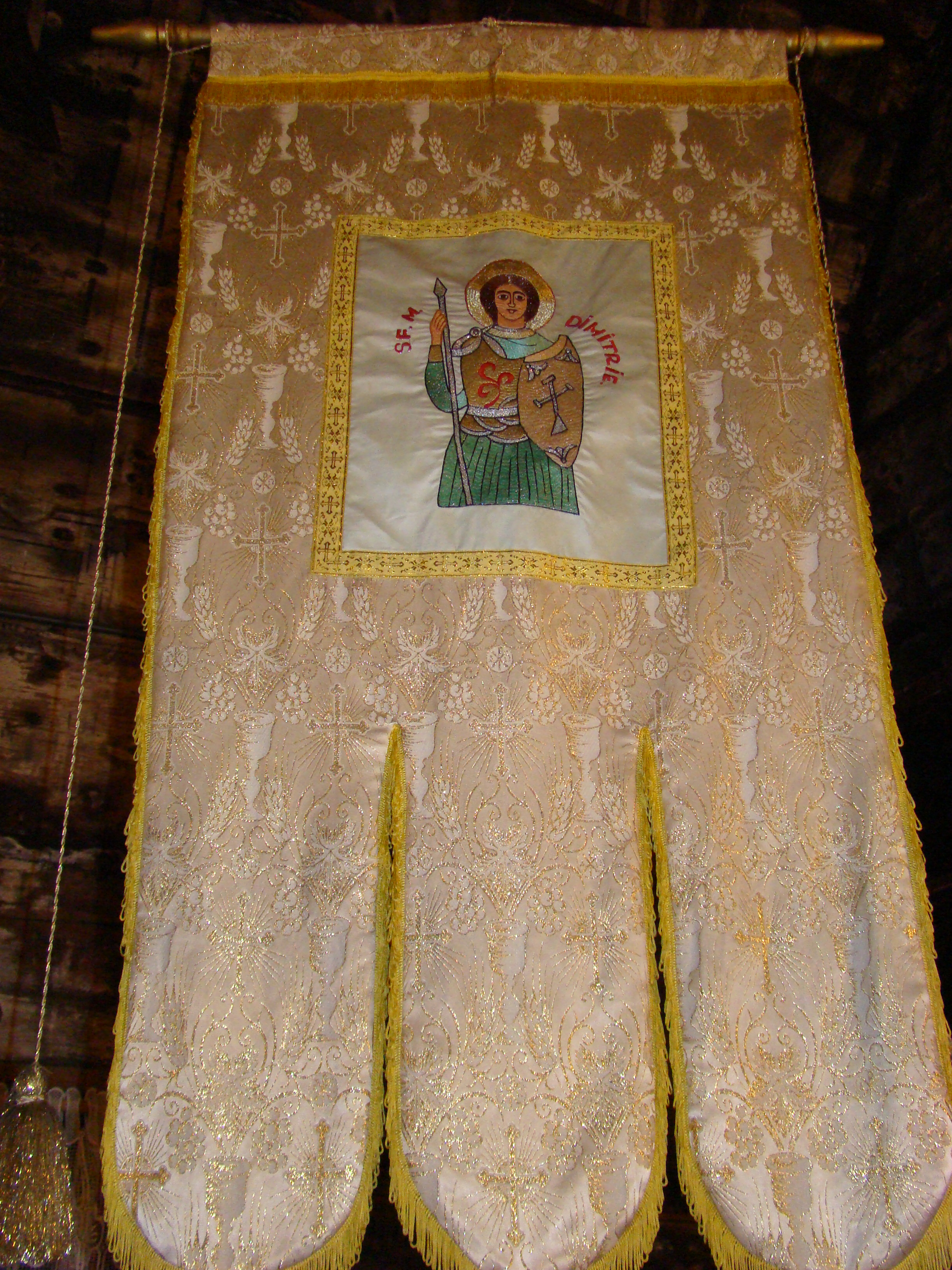
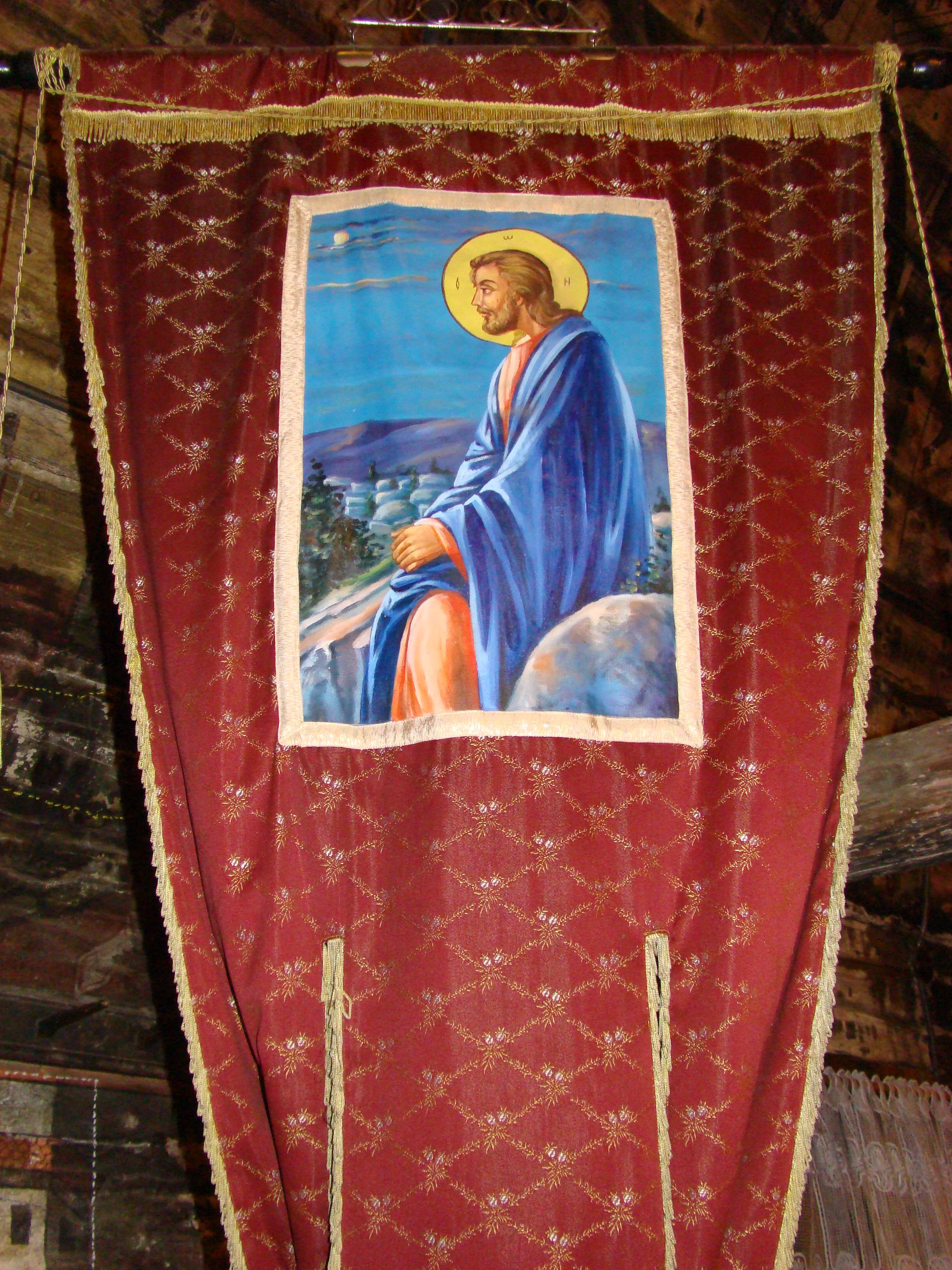
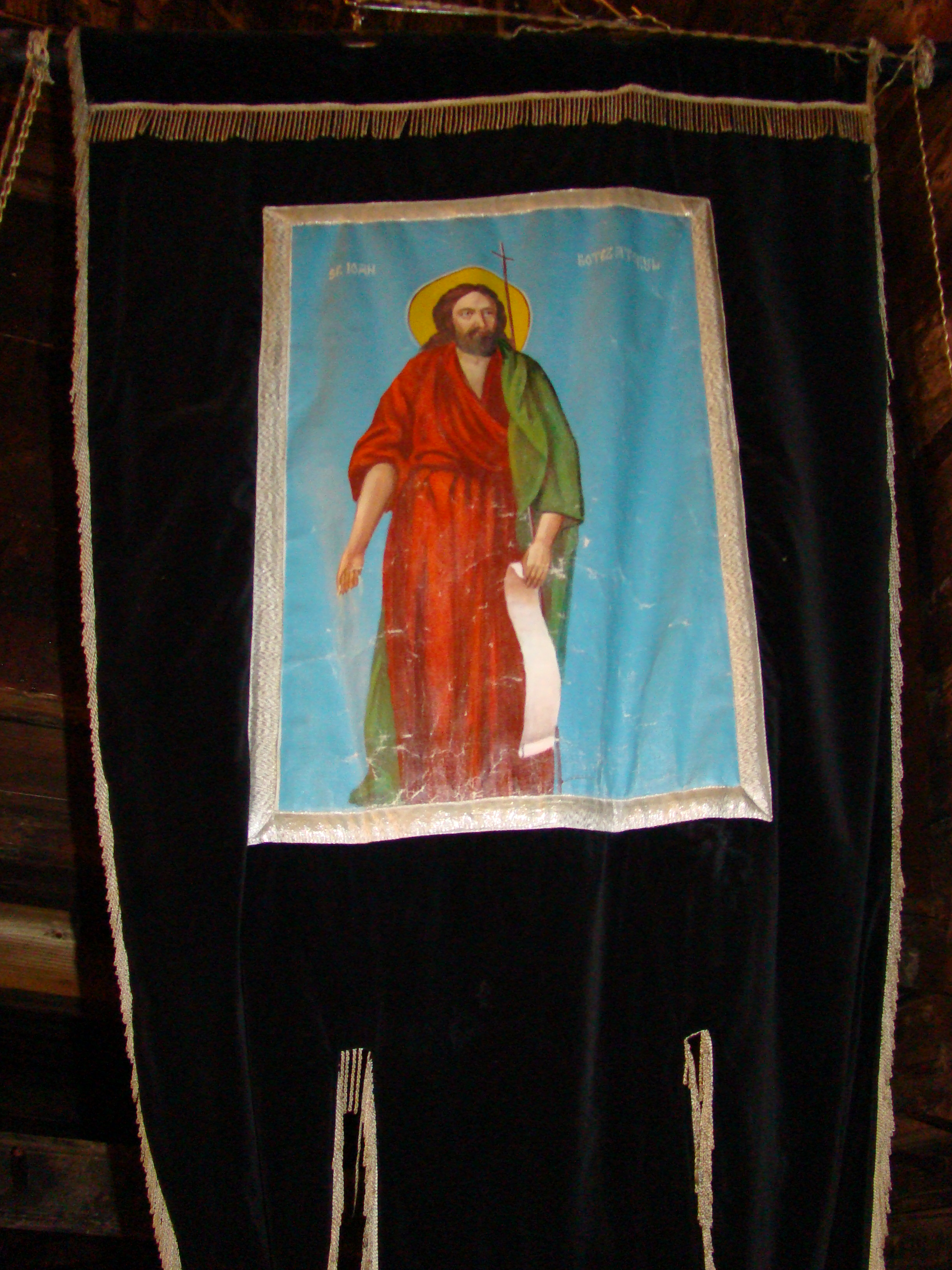

## Imagini din exterior

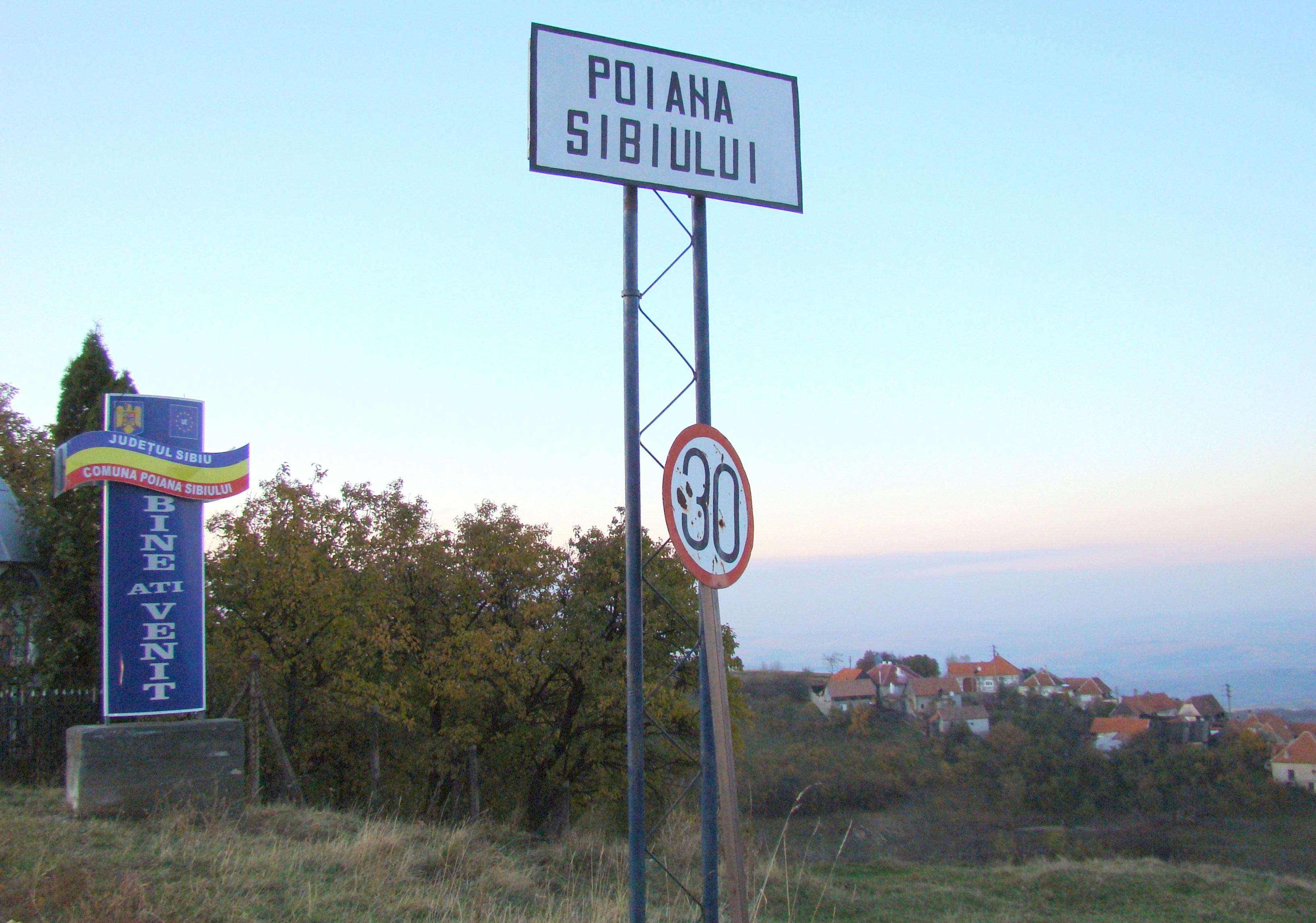
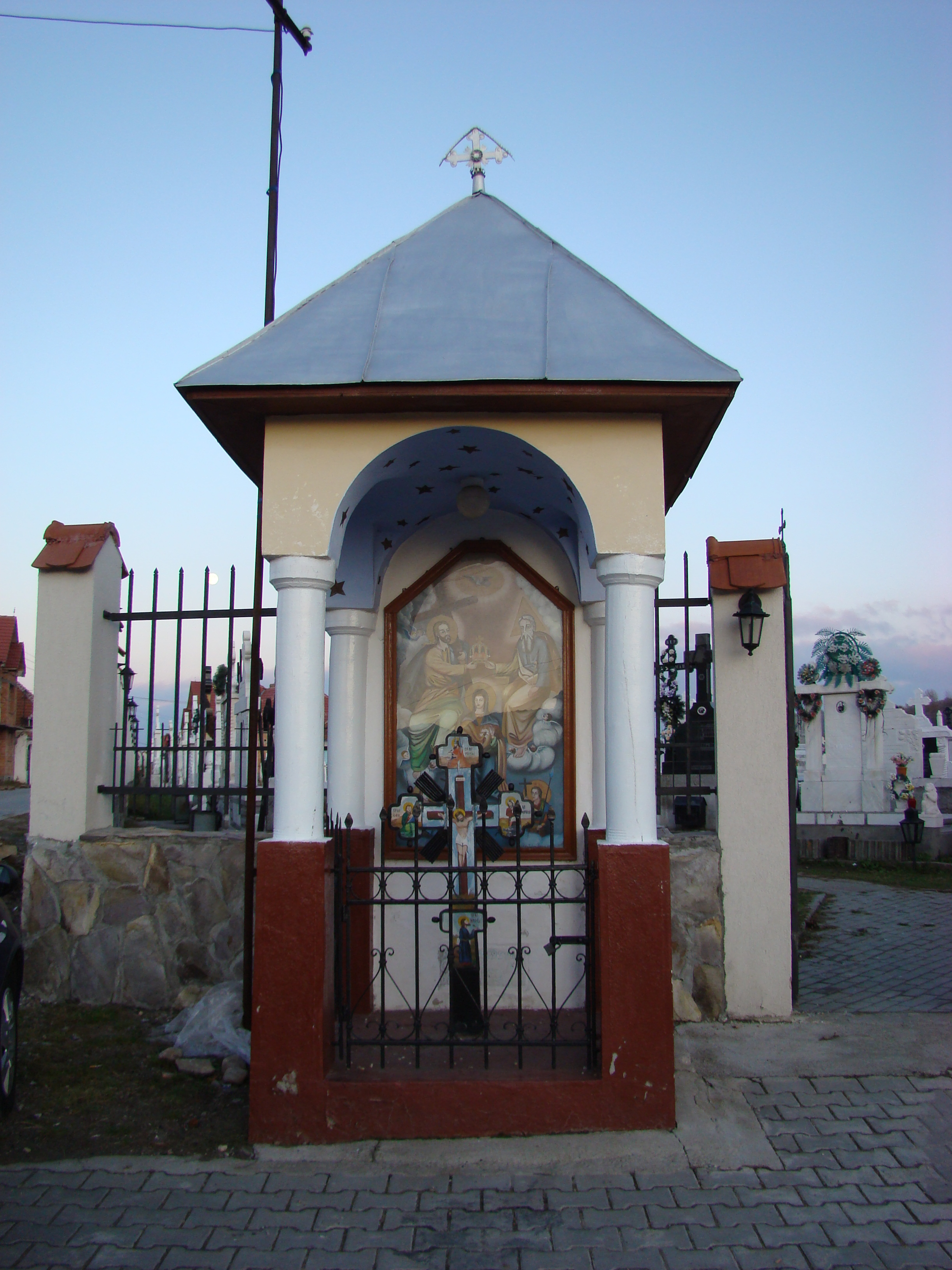
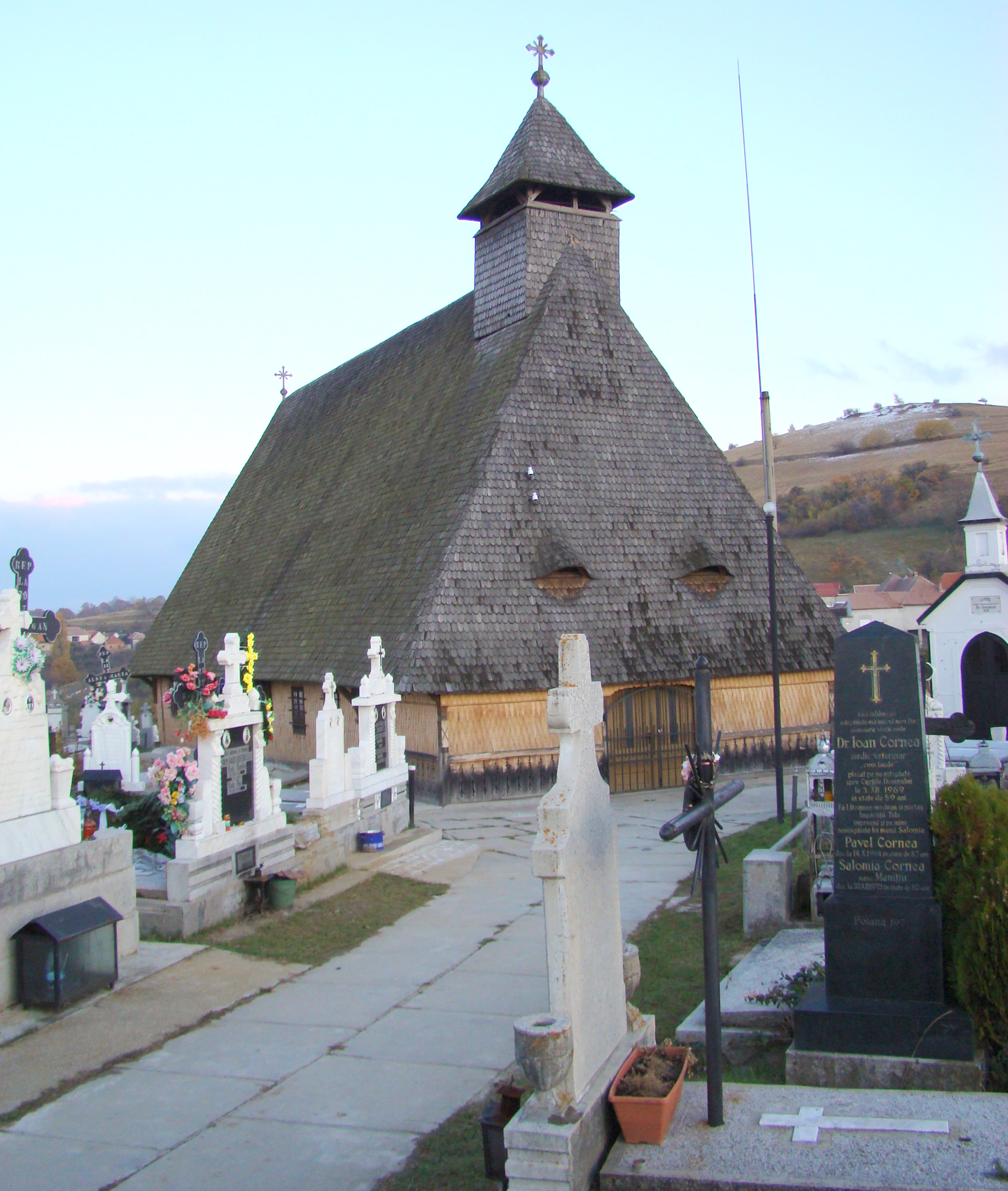
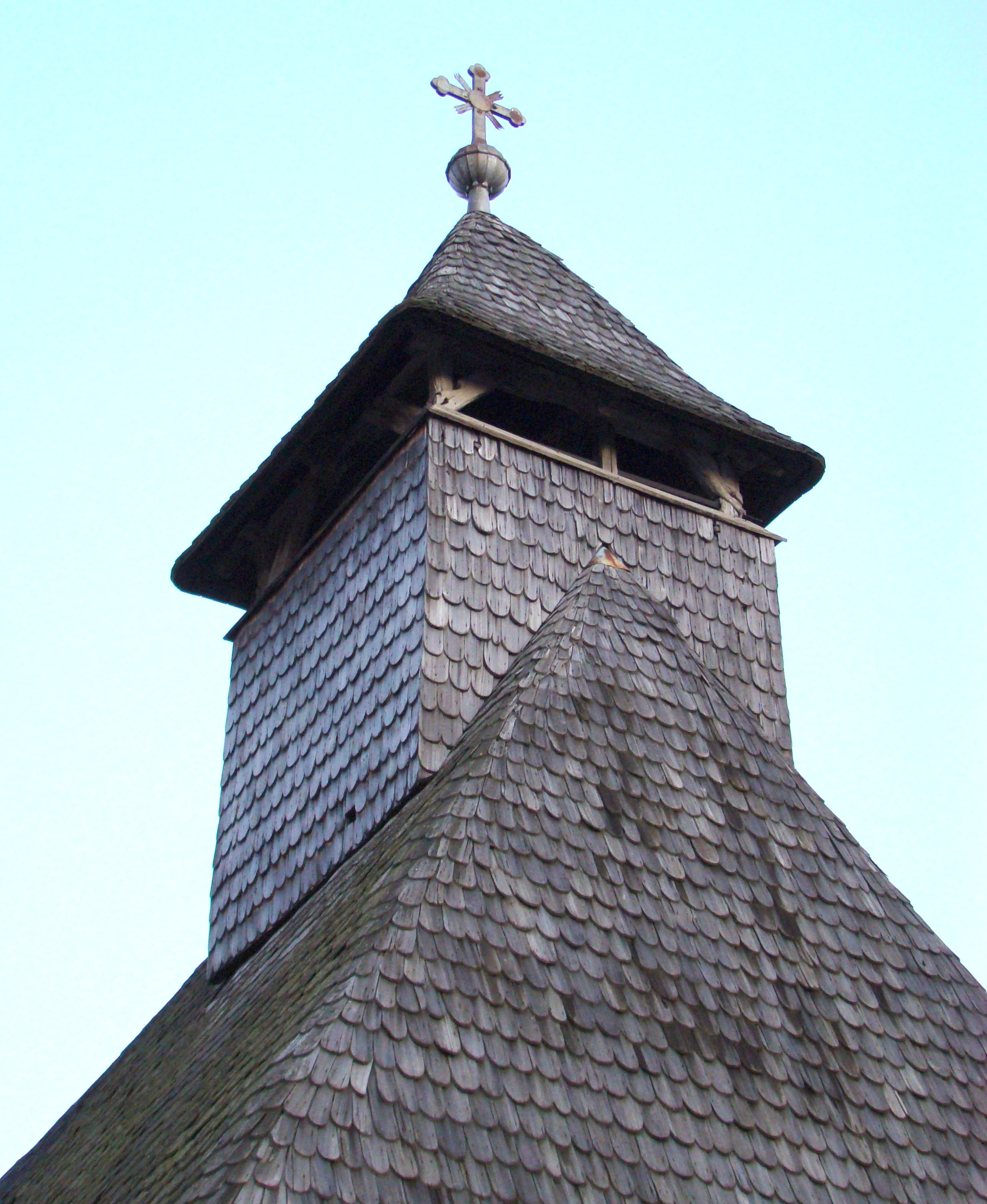
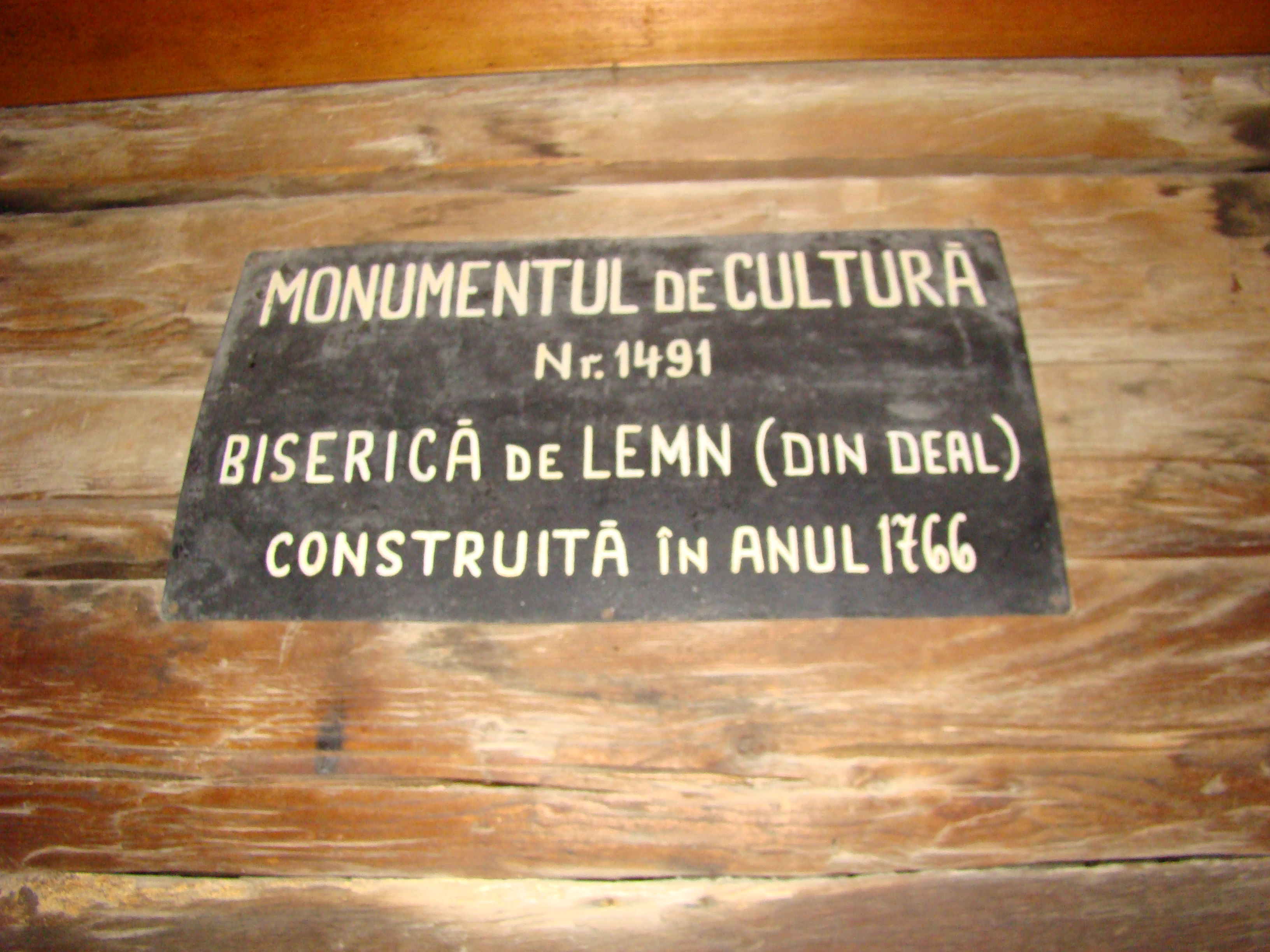
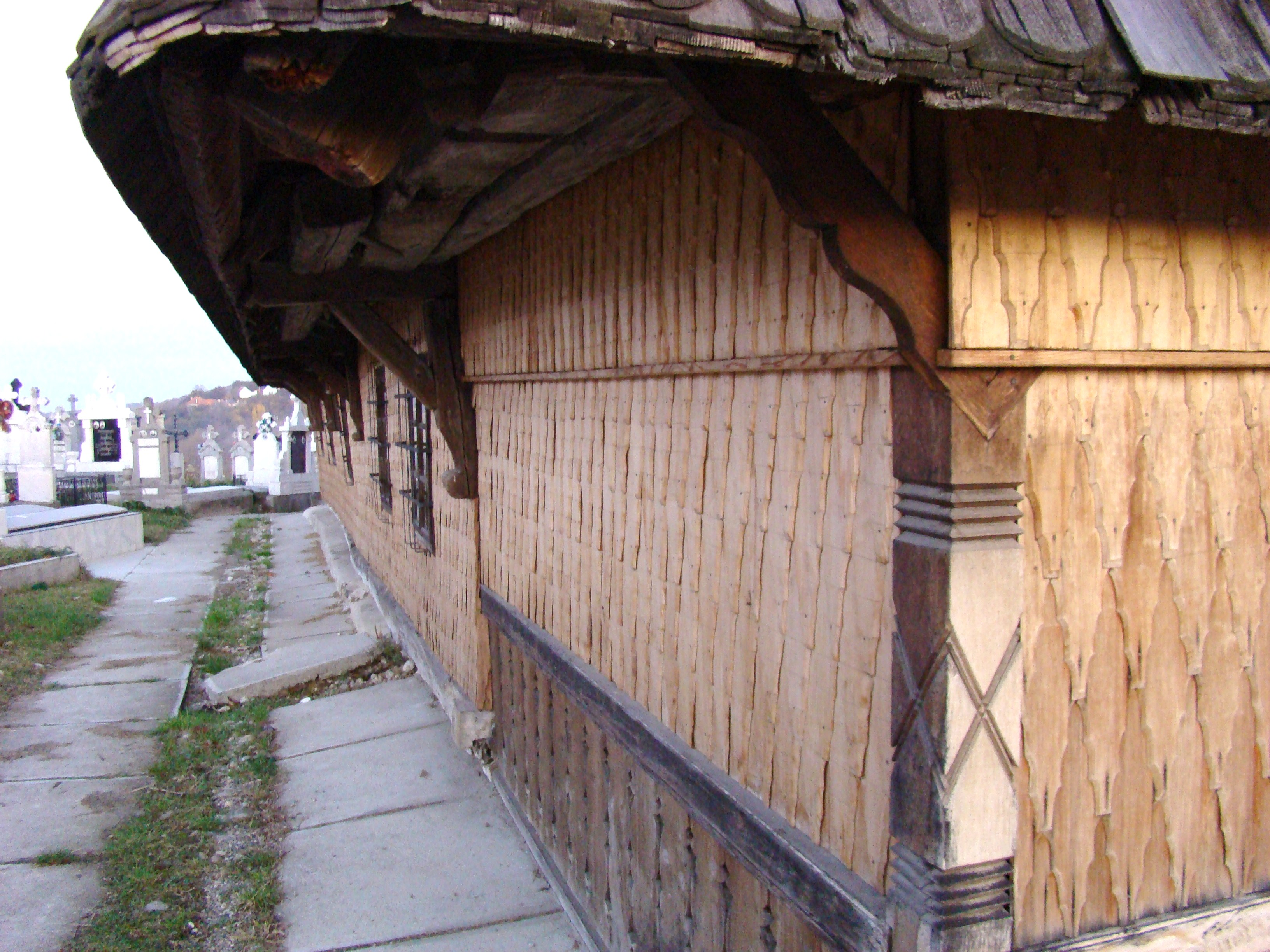
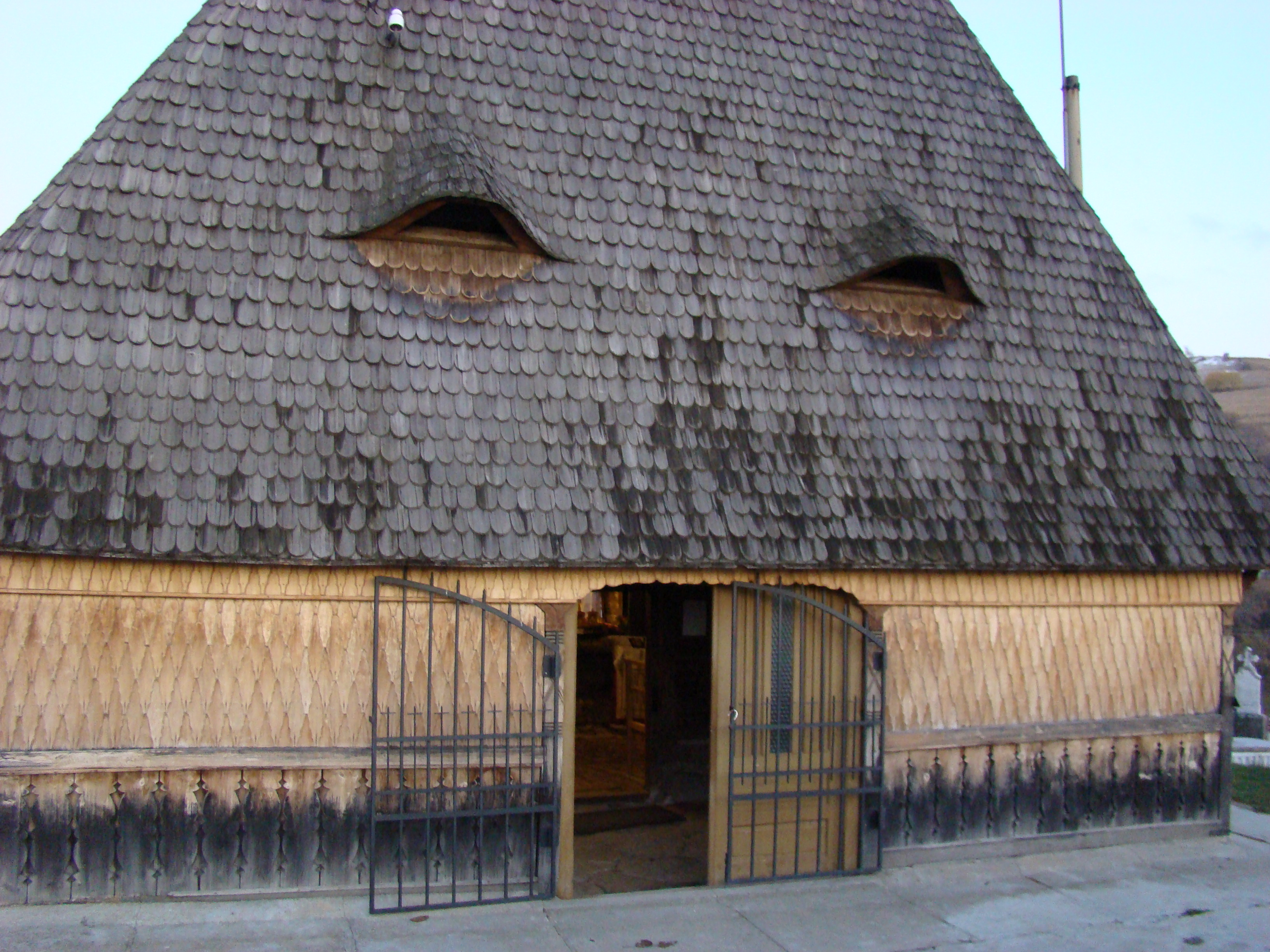
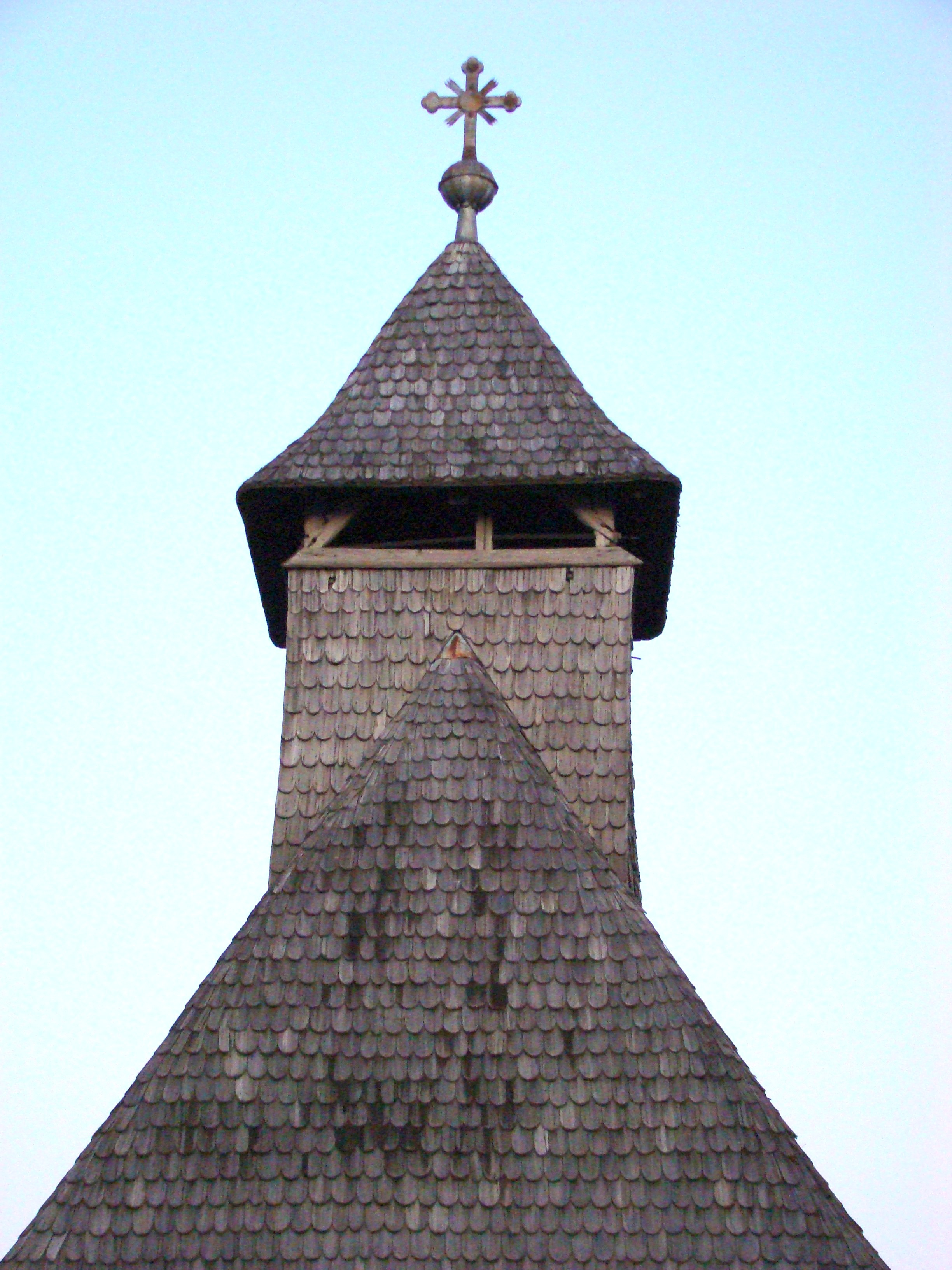
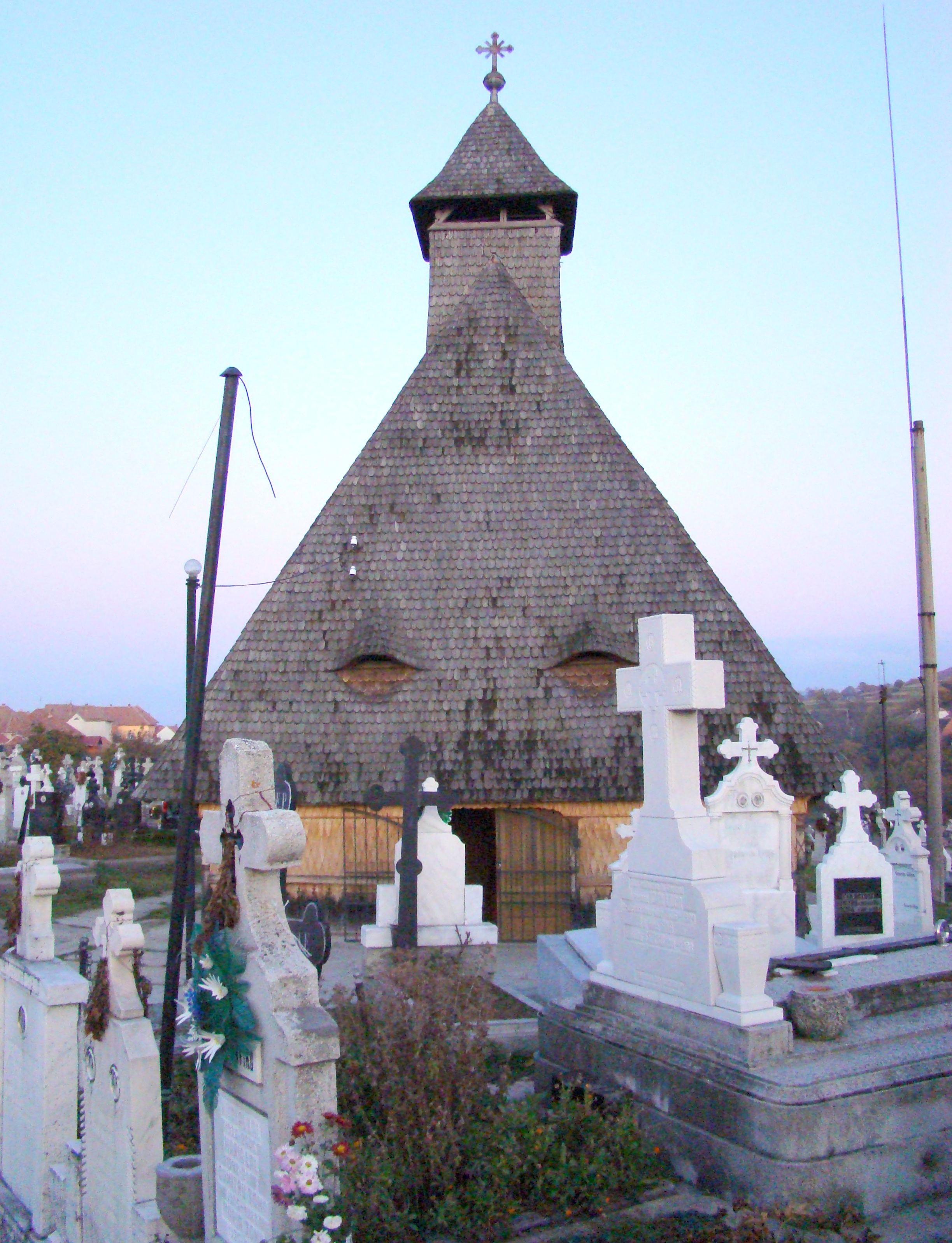
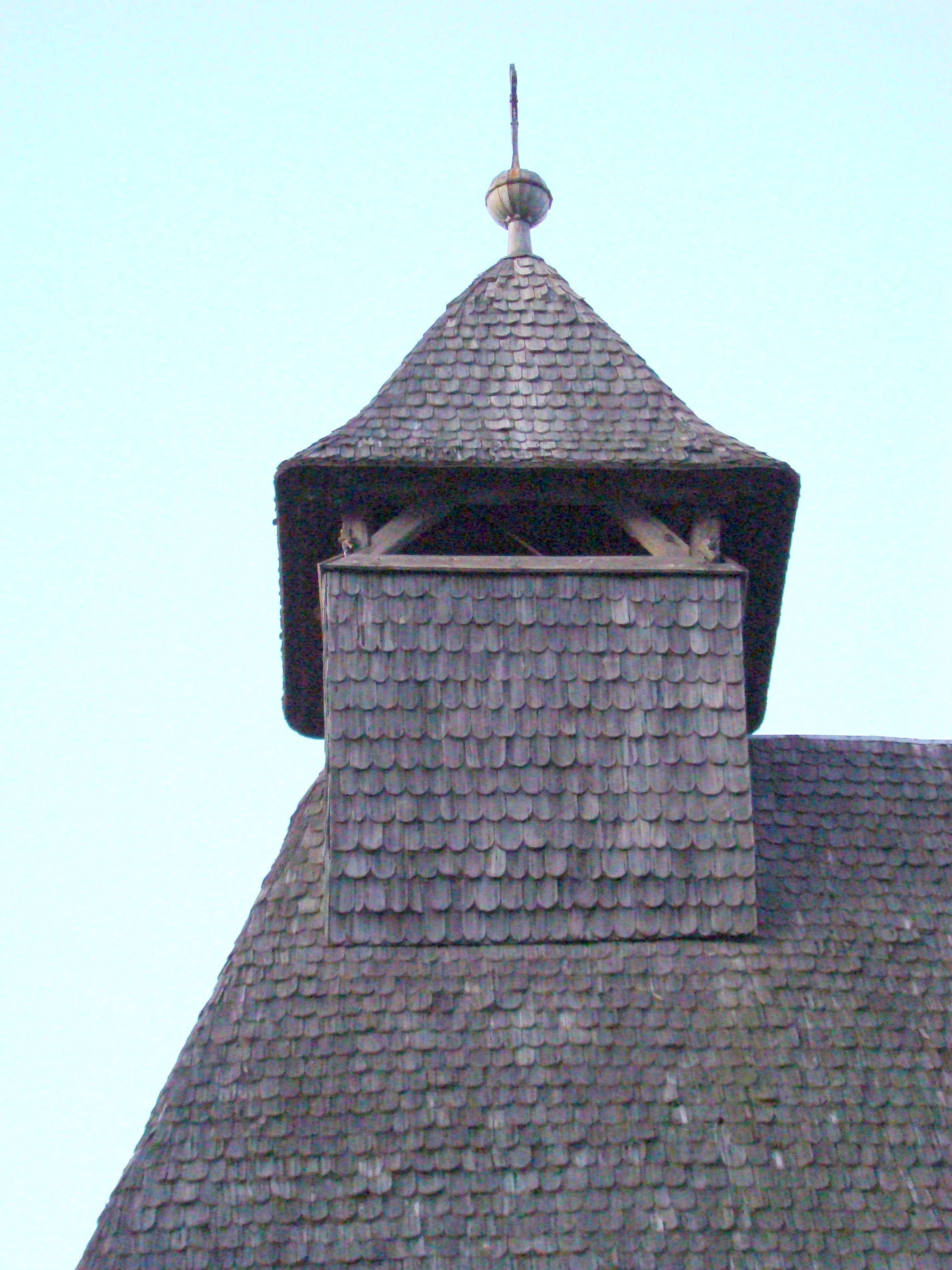
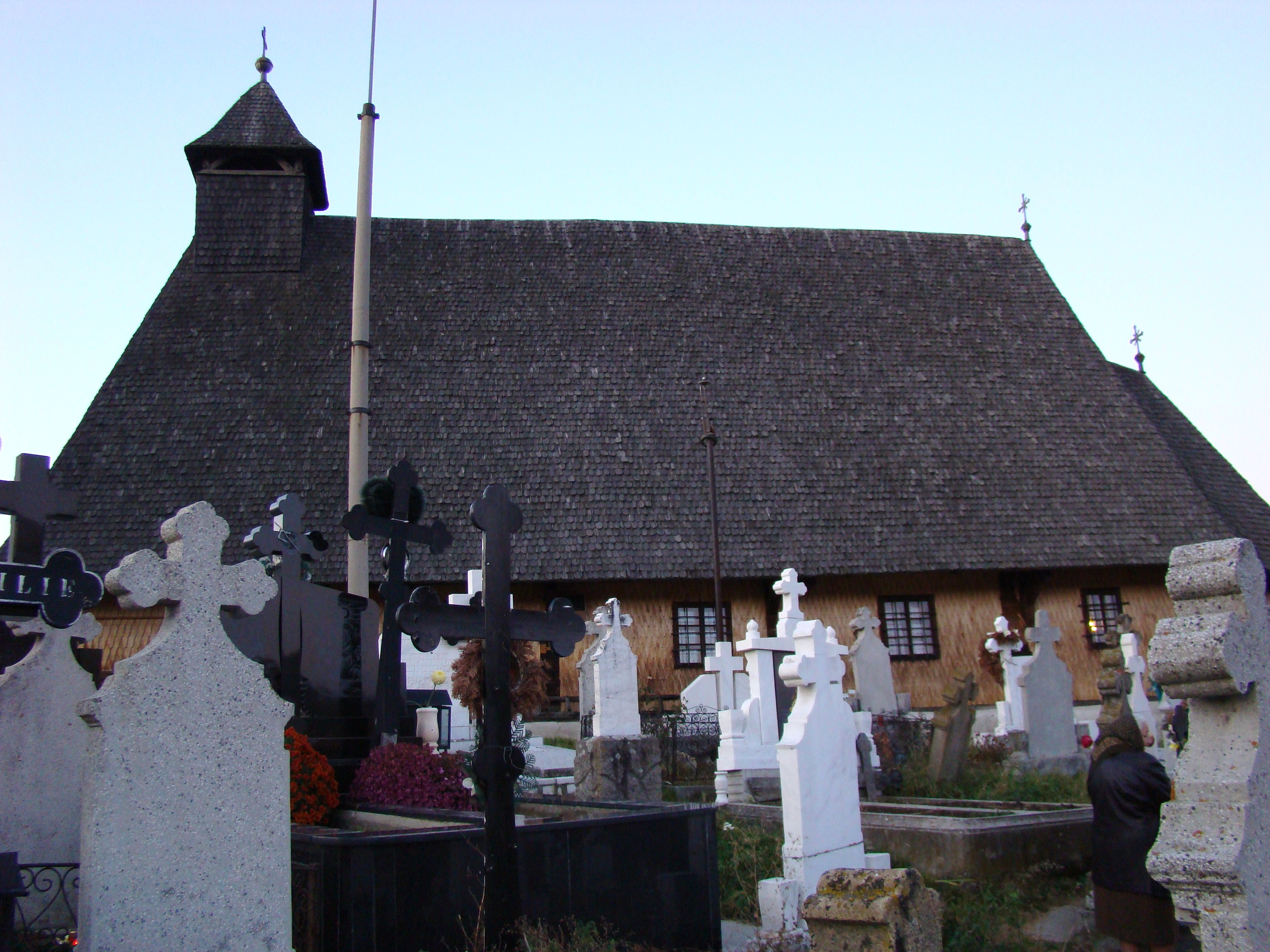
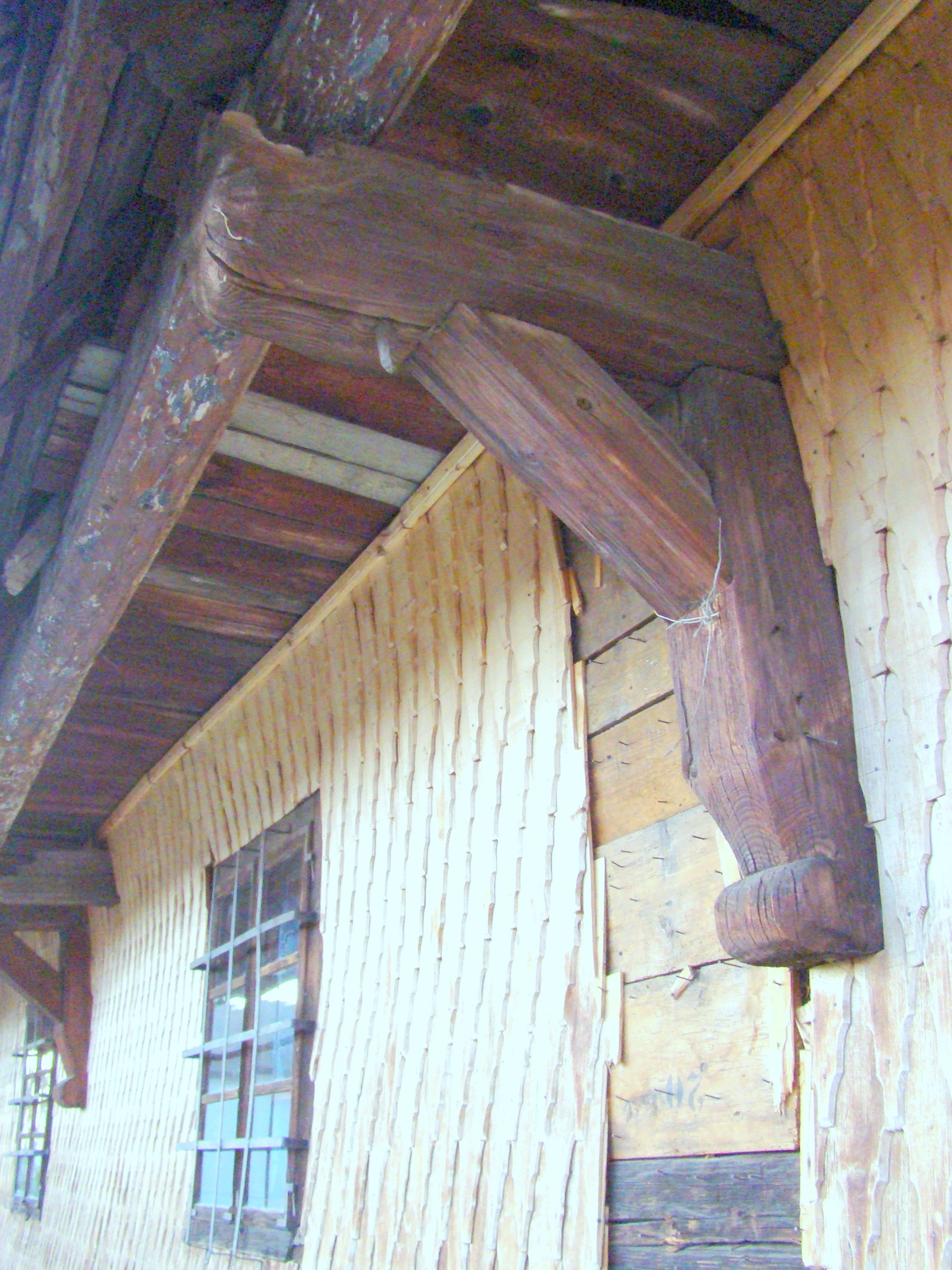
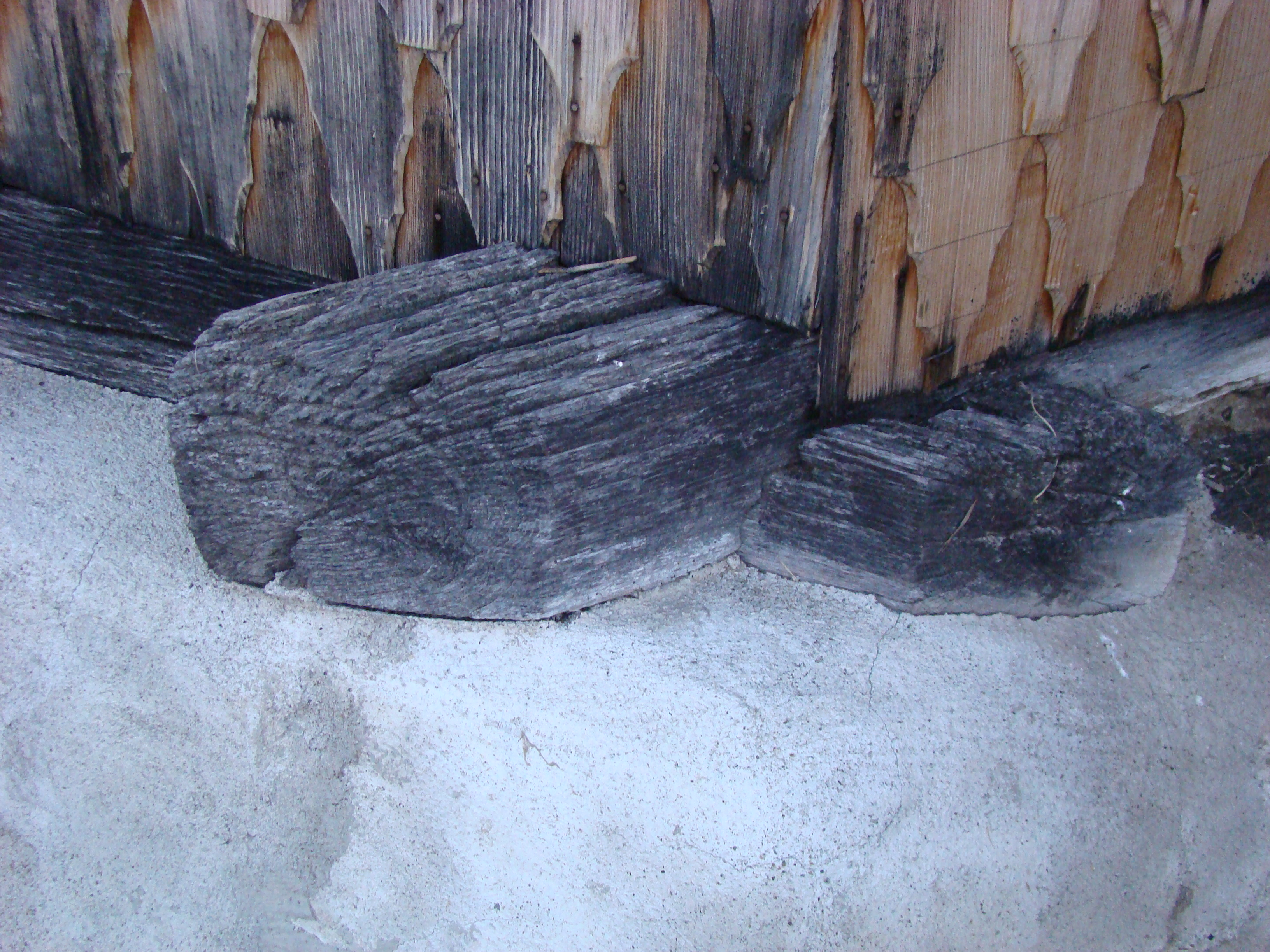
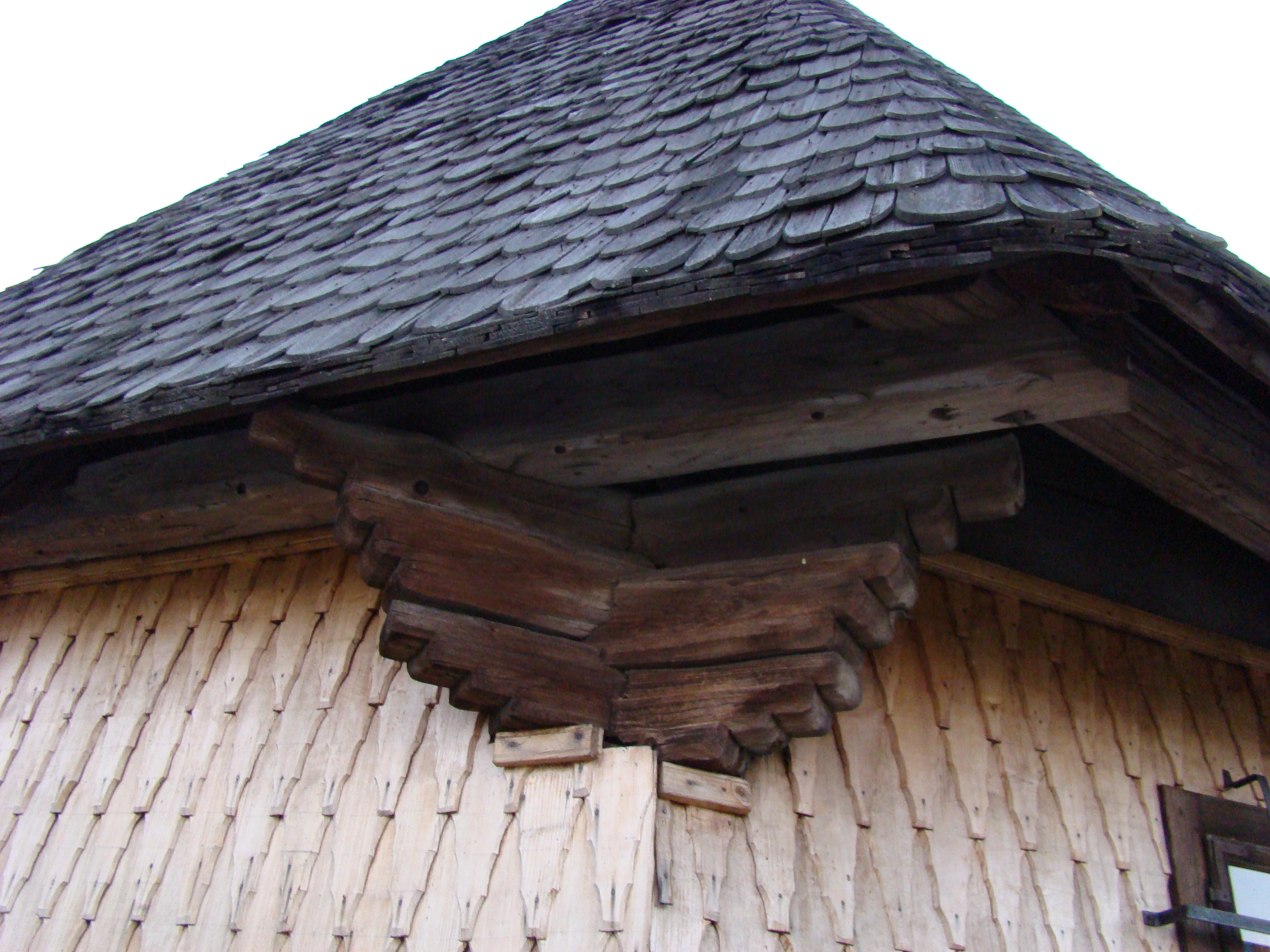
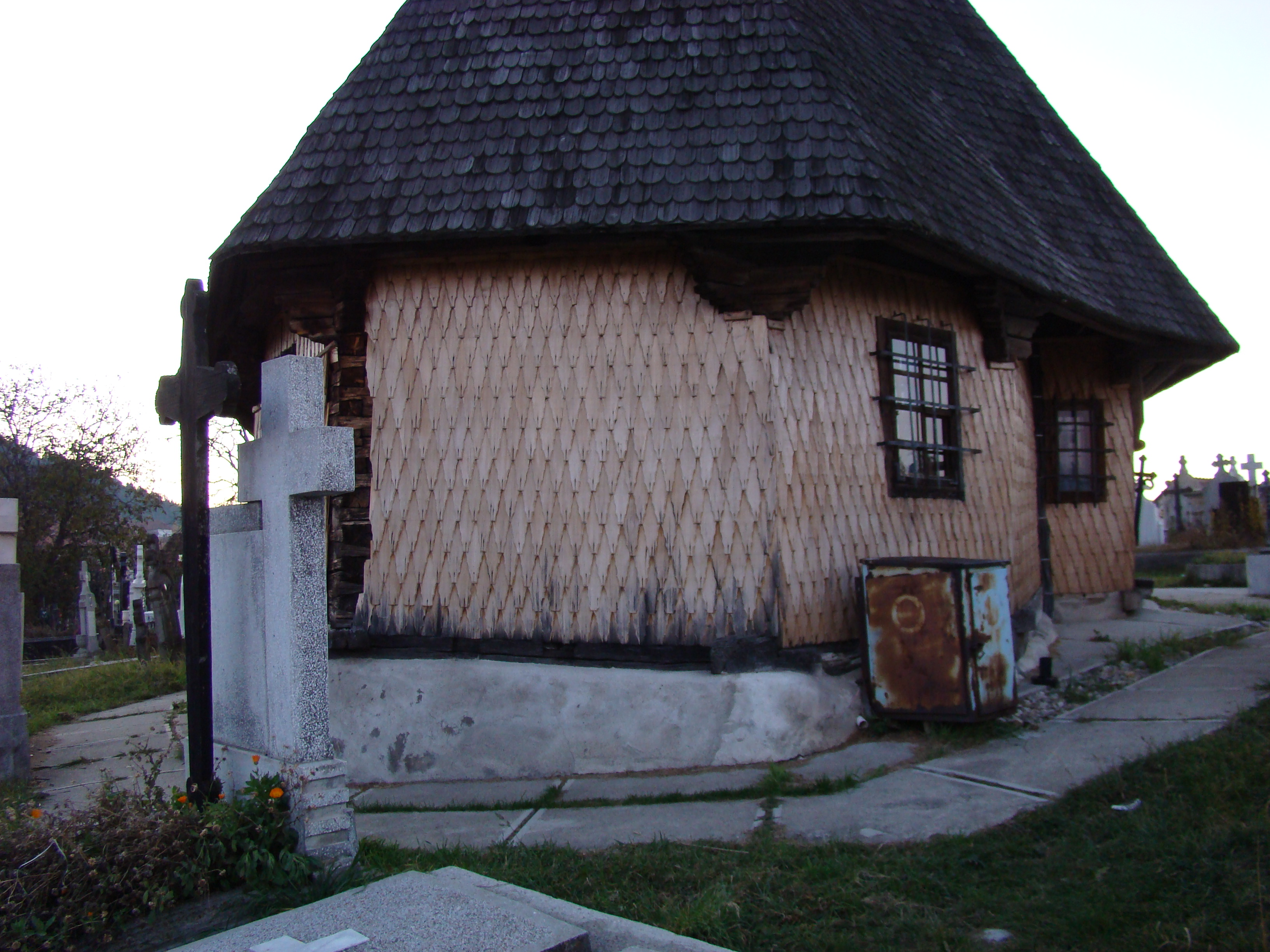
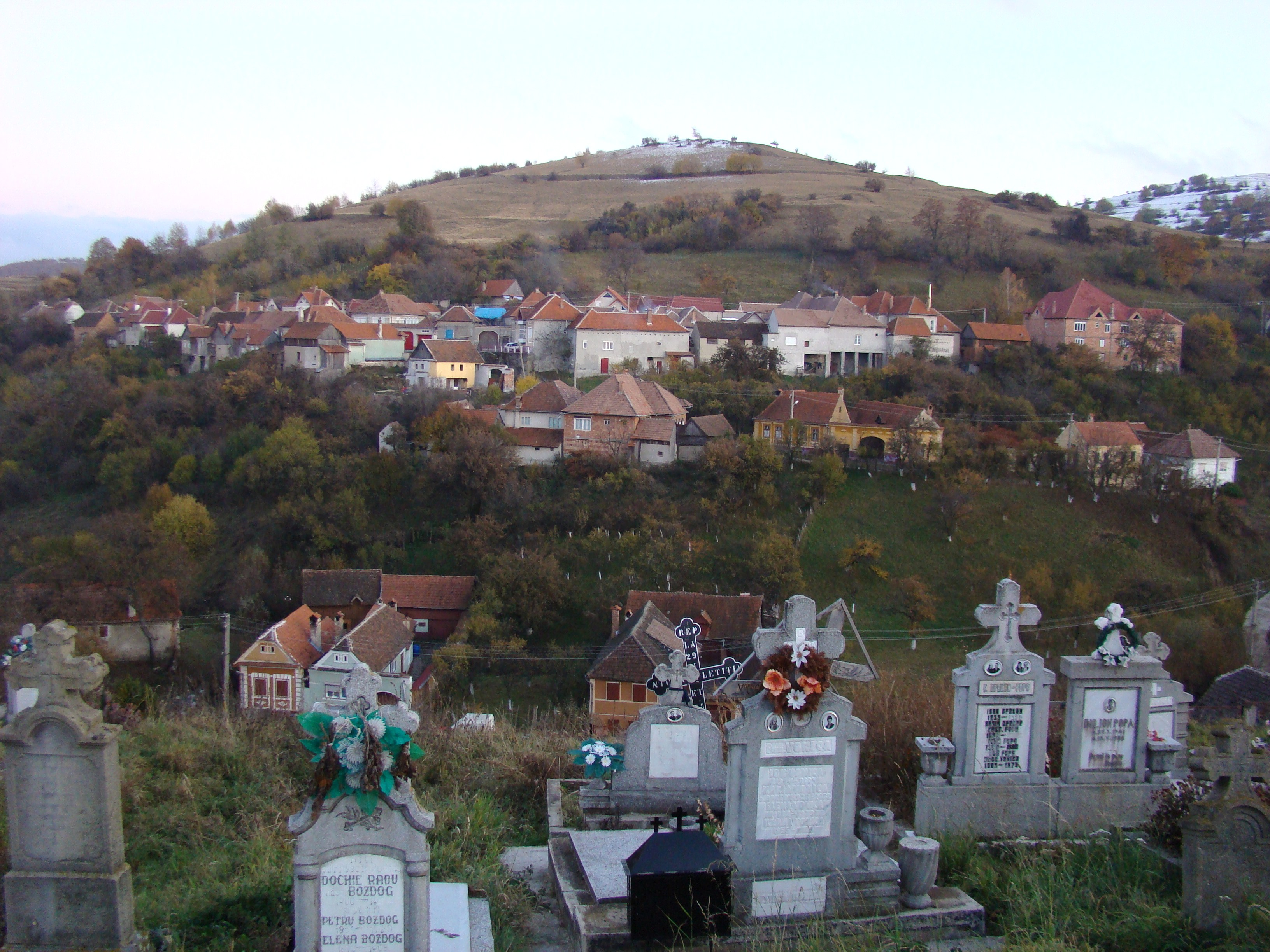
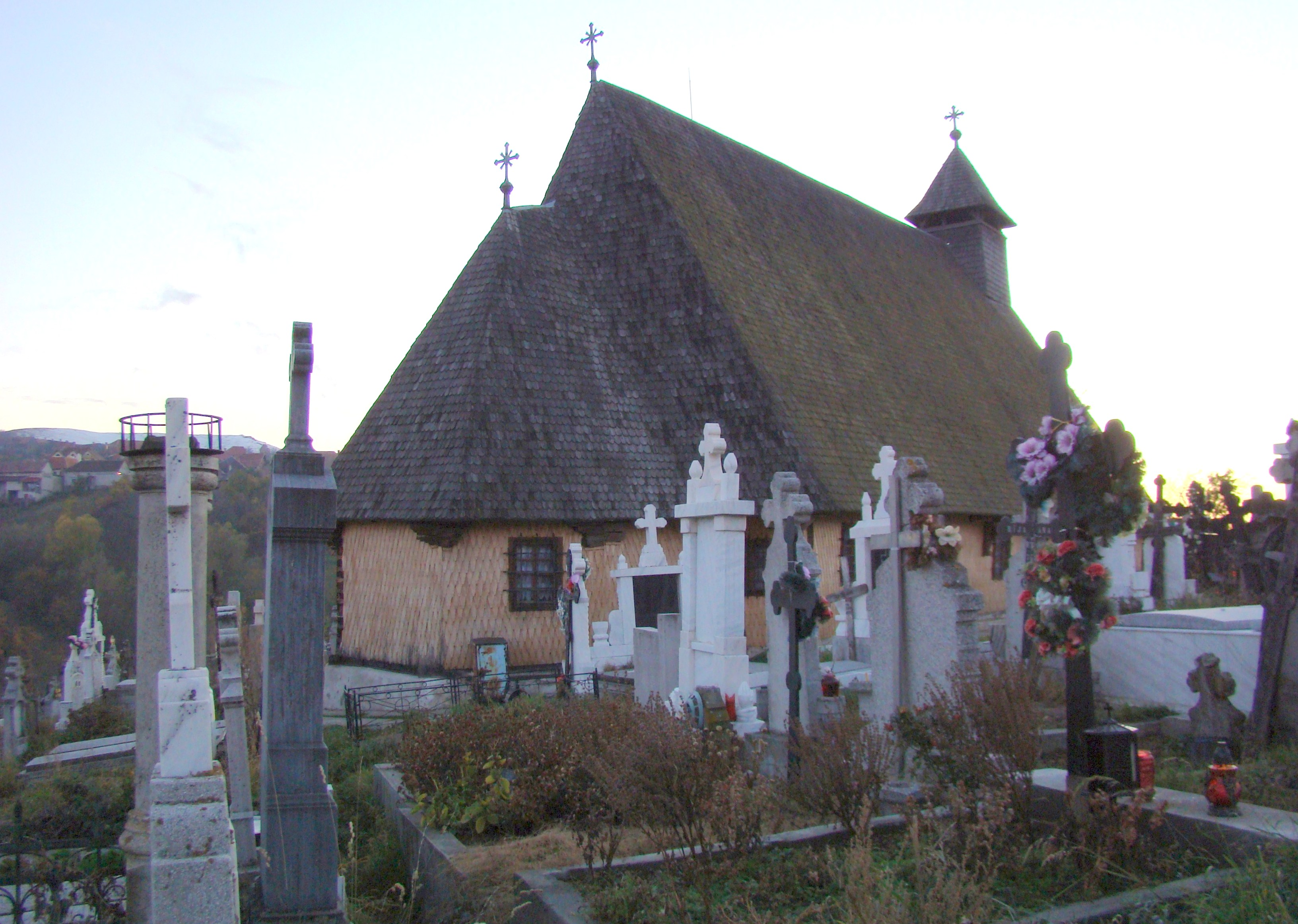
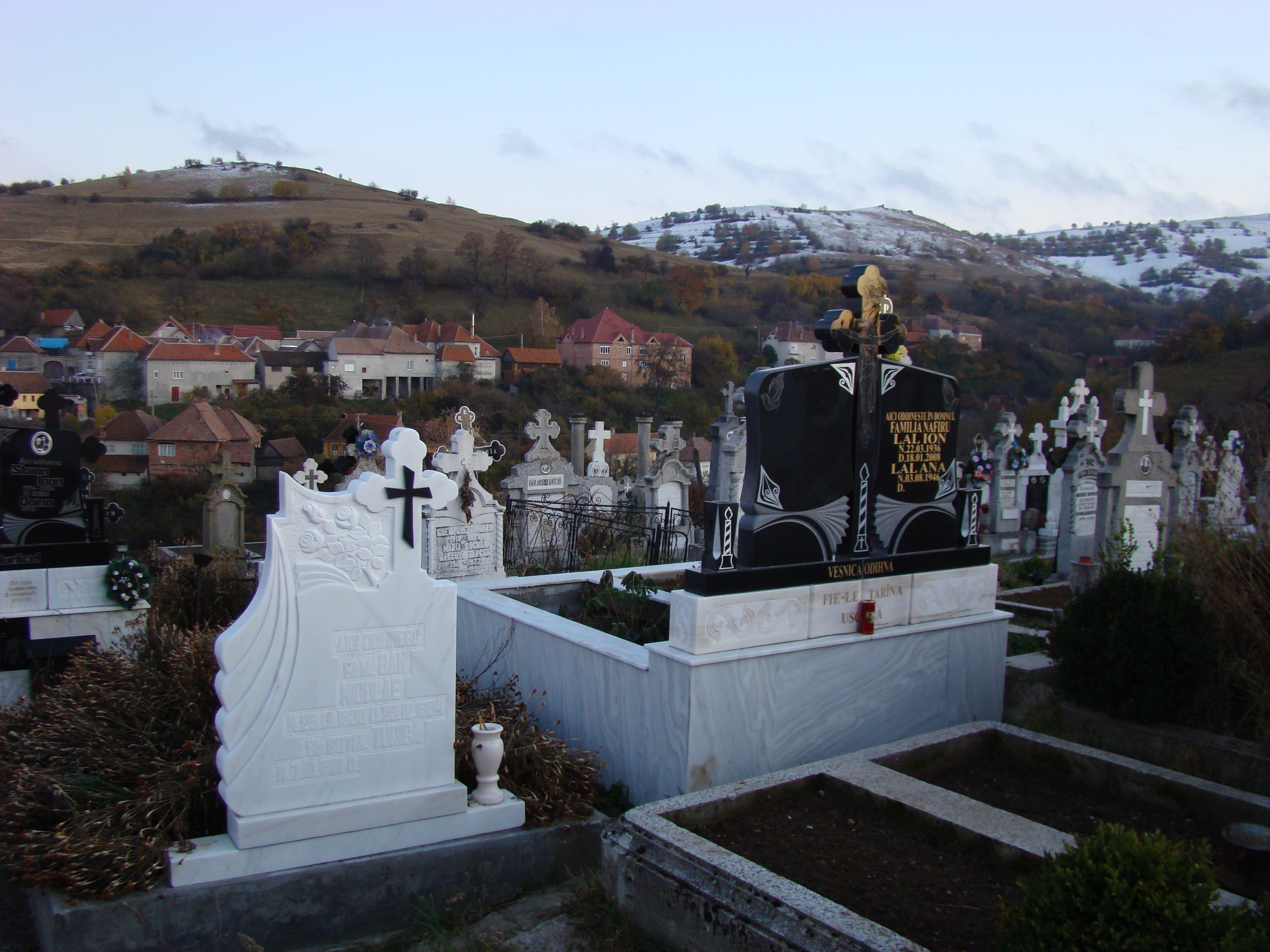
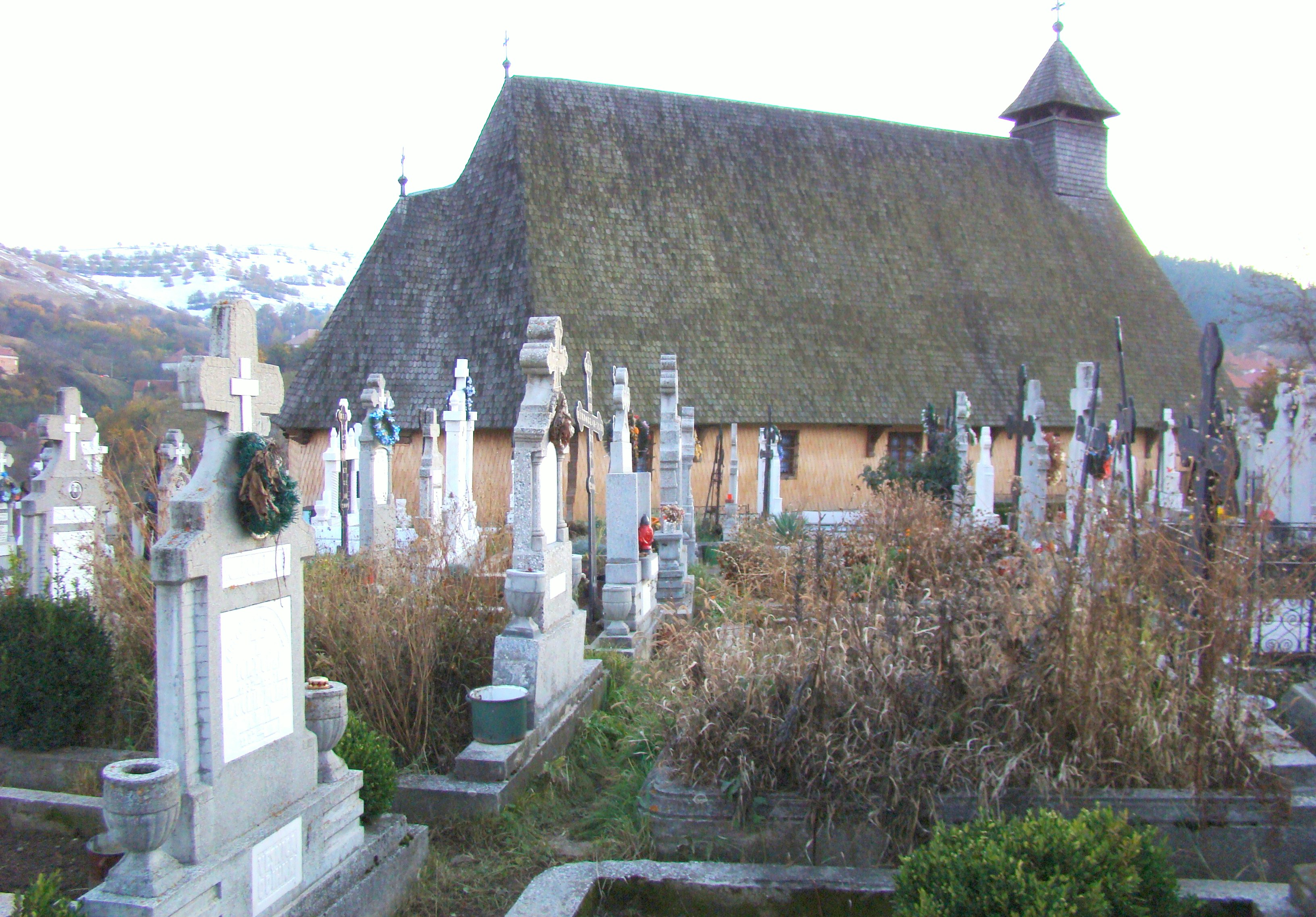